# Liste der Biografien/Ah
Liste der Biografien |
Portal Biografien |
Personensuche
# |
A |
B |
C |
D |
E |
F |
G |
H |
I |
J |
K |
L |
M |
N |
O |
P |
Q |
R |
S |
T |
U |
V |
W |
X |
Y |
Z |
?
 
Aa |
Ab |
Ac |
Ad |
Ae |
Af |
Ag |
Ah |
Ai |
Aj |
Ak |
Al |
Am |
An |
Ao |
Ap |
Aq |
Ar |
As |
At |
Au |
Av |
Aw |
Ax |
Ay |
Az
Die Liste der Biografien führt alle Personen auf, die in der deutschsprachigen Wikipedia einen Artikel haben. Dieses ist eine Teilliste mit 1118 Einträgen von Personen, deren Namen mit den Buchstaben „Ah“ beginnt.

## Ah
- Ah Loo, Afa († 2025), samoanischer Modedesigner
- Ah, Carlo von (* 1940), Schweizer Manager, Unternehmer und Schriftsteller
- Ah, Hans-Peter von (1941–2011), Schweizer Bildhauer und Maler
- Ah, Joseph Ignaz von (1834–1896), Schweizer katholischer Priester und Schriftsteller
- Ah, Toy (1828–1928), US-amerikanische Bordellbetreiberin
- Ah-Wan, Juliette (* 1981), seychellische Badmintonspielerin

### Aha
- Aha, altägyptischer König; früher König der ersten Dynastie
- Ahab, König von Israel (871–852 v. Chr.)Ahab

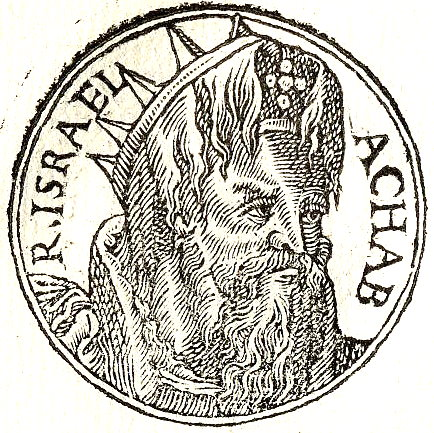
Ahab

- Ahaba, Rab Adda bar, Amoräer der 2. Generation in Sura
- Ahache, Joël (* 1951), französischer Fußballspieler
- Ahad, Carla, deutsche Sängerin
- Ahadi, Mina (* 1956), iranische politische Aktivistin
- Ahadi, Reza (1962–2016), iranischer Fußballspieler und -trainer
- Ahadsi, Didier (* 1970), togoischer Kunsthandwerker
- Ahallouch, Fatima (* 1981), belgische Politikerin, Mitglied des Wallonischen Parlaments und Senatorin
- Aham, Johann Joseph Franz von (1652–1725), bayerischer Adliger und Verwaltungsjurist
- Ahamada, Ali (* 1991), französischer Fußballtorhüter
- Ahamada, Feta (* 1987), komorische Leichtathletin
- Ahamada, Hachimiya (* 1976), komorisch-französische Filmemacherin
- Ahamada, Naouirou (* 2002), französischer Fußballspieler
- Ahamarasul Duereh (* 1996), thailändischer Fußballspieler
- Ahamdy, Salam Bouha (* 2000), mauretanische Leichtathletin
- Ahamed, Liaquat, Autor und Investmentbanker
- Ahamed, Naseer (* 1961), sri-lankischer Politiker, Abgeordneter, Chief Minister, Gouverneur und Minister
- Ahamer, Harry (* 1964), österreichischer Musiker und Songwriter
- Ahammer, Josef (1935–2017), österreichischer römisch-katholischer Priester
- Ahammoud, Oussama (* 2000), niederländischer SchauspielerOussama Ahammoud (* 2000)

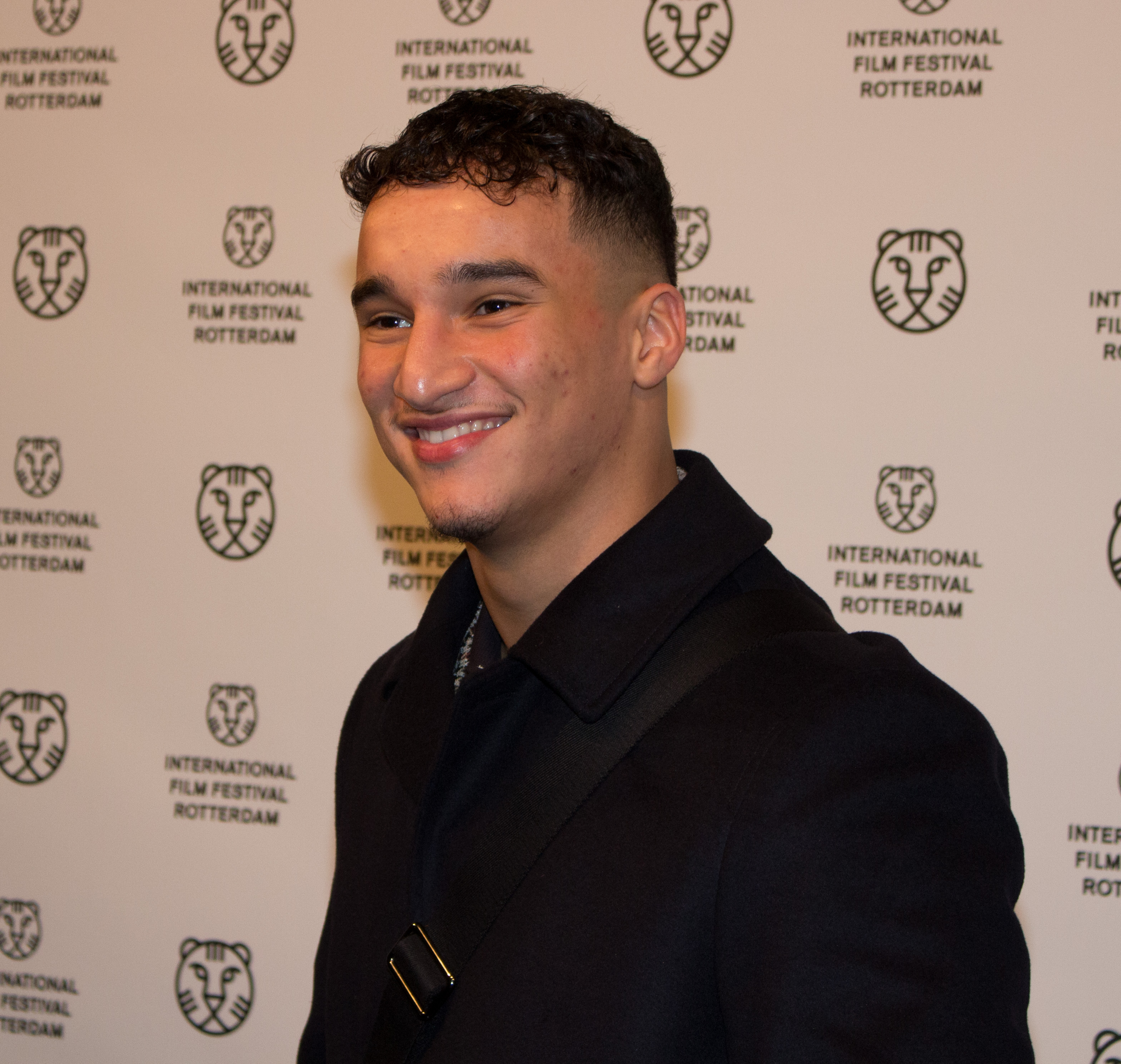
Oussama Ahammoud (* 2000)

- Ahanacht I., altägyptischer Gaufürst und Wesir
- Ahanda, Marie-Thérèse Assiga (1941–2014), kamerunische Chemikerin, Autorin und Oberhäuptling der Ewondo und Bene
- Ahanda, Orlane (* 1998), französische Handballspielerin
- Ahanda, Vincent de Paul (1918–1975), kamerunischer Politiker und Premierminister
- Ahaneith, altägyptische Angehörige des Königshauses
- Ahanfouf, Abdelaziz (* 1978), deutsch-marokkanischer Fußballspieler
- Ahansal, Mohamad (* 1973), marokkanischer Langstreckenläufer
- Ahari, Karim (* 1917), iranischer Agraringenieur und Diplomat
- Ahari, Shiva Nazar (* 1984), iranische Menschenrechtsaktivistin
- Aharish, Lucy (* 1981), arabisch-israelische Journalistin und Nachrichtensprecherin
- Aharon, Shlomit (* 1950), israelische Sängerin
- Aharoni, Israel (1882–1946), jüdischer Zoologe
- Aharoni, Ron (* 1952), israelischer Mathematiker
- Aharoni, Yohanan (1919–1976), deutsch-israelischer Archäologe
- Aharoni, Zvi (1921–2012), israelischer Mossad-Agent
- Aharonian, Avedis (1866–1948), armenischer Politiker, Revolutionär und Schriftsteller
- Aharonián, Coriún (1940–2017), uruguayischer Komponist
- Aharonjan, Grigor (1896–1980), sowjetischer Bildhauer
- Aharonov, Alexander (* 1992), israelischer Eishockeytorwart
- Aharonov, Dorit (* 1970), israelische Informatikerin und Physikerin
- Aharonov, Yakir (* 1932), israelischer Physiker
- Aharonovich, Roey (* 1996), israelischer Eishockeyspieler
- Aharonovich, Tomer (* 1999), israelischer Eishockeyspieler
- Aharonovitsch, Jitzchak (* 1950), israelischer Politiker
- Aharony, Amnon (* 1943), israelischer Physiker
- Ahas (760 v. Chr.–725 v. Chr.), König von JudaAhas (760 v. Chr.–725 v. Chr.)

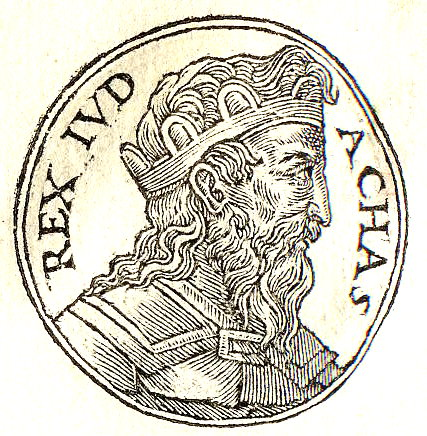
Ahas (760 v. Chr.–725 v. Chr.)

- Ahasimae, Suriya (* 1986), thailändischer Fußballspieler
- Ahasja, König von Israel (um 853–852 v. Chr.)
- Ahasja, König von Juda (842 v. Chr.)
- Ahasverus, Johann Abraham (* 1725), deutscher Jurist und Archivar
- Aḫat-abiša, assyrische Prinzessin; Ehefrau des Ambaris von Tabal
- Aḫat-milki, Königin von Ugarit
- Ahava, Selja (* 1974), finnische Autorin

### Ahb
- Ahbabi, Bandar al- (* 1990), emiratischer Fußballspieler
- Ahbe, Kelsie (* 1991), kanadisch-US-amerikanische Stabhochspringerin
- Ahbez, Eden (1908–1995), amerikanischer Musiker

### Ahd
- Ahdab, Kheireddine el- (1894–1941), libanesischer Politiker
- Ahde, Matti (1945–2019), finnischer Politiker, Mitglied des Reichstags und Sportfunktionär
- Ahde-Kjäldman, Aili-Salli (1892–1979), finnische Architektin
- Ahdyar, Mehboba, afghanische Leichtathletin

### Ahe
- Ahe, Antje von der (* 1970), deutsche Schauspielerin, Sängerin (Mezzosopran) und Synchronsprecherin
- Ahe, Benjamin von der (* 1976), deutscher Politiker (Bündnis 90/Die Grünen)
- Ahe, Chris von der (1851–1913), deutsch-amerikanischer Unternehmer
- Ahe, Jacobus von der († 1580), Ratssekretär der Hansestadt Lübeck
- Ahe, Lina von der (* 1997), deutsche Synchron- und Hörspielsprecherin
- Ahearn, Dan (1888–1942), US-amerikanischer Leichtathlet
- Ahearn, Frank (1886–1962), kanadischer Eishockeyfunktionär
- Ahearn, Jack (1924–2017), australischer Motorradrennfahrer
- A’Hearn, Michael (1940–2017), US-amerikanischer Astronom und Planetologe
- Ahearn, Theresa (1951–2000), irische Politikerin
- Ahearne, Bunny (1900–1985), irischer Eishockeyfunktionär
- Ahearne, Tim (1885–1968), irischer Dreispringer
- Ahejewa, Wira (* 1958), ukrainische Literaturwissenschaftlerin
- Ahenkora, Akua Senkyiwa, ghanaische Botschafterin
- Aherdane, Mahjoubi (1921–2020), marokkanischer Politiker
- Ahern, Barnabas Mary (1915–1995), US-amerikanischer Theologe
- A’Hern, Basia (* 1989), australische Schauspielerin
- Ahern, Bertie (* 1951), irischer Finanz- und Wirtschaftswissenschaftler sowie Politiker
- Ahern, Cecelia (* 1981), irische SchriftstellerinCecelia Ahern (* 1981)

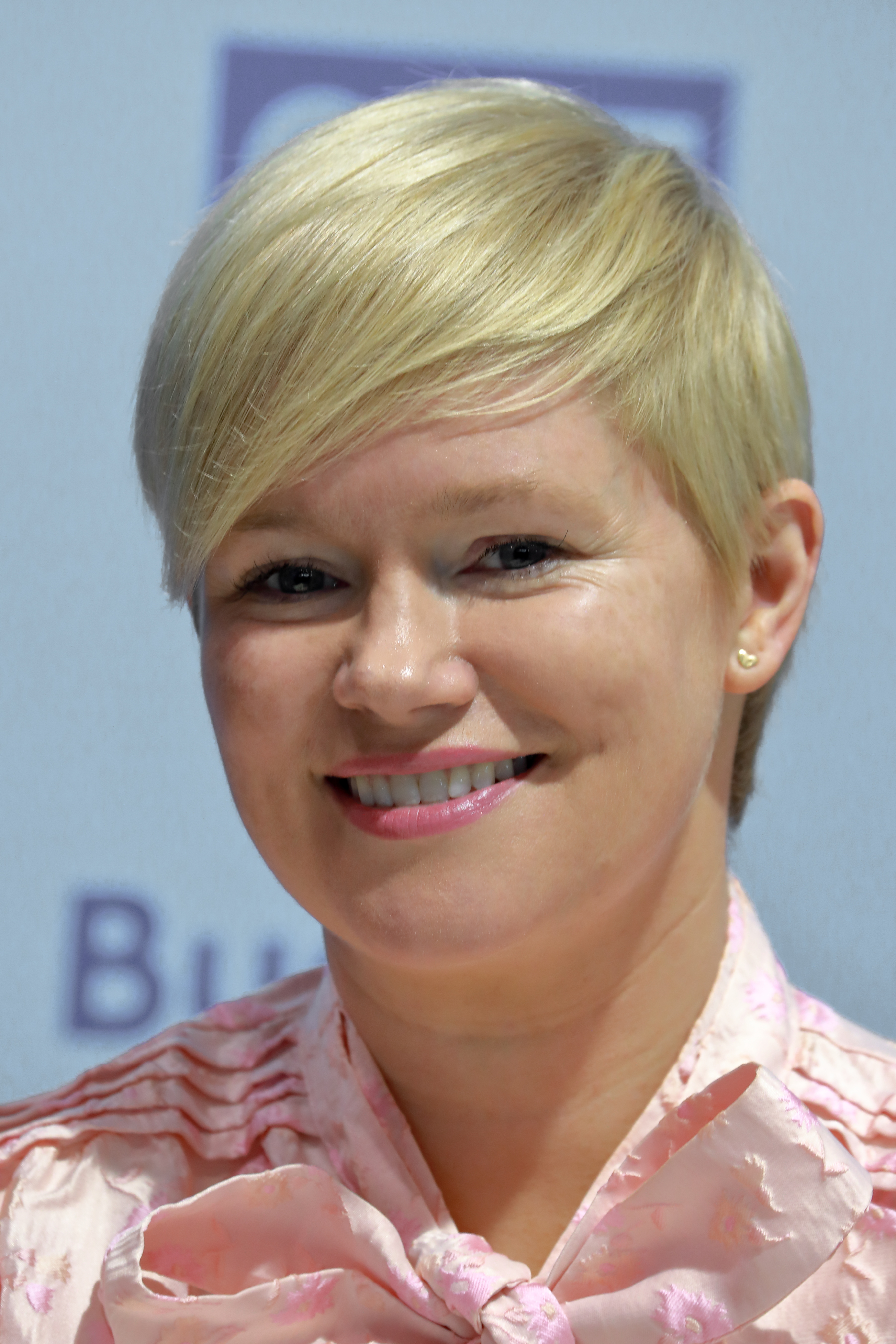
Cecelia Ahern (* 1981)

- Ahern, Ciarán (* 1984), irischer Politiker
- Ahern, Dermot (* 1955), irischer Politiker
- Ahern, Harold (1903–1987), australischer Politiker, Mitglied der Legislativversammlung von New South Wales
- Ahern, Kit (1915–2007), irische Politikerin
- Ahern, Lassie Lou (1920–2018), US-amerikanische Schauspielerin
- Ahern, Leo (1886–1973), US-amerikanischer Offizier der US Army
- Ahern, Liam (1916–1974), irischer Politiker
- Ahern, Lloyd senior (1905–1983), US-amerikanischer Kameramann
- Ahern, Mary Eileen (1860–1938), US-amerikanische Bibliothekarin und Herausgeberin, die maßgeblich an der Entwicklung moderner Bibliotheken beteiligt war
- Ahern, Maurice, irischer Politiker
- Ahern, Michael (* 1949), irischer Politiker
- A’Hern, Nicholas (* 1969), australischer Geher
- Ahern, Noel (* 1944), irischer Politiker
- Ahern, Nuala (* 1949), irische Politikerin, MdEP
- Ahern, Pat (* 1960), US-amerikanischer nordischer Kombinierer
- Ahern, Patrick Vincent (1919–2011), US-amerikanischer Geistlicher, katholischer Weihbischof in New York
- Aherne, Brian (1902–1986), britischer SchauspielerBrian Aherne (1902–1986)

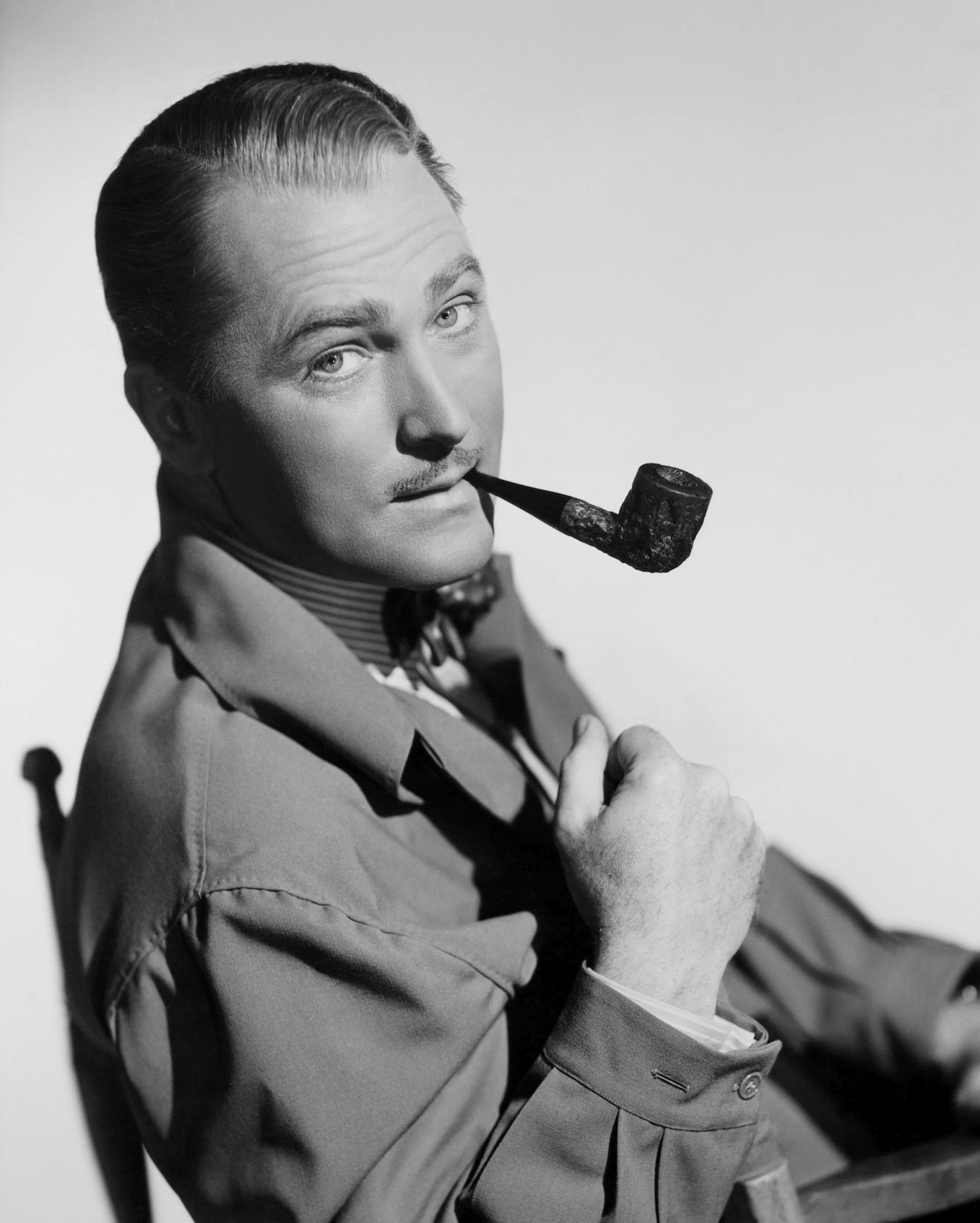
Brian Aherne (1902–1986)

- Aherne, Caroline (1963–2016), britische Schauspielerin, Comedienne, Drehbuchautorin und Regisseurin
- Aherne, Patrick (1901–1970), britischer Schauspieler
- Ahey, Mike (* 1939), ghanaischer Weitspringer und Sprinter

### Ahh
- Ahhotep I., Mutter des Ahmose I.
- Ahhotep II., altägyptische Königin
- Ahhotep III., altägyptische Königin

### Ahi
- Ahi, Eda (* 1990), estnische Dichterin
- Aḫi-ʾantu, babylonischer Schreiber
- Ahiaku, Koku (* 1963), togoischer Radrennfahrer
- Ahibalow, Wassyl (1913–2002), ukrainisch-sowjetischer Bildhauer
- Ahidjo, Ahmadou (1924–1989), kamerunischer PräsidentAhmadou Ahidjo (1924–1989)

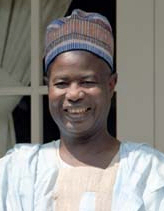
Ahmadou Ahidjo (1924–1989)

- Ahija von Schilo, biblischer Prophet
- Ahilya Bai Holkar († 1795), Fürstin des westindischen Marathenvolks
- Ahiman, biblische Person
- Ahimeir, Abba (1897–1962), israelischer Historiker, Journalist und politischer Aktivist
- Ahinful, Augustine (* 1974), ghanaischer Fußballspieler
- Ahitofel, Mann aus dem Alten Testament der Bibel
- Ahituv, Avraham (1930–2009), deutsch-israelischer Direktor des israelischen Geheimdienstes Schin Bet
- Ahiwa, Jacques Assanvo (* 1969), ivorischer römisch-katholischer Geistlicher, Erzbischof von Bouaké
- Ahizoune, Abdessalam (* 1955), marokkanischer Politiker, Wirtschaftsmanager und Sportfunktionär

### Ahj
- Ahjupera, Jarmo (* 1984), estnischer Fußballspieler

### Ahk
- Ahkal Mo’ Nahb I. (465–524), Herrscher der Maya-Stadt Palenque
- Ahkal Mo’ Nahb II. (523–570), Herrscher der Maya-Stadt Palenque (565–570)
- Ahke, Thomas (* 1970), deutscher Politiker (Freie Wähler)

### Ahl
- Ahl Holmström, Alexander (* 1999), schwedischer Fußballspieler
- Ahl, Carl (1845–1921), deutscher Sänger
- Ahl, David H. (* 1939), US-amerikanischer Schriftsteller
- Ahl, Ernst (* 1898), deutscher Zoologe, Ichthyologe und Herpetologe
- Ahl, Franz (1914–2016), deutscher Fußballspieler
- Ahl, Georg (1878–1945), deutscher Komponist und Dirigent
- Ahl, Gerhardt (1912–1967), deutscher Komponist
- Ahl, John Alexander (1813–1882), US-amerikanischer Politiker
- Ahl, Wilhelm (* 1899), deutscher Kaufmann und Wirtschaftsjurist

#### Ahla
- Ahlam al-Alaja, jemenitische Bäuerin
- Ahlam Ali Al Shamsi (* 1969), Sängerin aus den Vereinigten Arabischen Emiraten

#### Ahlb
- Ahlbach, Günther (1923–1959), deutscher Fußballspieler
- Ahlberg, Alf (1892–1979), schwedischer Schriftsteller, Humanist und Philosoph
- Ahlberg, Arvid (1851–1932), schwedischer Landschafts- und Marinemaler der Düsseldorfer Schule
- Ahlberg, Bruno (1911–1966), finnischer Boxer
- Ahlberg, Grete (* 1998), schwedische Hammerwerferin
- Ahlberg, Lars-Erik (* 1934), schwedischer Fußballspieler
- Ahlberg, Mac (1931–2012), schwedischer Filmregisseur und Kameramann
- Åhlberg, Mats (* 1947), schwedischer Eishockeyspieler
- Ahlberg, René (1930–1995), deutscher Soziologe
- Ahlbom, Sofia (1803–1868), schwedische Zeichnerin, Kupferstecherin, Lithografin, Fotografin, Kartografin und Autorin
- Ahlborn, Alfred (1851–1932), deutscher Organist und Musiklehrer
- Ahlborn, August Wilhelm Julius (1796–1857), deutscher Landschaftsmaler
- Ahlborn, Carl (1847–1940), deutscher Kaufmann und Turnfunktionär
- Ahlborn, Friedrich (1858–1937), deutscher Zoologe und Physiker
- Ahlborn, Gustav (1837–1918), preußischer Generalleutnant
- Ahlborn, Jodie Leslie (* 1980), deutsche SchauspielerinJodie Leslie Ahlborn (* 1980)

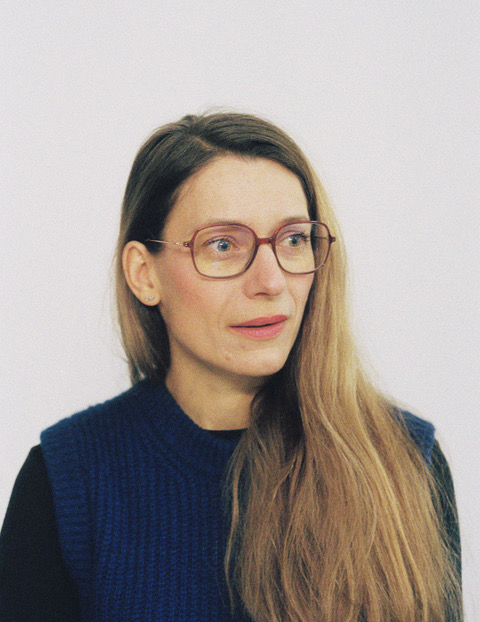
Jodie Leslie Ahlborn (* 1980)

- Ahlborn, Knud (1888–1977), deutscher Funktionär der Jugendbewegung
- Ahlborn, Lea (1826–1897), schwedische Künstlerin
- Ahlborn, Luise (1834–1921), deutsche Schriftstellerin
- Ahlborn, Simon (* 1982), deutscher Schauspieler
- Ahlborn, Stern, deutscher Fußballtorhüter
- Ahlbrecht, Ansgar (1928–2025), deutscher katholischer Theologe, laisierter Ordensgeistlicher, Benediktinerabt und Autor
- Ahlbrecht, Jörg (* 1967), deutscher evangelikaler Theologe
- Ahlbrecht, Karl (1877–1939), deutscher Bildhauer
- Ahlbrecht, Tina (* 1981), deutsche Sportlerin im Taekwondo
- Ahlburg, Heinrich (1816–1874), deutscher Architekt, herzoglich braunschweigischer Baubeamter und Hochschullehrer
- Ahlburg, Johannes (1883–1919), deutscher Geologe

#### Ahld
- Ahldén, Erik (1923–2013), schwedischer Langstreckenläufer

#### Ahle
- Ahle, Johann Georg († 1706), deutscher Komponist, Organist, Dichter sowie evangelischer Kirchenmusiker
- Ahle, Johann Nepomuk (1845–1924), deutscher, katholischer Kirchenmusiker, Komponist, Pfarrer, Domkapitular und Doktor der Theologie
- Ahle, Johann Rudolph (1625–1673), deutscher Komponist, Organist, Dichter und evangelischer Kirchenmusiker
- Ahlefeld, August von (1811–1891), deutscher Rittergutsbesitzer und Landrat im Herzogtum Schleswig
- Ahlefeld, Charlotte von (1777–1849), deutsche SchriftstellerinCharlotte von Ahlefeld (1777–1849)

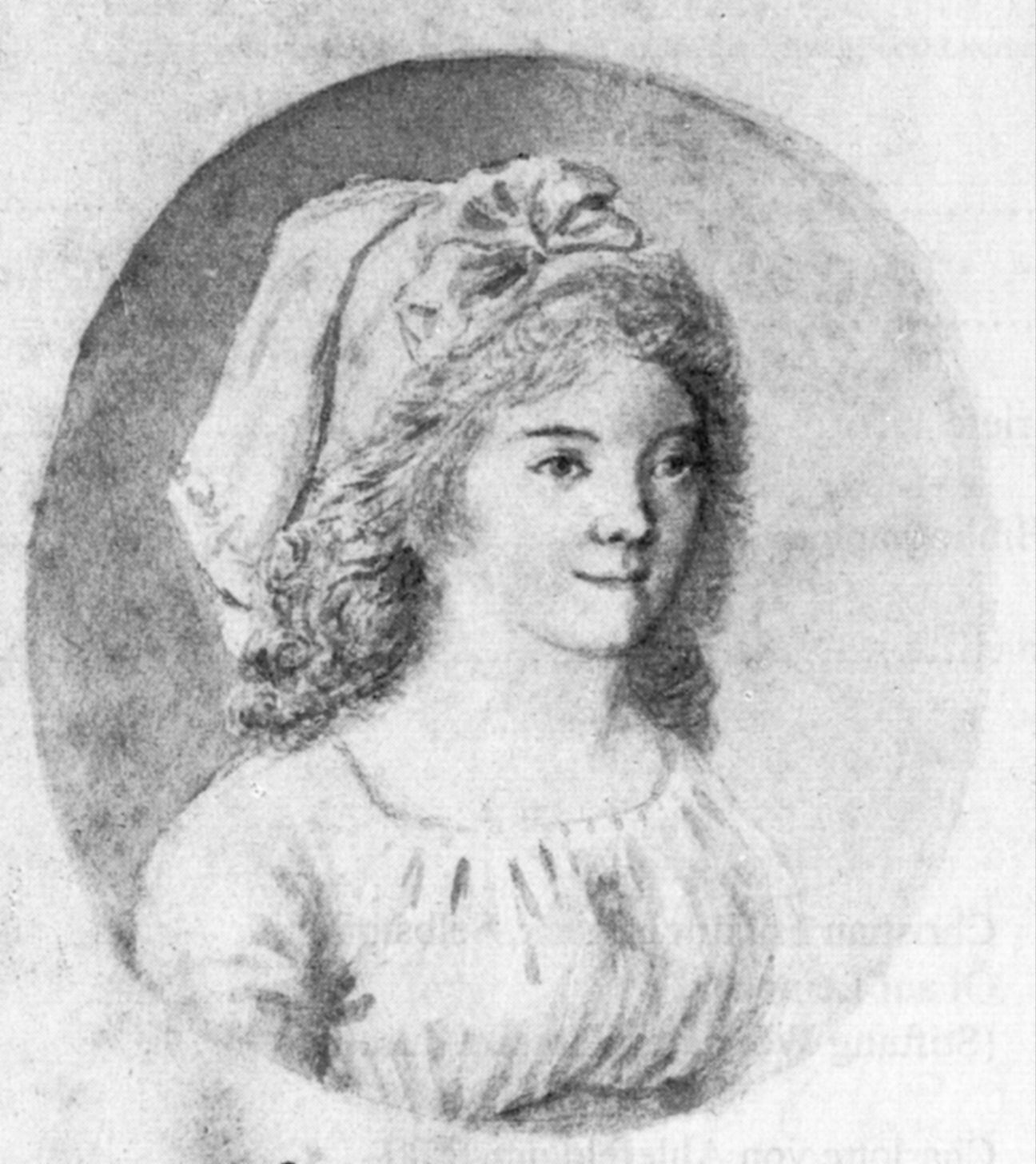
Charlotte von Ahlefeld (1777–1849)

- Ahlefeld, Hunold von (1851–1919), deutscher Vizeadmiral, Wirtschaftsmanager
- Ahlefeld, Rudolph von (1862–1909), deutsch-amerikanischer Jugendschriftsteller
- Ahlefeld, Ulrich Carl von (1704–1757), dänischer Generalleutnant
- Ahlefeldt, Adolf Jasper von (1712–1761), deutscher Gutsbesitzer und Domherr des Domkapitels des Lübecker Doms
- Ahlefeldt, Balthasar von (1559–1626), Königlicher Rats- und Amtsmann von Flensburg und Rendsburg, Herr auf Kolmar, Drage und Heiligenstedten
- Ahlefeldt, Balthasar von (1684–1752), Herr der Güter Lindau, Neudorf; Generalleutnant und Kommandant von Glückstadt
- Ahlefeldt, Benedikt I. von († 1586), Erbherr auf Haseldorf und Träger des Dannebrog-Ordens und des Elefanten-Ordens
- Ahlefeldt, Benedikt von († 1698), Herr auf Haseldorf, Haselau und Träger des Danebrog-Ordens
- Ahlefeldt, Benedikt von, Klosterpropst zu Uetersen, Amtmann von Flensburg
- Ahlefeldt, Benedikt von (1440–1500), Ritter und Herr der Güter Lehmkuhlen, Hasselburg und Wittmold
- Ahlefeldt, Benedikt von (1546–1606), Amtmann von Steinburg; Marschall und Träger des Dannebrog- und des Elefanten-Ordens
- Ahlefeldt, Benedikt von (1593–1634), Erbherr auf Haseldorf, Osterrade, Kluvensiek und Klosterpropst zu Uetersen
- Ahlefeldt, Benedikt von (1650–1712), Herr auf Osterrade, Kluvensiek, Sehestedt, Kronsburg und Träger des Dannebrog-Ordens
- Ahlefeldt, Benedikt von (1678–1757), Gutsherr der holsteinischen Güter Jersbek und Stegen
- Ahlefeldt, Benedikt von (1685–1739), Geheimer Rat, Kanzleipräsident und Kammerherr des Herzogs Karl Friedrich (Schleswig-Holstein-Gottorf)
- Ahlefeldt, Benedikt von (1717–1776), Kommandant von Helgoland und Landrat in Uetersen
- Ahlefeldt, Benedikt Wilhelm von (1678–1748), Herr auf Gut Kaden, Major und Landrat
- Ahlefeldt, Bertram von (1508–1571), Amtmann und Vertrauter des Königs Friedrich II. von Dänemark und Norwegen
- Ahlefeldt, Burchard von (1634–1695), königlich dänischer Kammerherr und Landrat
- Ahlefeldt, Cai Burchard von (1671–1718), deutscher Oberst, Abgeordneter des Landtages und Träger des Dannebrog-Ordens
- Ahlefeldt, Cai von (1591–1670), Diplomat und General
- Ahlefeldt, Carl Friedrich Ulrich von (1750–1829), Baron von Behn auf Ludwigsburg und Träger vom Großkreuz des Danebrog-Ordens
- Ahlefeldt, Carl von (1670–1722), deutscher Staatsmann, Herr der Güter Rixingen und Langeland, sowie Landrat auf Langeland
- Ahlefeldt, Catharina Christina von (1687–1726), Herzogin von Schleswig-Holstein-Glücksburg
- Ahlefeldt, Catharina von († 1562), Adliger Erbherrin von Haseldorf, Haselau, Gut Seestermühe und Gut Seegaard bei Kliplev
- Ahlefeldt, Cay Werner von (1770–1829), königlich dänischer Konferenzrat und Ritter des Dannebrog-Ordens
- Ahlefeldt, Cay Wilhelm von (1753–1838), Erbherr auf Klein Nordsee, Propst des Klosters Preetz und Träger des Danebrog-Orden
- Ahlefeldt, Christian Albrecht von (1693–1755), adliger Herr und Landrat in Holstein
- Ahlefeldt, Christine von (1643–1691), Oberhofmeisterin und Ministerin der Kurfürstin von Sachsen
- Ahlefeldt, Claus von (1420–1486), Landrat Amtshauptmann und Herr der Güter Lehmkuhlen, Hasselburg und Wittmold
- Ahlefeldt, Claus von (1614–1674), dänischer Feldmarschall, Befehlshaber der Streitkräfte in Norwegen
- Ahlefeldt, Conrad Christoph von (1768–1853), deutscher Gerichtsrat und Klosterpropst
- Ahlefeldt, Conrad von (1705–1786), Herr auf Gut Eschelsmark und Träger des Danebrog-Ordens
- Ahlefeldt, Conrad Wilhelm von (1707–1791), dänischer General und Kriegsminister
- Ahlefeldt, Detlev Friedrich von (* 1686), Herr auf Brodau und dänischer Generalmajor
- Ahlefeldt, Detlev Siegfried von (1658–1714), Herr auf Brodau, Landrat und Amtmann von Oldenburg und Fehmarn
- Ahlefeldt, Detlev von († 1599), Herr auf Haseldorf und Osterrade
- Ahlefeldt, Detlev von (1612–1686), Herr auf Haseldorf, Haselau, Kaden, und Träger des Danebrog-Orden und des Elefanten-Ordens
- Ahlefeldt, Detlev von (1617–1686), dänischer Offizier und Diplomat, Memoirenschreiber
- Ahlefeldt, Detlev von (1633–1667), deutscher Domherr von Lübeck und Amtmann von Gottorf
- Ahlefeldt, Detlev von (1747–1796), Königlich Dänischer Kammerherr und Landrat.
- Ahlefeldt, Dietrich von († 1789), preußischer Beamter
- Ahlefeldt, Dietrich von (1618–1664), Herr auf Osterrade, Kluvensiek, Propst zu Uetersen und Träger des Dannebrogordens und Elefantenordens
- Ahlefeldt, Dorothea von (1586–1647), Gutsherrin von Kolmar, Drage, Heiligenstedten und Besitzerin des Schloss Heiligenstedten.
- Ahlefeldt, Eiler Christopher von (1736–1806), Amtmann und Abt des Bischofssitzes Soissons in Frankreich
- Ahlefeldt, Elisa von (1788–1855), deutsche Adelige und Beteiligte der Lützower Jagd
- Ahlefeldt, Ernst Carl von (1785–1877), Herr der Adligen Güter Oehe und Rögen
- Ahlefeldt, Ferdinand Anton von (1747–1815), dänischer Diplomat
- Ahlefeldt, Friedrich Carl von (1742–1825), Leutnant und General
- Ahlefeldt, Friedrich von († 1543), Adliger Herr von Haseldorf, Haselau, Gut Seestermühe und Gut Seegaard bei Kliplev und königlicher Rat
- Ahlefeldt, Friedrich von († 1672), Herr auf Kohøved, Bienebek, Hald und Träger des Danebrog-Ordens
- Ahlefeldt, Friedrich von (1551–1607), Erbherr auf Seestermühe, Seegaad, Kasseedorf und Arlewatt, Amtsrat von Aabenraa und Landrat von Holstein
- Ahlefeldt, Friedrich von (1618–1665), deutscher Adliger, Diplomat, Landrat und Klosterprobst zu Uetersen
- Ahlefeldt, Friedrich von (1623–1686), Herr auf Rixingen (Réchicourt), Mörsberg (Morimont) und Träger des Danebrog-Orden und des Elefanten-Ordens.
- Ahlefeldt, Friedrich von (1662–1708), Herr auf Rixingen (Réchicourt), Langeland General und Statthalter.
- Ahlefeldt, Friedrich von (1702–1773), dänischer Offizier, Gutsherr und Träger des Dannebrogordens
- Ahlefeldt, Gottschalk von (1475–1541), letzter katholischer Bischof von Schleswig
- Ahlefeldt, Hans Heinrich von (1656–1720), Geheimrat, Ritter des Dannebrogordens und vom Elefantenorden sowie Gutsherr des Gutes Seestermühe
- Ahlefeldt, Hans von († 1564), Adliger Herr von Seestermühe, auf Gut Seestermühe und halb auf Gut Seegaard bei Kliplev.
- Ahlefeldt, Hans von, Feldherr des dänischen Königs Christian III.
- Ahlefeldt, Hans von († 1500), Ritter, Herr auf Haseldorf, Haselau Seegaard und Seestermühe
- Ahlefeldt, Hans von (1710–1780), Geheimrat und Amtmann im dänischen Staatsdienst und Landdrost in Pinneberg
- Ahlefeldt, Heinrich von (1592–1674), Adliger Gutsherr und Träger des Dannebrog- und des Elefanten-Ordens
- Ahlefeldt, Henning von (1705–1778), Königlich Dänischer Kammerherr und Geheimer Rat.
- Ahlefeldt, Joachim von (1646–1717), holstein-gottorfischer und dänischer Staatsmann und Propst des Klosters Preetz
- Ahlefeldt, Joachim von (1650–1701), adliger Herr und Landrat in Holstein
- Ahlefeldt, Johann Adolph von (1679–1761), Adliger Gutsherr und Träger des Dannebrog- und des Elefanten-Ordens
- Ahlefeldt, Johann Rudolph von (1712–1770), Herr der Güter Damp und Saxdorf und Wohltäter
- Ahlefeldt, Johann Rudolph von (1775–1848), Gutsherr auf Ludwigsburg, Sehestedt, Saxdorf; Ehemann der Schriftstellerin Charlotte von Ahlefeld.
- Ahlefeldt, Johann von (1399–1463), Geheimer Rat und Herr der Güter Lehmkuhlen und Wittmold
- Ahlefeldt, Johann von (1584–1635), adliger Erbherr von Gut Stendorf, Nüchel und Landrat in Holstein
- Ahlefeldt, Jürgen von (1748–1823), deutscher Amtmann und Träger des Dannebrog-Ordens
- Ahlefeldt, Karl Gustav (1910–1985), dänischer Schauspieler
- Ahlefeldt, Margaretha von (1613–1681), deutsche Wohltäterin und Priorin des Klosters Uetersen
- Ahlefeldt, Maria Theresia von (1755–1810), deutsche Komponistin und Pianistin
- Ahlefeldt, Marie Antoinette von (1711–1764), Klosterpriorin
- Ahlefeldt, Marie Elisabeth von (1719–1769), Konventualin des Adligen Klosters Uetersen und Hofdame der Prinzessin Louise von Dänemark und Norwegen
- Ahlefeldt, Marquard von (1571–1608), Herr auf Haselau, Kaden und der Mörder von Detlev von Ahlefeldt
- Ahlefeldt, Mita von (1891–1966), deutsche Schauspielerin
- Ahlefeldt, Nicolaus von (* 1480), Erbherr auf Seegaard und Stammvater der Linien der Ahlefeldts auf Haseldorf und Gelting
- Ahlefeldt, Ollegard von (1547–1618), Adliger Erbherrin der Güter von Haselau und Kaden.
- Ahlefeldt, Otto von († 1693), deutscher Offizier und Gutsherr von Fresenburg
- Ahlefeldt, Siegfried Ernst von (1721–1792), deutscher General der Infanterie des Königreich Hannover
- Ahlefeldt, Sievert von († 1594), adliger Gutsherr und Mitglied der adligen Stände in Schleswig-Holstein
- Ahlefeldt, Wilhelm Carl Ferdinand von (1769–1852), dänischer Domherr von Lübeck und Träger des Dannebrog-Ordens
- Ahlefeldt, Wilhelm von (1818–1897), Adliger Gutsherr des Gutes Treuholz, Landrat und Probst des Klosters Uetersen
- Ahlefeldt, Wulf Christopher von (1761–1840), Klosterpropst des St.-Johannis-Kloster von Schleswig und Träger des Dannebrog-Ordens.
- Ahlefeldt, Wulf Jürgen von († 1618), adliger Gutsherr und Mitglied der adligen Stände in Schleswig-Holstein
- Ahlefeldt, Wulff von († 1572), Erbherr von Haselau und Gut Kaden, Sohn von Friedrich von Ahlefeldt (Gutsherr, 1551)
- Ahlefeldt, Wulff von (* 1694), Gutsherr des Adligen Gutes Deutsch-Lindau
- Ahlefeldt-Laurvig, William (1860–1923), dänischer Diplomat und Außenminister
- Ahlemann, Frederik (* 1974), deutscher Wirtschaftsinformatiker und Hochschullehrer
- Ahlemann, Georg (1870–1945), deutscher Politiker (NSFP, NSDAP), MdR, MdL
- Ahlemann, Georg Ludwig († 1787), königlich dänischer Consistoralrat und Kirchenpropst
- Ahlemann, Joachim (1875–1934), deutscher evangelischer Pfarrer und Schriftsteller
- Ahlemann, Johann Daniel (1765–1832), Totengräber und Chronist
- Ahlemann, Traugott (1804–1882), deutscher Kommunalpolitiker und Parlamentarier
- Ahlemeier, Melanie (* 1974), deutsche Journalistin
- Ahlemeyer, Gisela (1947–2021), deutsche Sprinterin
- Ahlemeyer, William (1907–1952), US-amerikanischer Handballspieler
- Åhlén, Annica (* 1975), schwedische Eishockeyspielerin
- Åhlén, David (1885–1969), schwedischer Kantor, Organist, Chorleiter, Musikpädagoge und Dirigent
- Åhlén, Johan Petter (1879–1939), schwedischer Unternehmer und Curler
- Ahlen, Markus von (* 1971), deutscher Fußballspieler und -trainerMarkus von Ahlen (* 1971)

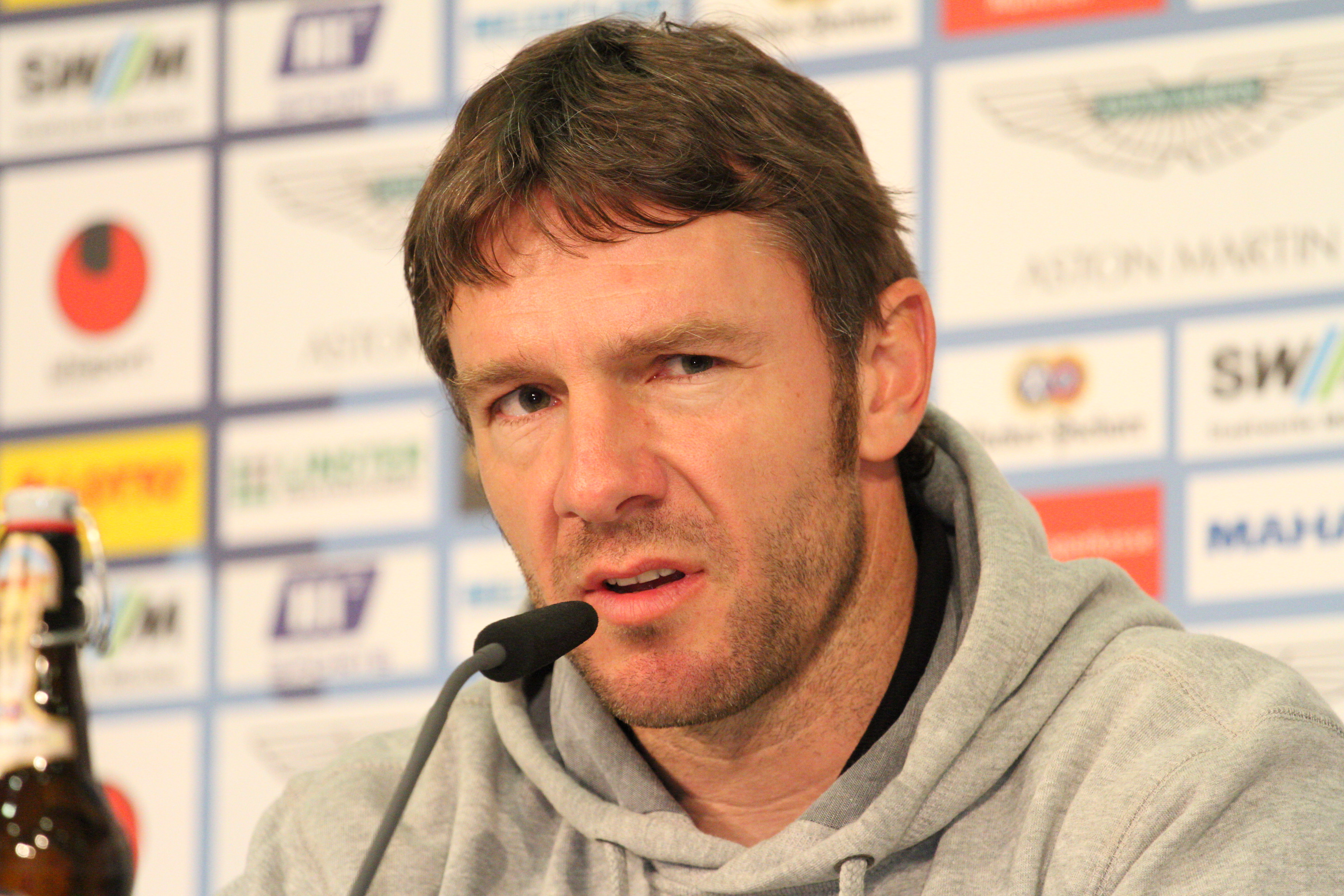
Markus von Ahlen (* 1971)

- Åhlén, Thomas (* 1959), schwedischer Eishockeyspieler
- Åhlén, Valter (1929–1988), schwedischer Eishockeyspieler
- Åhlén, Waldemar (1894–1982), schwedischer Organist, Musikpädagoge und Komponist
- Ahlenfelder, Wolf-Dieter (1944–2014), deutscher Fußballschiedsrichter
- Ahlering, Claudia (* 1972), deutsche Comiczeichnerin, llustratorin und Malerin
- Ahlers, Adolf (1864–1943), deutscher Kaufmann und Honorarkonsul
- Ahlers, Anny (1902–1933), deutsche Sängerin und Schauspielerin
- Ahlers, Ansgar (* 1975), deutscher Filmregisseur, Drehbuchautor und Filmproduzent
- Ahlers, Bernhard (1874–1955), deutscher niederdeutscher Heimatforscher
- Ahlers, Carl († 1868), deutscher Industrieller, Autor und Wirtschaftsfunktionär
- Ahlers, Christian (* 1974), deutscher Schauspieler
- Ahlers, Clarissa (* 1965), deutsche Juristin, Journalistin und Fernsehmoderatorin
- Ahlers, Conrad (1922–1980), deutscher Politiker (SPD), MdB, JournalistConrad Ahlers (1922–1980)

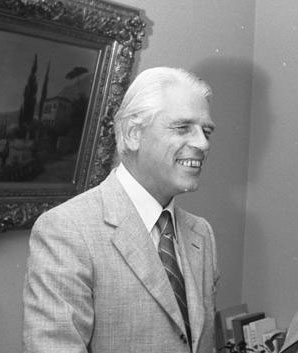
Conrad Ahlers (1922–1980)

- Ahlers, Daniel (* 1973), amerikanischer Politiker (Demokratische Partei)
- Ahlers, Dieter (1921–2009), deutscher Rechtsanwalt
- Ahlers, Dirk (* 1937), deutscher Unternehmer
- Ahlers, Erich (1909–2004), deutscher Gartenbaudirektor
- Ahlers, Ernst (1850–1939), deutscher evangelisch-lutherischer Geistlicher, Pädagoge und Autor
- Ahlers, Felix (* 1966), deutscher Manager
- Ahlers, Guenter (* 1934), US-amerikanischer Physiker
- Ahlers, Heinrich (1905–1980), deutscher Politiker (NSDAP, DP, SPD), MdBB
- Ahlers, Horst-Udo (* 1939), deutscher Polizist, Polizeipräsident von Braunschweig (1994–2004)
- Ahlers, Ida (1839–1901), Theaterschauspielerin und Opernsängerin
- Ahlers, Jakob (1876–1950), deutscher Diplomat
- Ahlers, Jan A. (1934–2013), deutscher Unternehmer
- Ahlers, Jens (* 1953), deutscher Historiker, Anglist und Bibliothekar; Direktor der Schleswig-Holsteinischen Landesbibliothek
- Ahlers, Johann Friedrich, deutscher Landbaumeister und Autor
- Ahlers, Johann Peter (1724–1793), Forstmeister in der Grafschaft Oldenburg
- Ahlers, Johann-Heinrich (* 1955), deutscher Politiker (CDU), MdL
- Ahlers, Marie (1898–1968), deutsche Politikerin (KPD), MdR und SED-Funktionärin
- Ahlers, Michael (* 1973), deutscher Musikpädagoge
- Ahlers, Olof (1913–1996), deutscher Historiker und Archivar
- Ahlers, Oltmann Johann Dietrich (1848–1910), deutscher Reederreidirektor
- Ahlers, Reinhild (* 1959), deutsche Theologin und Hochschullehrerin
- Ahlers, Richard (1884–1950), deutscher Rechtsanwalt und Politiker (BDV, CDU), MdBB
- Ahlers, Rolf (* 1940), deutscher Ingenieur und Schriftsteller
- Ahlers, Rudolf (1889–1954), deutscher Autor
- Ahlers, Stella A. (* 1965), deutsche Unternehmerin
- Ahlers, Susanne (* 1959), deutsche politische Beamtin
- Ahlers, Tommy (* 1975), dänischer Unternehmer und Politiker
- Ahlers, Tonny (1917–2000), niederländischer Nationalsozialist, Kopfgeldjäger und Informant
- Ahlers, Wilhelm (1810–1889), deutscher Jurist und Politiker, Bürgermeister von Neubrandenburg
- Ahlers, Wilhelm (* 1913), deutscher Fußballspieler
- Ahlers-Hestermann, Friedrich (1883–1973), deutscher Maler
- Ahlers-Hestermann, Tatiana (1919–2000), deutsche Textil-, Mosaik- und Glaskünstlerin
- Ahlersmeyer, Mathieu (1896–1979), deutscher Opernsänger (Bariton) und Schauspieler
- Ahlert, Bernd (* 1952), deutscher Gitarrist und Hochschullehrer
- Ahlert, Dieter (* 1944), deutscher Ökonom
- Ahlert, Friedrich Adolf (1788–1833), deutscher Architekt
- Ahlert, Georg (1867–1963), deutscher Konteradmiral der Kaiserlichen Marine
- Ahlert, Hans-Dieter (* 1941), deutscher Maler und Objektkünstler
- Ahlert, Marlies (* 1953), deutsche Wirtschaftswissenschaftlerin
- Ahlert, Paulheinz (1914–1945), deutscher Klassischer Philologe
- Ahlert, Wilhelm (1911–1975), deutscher Offizier in der Luftwaffe der Wehrmacht und der Luftwaffe der Bundeswehr
- Ahles, Carl (1789–1847), deutscher Weinhändler, Senator und Bürgervorsteher
- Ahles, Franz-Joseph (1869–1939), deutscher Schriftsteller
- Ahles, Rosina Regina (1799–1854), deutsche Schauspielerin und die Ehefrau von Albert Lortzing
- Ahles, Wilhelm Elias von (1829–1900), deutscher Botaniker und Hochschullehrer

#### Ahlf
- Ahlf, Ernst-Heinrich (* 1943), deutscher Jurist
- Ahlf, Markus (* 1977), deutscher Fußballspieler
- Ahlfeld, Friedrich (1810–1884), deutscher evangelischer Kanzelredner
- Ahlfeld, Friedrich (1892–1982), deutsch-bolivianischer Bergbau-Ingenieur und Geologe. „Vater der bolivianischen Geologie“
- Ahlfeld, Johann Friedrich (1843–1929), deutscher Gynäkologe
- Ahlfeld-Heymann, Marianne (1905–2003), deutsch-israelische Holzbildhauerin
- Ahlfen, Hans von (1897–1966), deutscher GeneralmajorHans von Ahlfen (1897–1966)

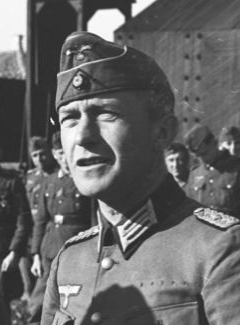
Hans von Ahlfen (1897–1966)

- Ahlfors, Anselm (1897–1974), finnischer Ringer
- Ahlfors, Bengt (* 1937), finnischer Autor, Regisseur, Dramatiker und Komponist
- Ahlfors, Lars Valerian (1907–1996), finnisch-US-amerikanischer Mathematiker

#### Ahlg
- Ahlgren, Anders (1888–1976), schwedischer Ringer
- Ahlgren, Catharina (* 1734), schwedische Verlegerin, Chefredakteurin und Journalistin
- Ahlgren, George (1928–1951), US-amerikanischer Ruderer
- Ahlgrensson, Björn (1872–1918), schwedischer Maler
- Ahlgrimm, Franz (1867–1927), deutscher Politiker (DDP), MdHB
- Ahlgrimm, Hans (1904–1945), österreichischer Komponist und Violinist
- Ahlgrimm, Heike (* 1975), deutsche Handballspielerin und -trainerin
- Ahlgrimm, Isolde (1914–1995), österreichische Cembalistin
- Ahlgrimm, Thomas (* 1968), deutscher Fußballspieler

#### Ahlh
- Ahlhaus, Christoph (* 1969), deutscher Politiker (CDU), MdHBChristoph Ahlhaus (* 1969)

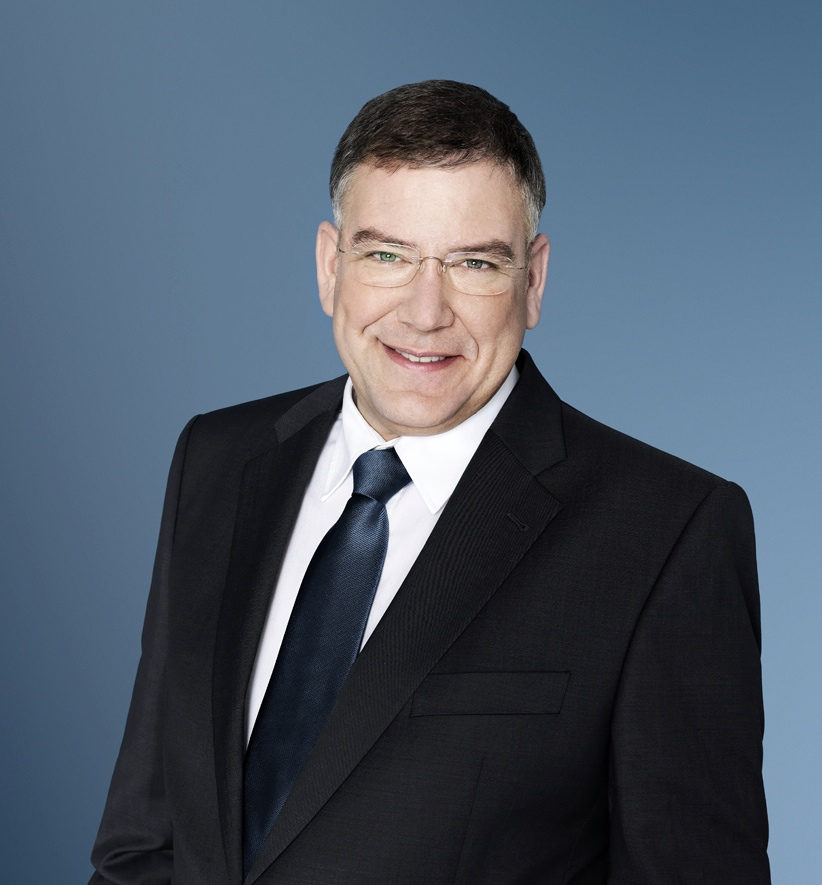
Christoph Ahlhaus (* 1969)

- Ahlheim, Hannah (* 1978), deutsche Historikerin
- Ahlheim, Justus (1925–2002), deutscher Kommunalpolitiker (SPD)
- Ahlheim, Karl-Heinz (1933–1996), deutscher Schachkomponist
- Ahlheim, Klaus (1942–2020), deutscher Pädagoge und Hochschullehrer
- Ahlhorn, Georg Adolf Moritz (1838–1917), oldenburgischer Regierungsbeamter
- Ahlhorn, Gerhard (1815–1906), deutscher Landwirt und Politiker, MdR
- Ahlhorn, Gustav (1886–1971), deutscher Jurist
- Ahlhorn, Johann (1855–1934), deutscher Lehrer und Politiker, MdR
- Ahlhorn, Walther (1879–1961), deutscher Jurist
- Ahlhorn, Wilhelm (1873–1968), deutscher Jurist

#### Ahli
- Ahlimb, Bernhard Friedrich von (1699–1757), preußischer Oberst, Kommandeur der Festung Magdeburg
- Ahlimb, Joachim Wilhelm von (1701–1763), preußischer Oberst
- Ahlin, Cvetka (1927–1985), slowenische Opernsängerin (Mezzosopran)
- Ahlin, Gunnel (1918–2007), schwedische Schriftstellerin
- Ahlin, Lars (1915–1997), schwedischer Schriftsteller
- Ahlin, Urban (* 1964), schwedischer Politiker, Mitglied des Riksdag
- Åhlin-Kottulinsky, Mikaela (* 1992), schwedische Automobilrennfahrerin

#### Ahlm
- Ahlm, Johanna (* 1987), schwedische Handballspielerin
- Ahlm, Marcus (* 1978), schwedischer Handballspieler
- Åhlman, Heikki (1879–1960), finnischer Stabhochspringer, Kugelstoßer, Diskuswerfer, Speerwerfer, Steinstoßer und Zehnkämpfer
- Ahlmann, Christian (* 1974), deutscher Springreiter
- Ahlmann, Hans Wilhelmsson (1889–1974), schwedischer Geograph, Glaziologe und Diplomat
- Ahlmann, Hans-Julius (* 1952), deutscher UnternehmerHans-Julius Ahlmann (* 1952)

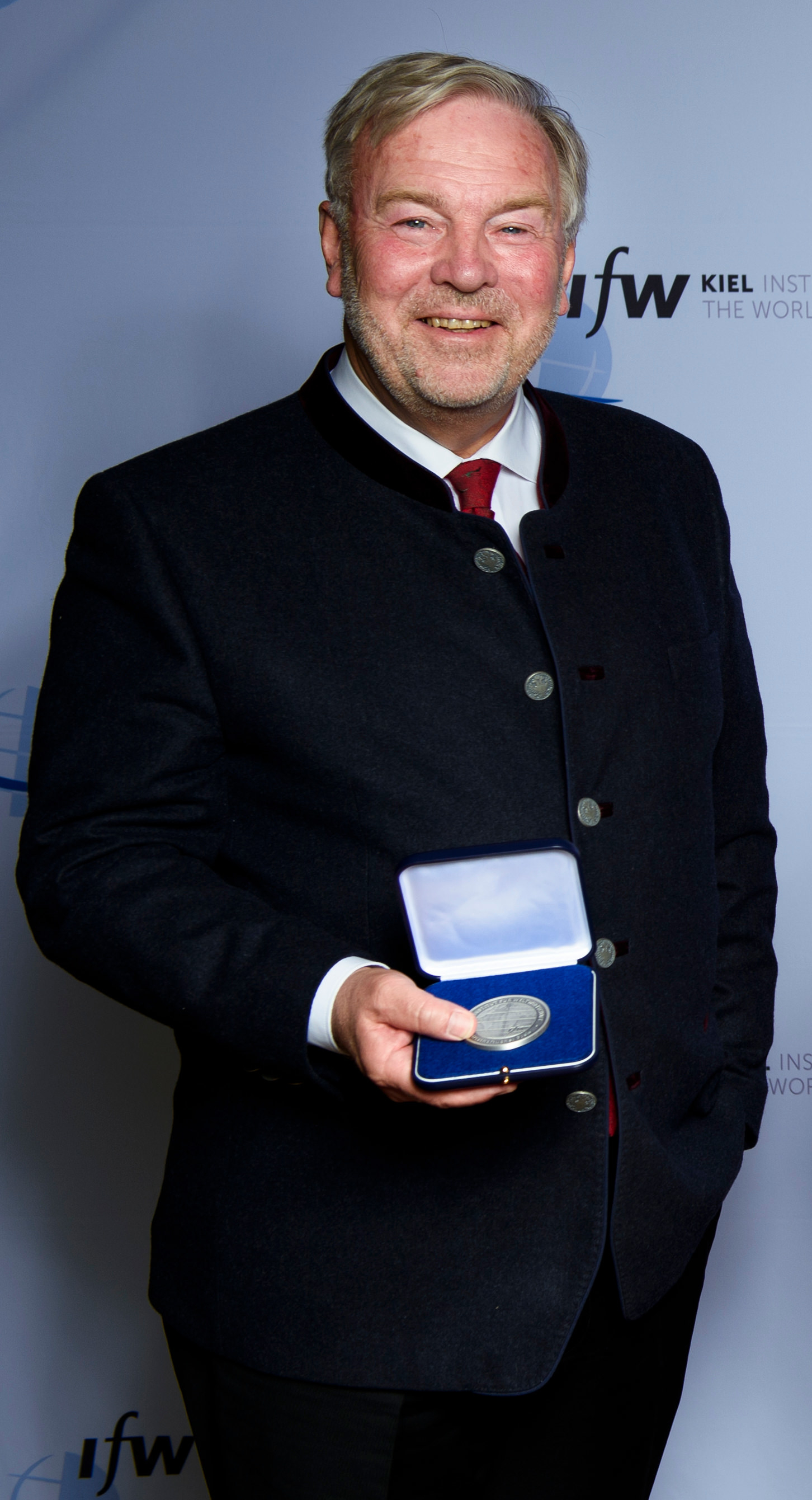
Hans-Julius Ahlmann (* 1952)

- Ahlmann, Johann Conrad (1773–1852), Politiker und Justizrat
- Ahlmann, Johannes (1851–1939), dänischer Kaufmann und Fabrikant
- Ahlmann, Josef-Severin (1924–2006), deutscher Erfinder und Unternehmer
- Ahlmann, Julius (1880–1931), Kaufmann und Fabrikant
- Ahlmann, Käte (1890–1963), deutsche UnternehmerinKäte Ahlmann (1890–1963)

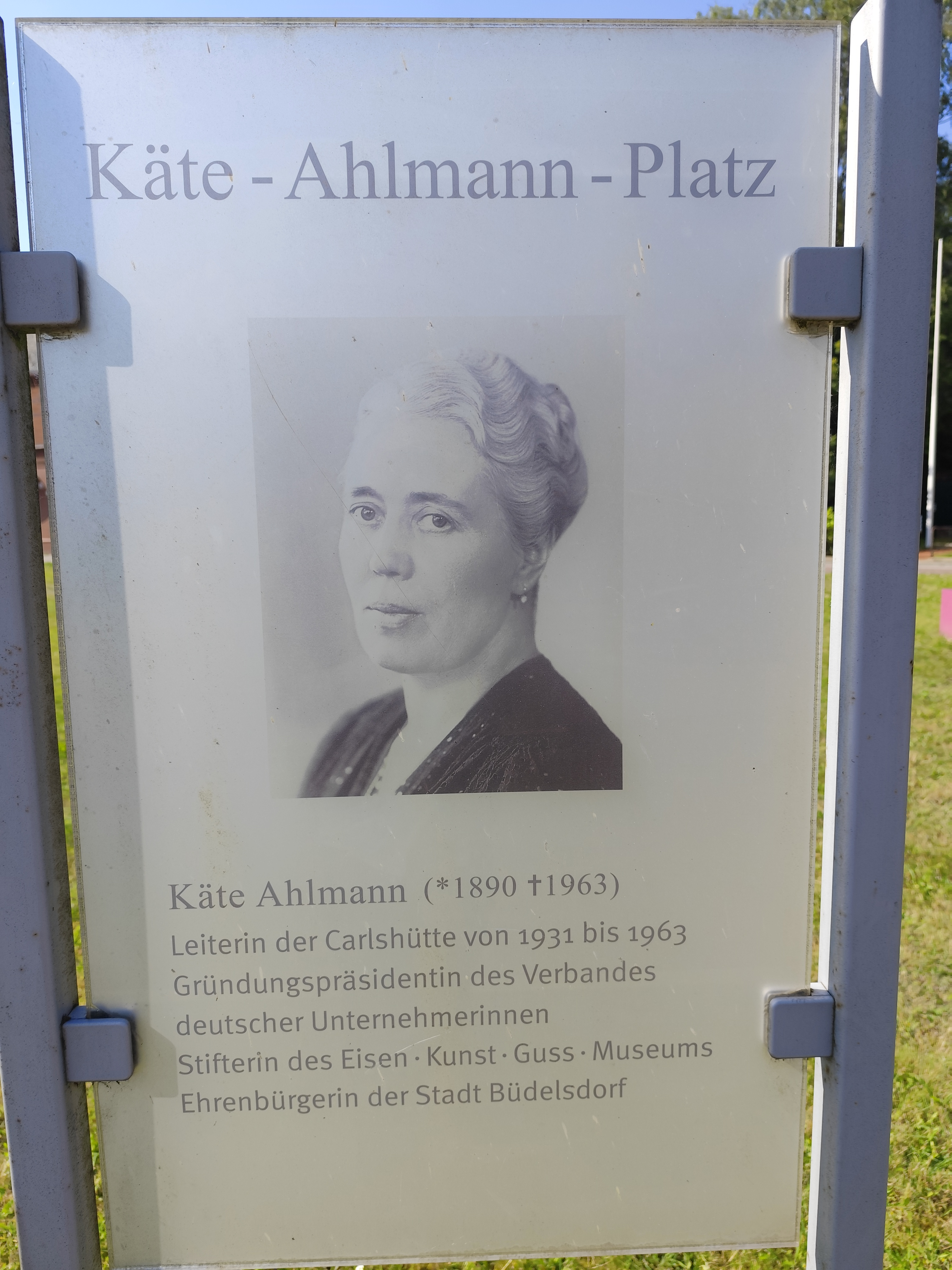
Käte Ahlmann (1890–1963)

- Ahlmann, Ludwig (1859–1942), deutscher Bankier und Politiker
- Ahlmann, Nicolay (1809–1890), Landwirt, Reichstagsabgeordneter
- Ahlmann, Otto Friedrich (1786–1866), dänischer Kaufmann
- Ahlmann, Thomas Jörgen (1814–1892), dänischer Kaufmann
- Ahlmann, Wilhelm (1895–1944), deutscher Bankier
- Ahlmann, Wilhelm Hans (1817–1910), deutscher Verleger und Politiker
- Ahlmark, Per (1939–2018), schwedischer Schriftsteller und Politiker der Folkpartiet

#### Ahln
- Ahlner, Sten (1915–1997), schwedischer Fußballschiedsrichter

#### Ahlq
- Ahlquist, Anna-Carin (* 1972), schwedische Behindertensportlerin im Tischtennis
- Ahlquist, Ashley, US-amerikanische Schauspielerin
- Ahlquist, Jon E. (1944–2020), US-amerikanischer Ornithologe, Molekularbiologe und Vogelillustrator
- Ahlquist, Raymond P. (1914–1983), US-amerikanischer Pharmazeut und Pharmakologe
- Ahlqvist, Alfred Gustaf (1838–1881), schwedischer Historiker und Schriftsteller
- Ahlqvist, August (1826–1889), finnischer Sprachforscher
- Ahlqvist, Thure (1907–1983), schwedischer Boxer

#### Ahlr
- Ahlrichs, Domenika (* 1973), deutsche Journalistin
- Ahlrichs, Erhard (* 1959), deutscher Historiker und Autor
- Ahlrichs, Gretje (1917–2012), Telefonistin
- Ahlrichs, Kerstin (* 1966), deutsche Filmregisseurin
- Ahlrichs, Reinhart (1940–2016), deutscher theoretischer Chemiker
- Ahlrichs, Theodor (1866–1937), deutscher evangelisch-lutherischer Theologe und Pastor der Stadtkirchengemeinde in Delmenhorst (1907–1935)
- Ahlroos, Pasi (* 1970), finnischer Radrennfahrer

#### Ahls
- Ahlschwede, Maximilian (* 1990), deutscher Fußballspieler
- Ahlsdorf, Michael (* 1961), deutscher Journalist und Buchautor
- Ahlsen, Leopold (1927–2018), deutscher Schriftsteller
- Ahlsen, Per Egil (* 1958), norwegischer Fußballspieler
- Ahlstedt, Börje (* 1939), schwedischer Schauspieler und RegisseurBörje Ahlstedt (* 1939)

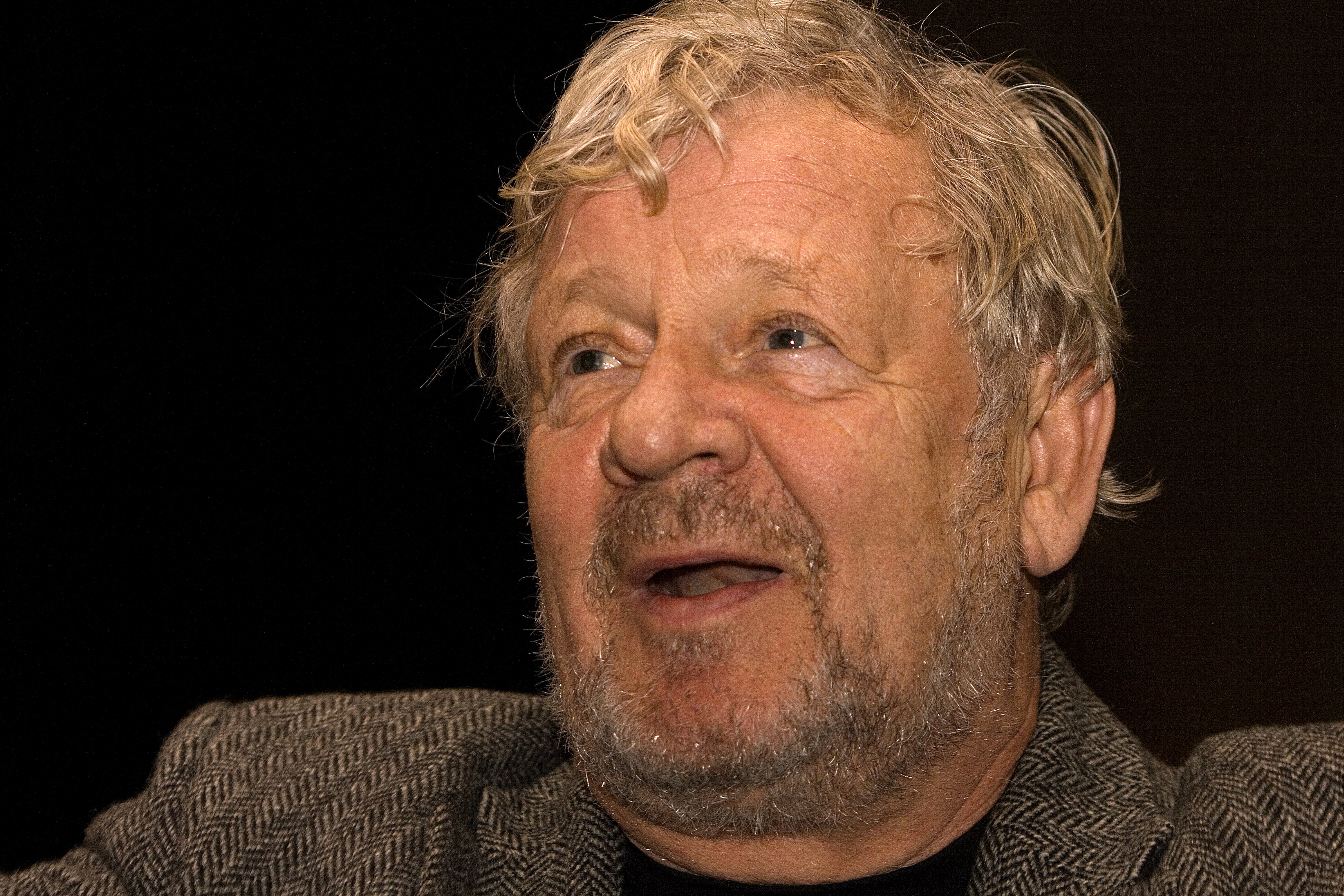
Börje Ahlstedt (* 1939)

- Ahlstedt, Fredrik (1839–1901), finnischer Landschafts- und Porträtmaler der Düsseldorfer Schule
- Ahlstrand, Erik (* 2001), schwedischer Fußballspieler
- Ahlstrand, Jonas (* 1990), schwedischer Straßenradrennfahrer
- Ahlström Helleday, Sofi (* 1968), schwedische Schauspielerin
- Ahlstrom, David (1927–1992), amerikanischer Komponist und Musikpädagoge
- Ahlström, Jacob Niclas (1805–1857), schwedischer Kapellmeister, Organist und Komponist
- Ahlström, Kattis (* 1966), schwedische Journalistin und Moderatorin
- Åhlström, Olof (1756–1835), schwedischer Komponist und Musikverleger
- Ahlström, Sven (* 1966), schwedischer Schauspieler
- Ahlström, Thomas (* 1952), schwedischer Fußballspieler
- Ahlswede, Hermann (1869–1935), deutscher Diplomat und Stifter
- Ahlswede, Rudolf (1938–2010), deutscher Mathematiker

#### Ahlt
- Ahlt, Michael (1943–2016), deutscher Richter am Bundesgerichtshof

#### Ahlu
- Åhlund, Olle (1920–1996), schwedischer Fußballspieler
- Åhlund, Thom (* 1953), schwedischer Fußballspieler, -trainer und -funktionär
- Ahluwali, Nimrit Kaur (* 1994), indische Schauspielerin
- Ahluwalia, Ashim (* 1972), indischer Regisseur und Filmemacher
- Ahluwalia, Jassa (* 1990), britischer Film- und Fernsehschauspieler und Moderator
- Ahluwalia, Kiranjit (* 1955), indische Mörderin
- Ahluwalia, Surendrajeet Singh (* 1951), indischer Politiker

#### Ahlw
- Ahlwardt, Christian Wilhelm (1760–1830), deutscher Altphilologe
- Ahlwardt, Hermann (1846–1914), deutscher Politiker, MdR und antisemitischer Agitator
- Ahlwardt, Peter (1710–1791), deutscher Theologe und Philosoph
- Ahlwardt, Wilhelm (1828–1909), deutscher Orientalist; Hochschullehrer und Rektor in Greifswald

### Ahm
- Ahm, Povl (1926–2005), dänischer Tragwerksplaner und Ingenieur
- Ahm, Tonny (1914–1993), dänische Badmintonspielerin

#### Ahma
- Ahmad († 1425), Sultan von Brunei
- Ahmad (* 1975), US-amerikanischer Rapper
- Ahmad Abd al-Ghaffur as-Samarra'i (1955–2024), irakischer sunnitischer Gelehrter
- Ahmad Abdullah al-Ahmad as-Sabah (* 1952), kuwaitischer PolitikerAhmad al-Abdullah as-Sabah (* 1952)

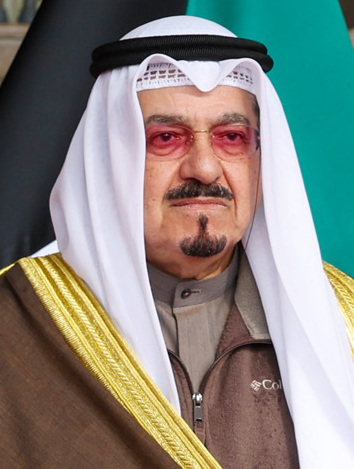
Ahmad al-Abdullah as-Sabah (* 1952)

- Ahmad al-Ahsā'ī (1753–1826), Gründer des Schaichismus
- Ahmad al-Badawī († 1276), Sufi-Heiliger
- Ahmad al-Mansur (1549–1603), fünfter Sultan der Saadier in Marokko
- Ahmad al-Shukeiri (1908–1980), palästinensischer Politiker
- Ahmad an-Nāsirī as-Salāwī (1835–1897), marokkanischer Autor und Verfasser des ersten Werks zur marokkanischen Nationalgeschichte
- Ahmad asch-Scharif (1873–1933), Anführer des libyschen Sanussiya-Ordens
- Ahmad at-Tifaschi (1184–1253), arabischer Wissenschaftler und Mineraloge
- Ahmad Bābā (1556–1627), westafrikanischer Schriftsteller
- Ahmad Fahd al-Ahmad as-Sabah (* 1963), kuwaitischer Politiker und Sportfunktionär
- Ahmad Fanakati († 1282), Finanzminister Kubilai Khans
- Ahmad Hasan al-Bakr (1914–1982), irakischer Militär und PolitikerAhmad Hasan al-Bakr (1914–1982)

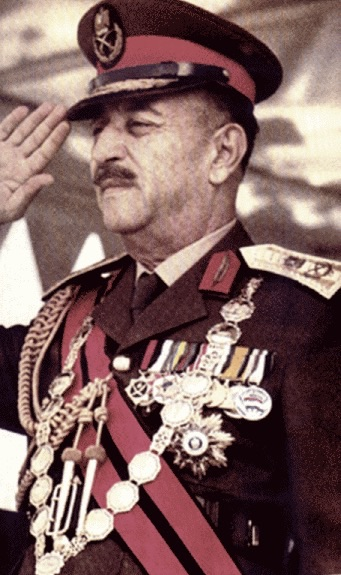
Ahmad Hasan al-Bakr (1914–1982)

- Ahmad I. al-Husain (1805–1855), Bey von Tunis (1837–1855)
- Ahmad I. al-Muqtadir († 1082), Emir von Saragossa
- Ahmad ibn ʿAbd ar-Razzāq ad-Duwaisch, islamischer Theologe und Rechtsgelehrter
- Ahmad ibn ʿAbdallāh, neunter Imam gemäß der historiografischen Überlieferung der ismailitischen Schia
- Ahmad ibn Chābit, muʿtazilitischer Theologe
- Ahmad ibn Hanbal (780–855), islamischer Rechtsgelehrter
- Ahmad ibn Ibrahim al-Ghazi (1506–1543), somalischer bzw. muslimisch-äthiopischer Herrscher der vorkolonialen Zeit
- Ahmad ibn Madschid, arabischer Navigator und Kosmograph
- Ahmad ibn Munim, arabischer Mathematiker
- Ahmad ibn Said (1693–1783), Imam Omans (1749–1783)
- Ahmad ibn Sumait (1861–1925), arabisch-islamischer Gelehrter
- Ahmad ibn Yahya (1891–1962), König der Zaiditen im Königreich Jemen (1948–1962)Ahmad ibn Yahya (1891–1962)

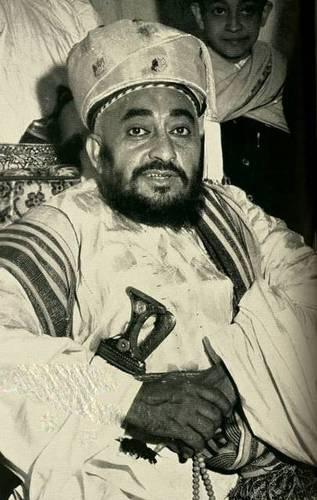
Ahmad ibn Yahya (1891–1962)

- Ahmad ibn Yusuf, arabischer Mathematiker
- Ahmad II. al-Musta'in († 1110), Emir von Saragossa
- Ahmad Koroh (1925–1978), malaysischer Yang di-Pertua Negeri Sabah (zeremonielles Staatsoberhaupt von Sabah)
- Ahmad Mischal al-Ahmad as-Sabah (* 1971), kuwaitischer Politiker
- Ahmad Muazzam Shah (1836–1914), Sultan von Pahang
- Ahmad Nawaf al-Ahmad as-Sabah (* 1956), kuwaitischer Politiker und Beamter
- Ahmad Raffae (1907–1995), malaysischer Yang di-Pertua Negeri Sabah (zeremonielles Staatsoberhaupt von Sabah)
- Ahmad Sandschar († 1157), Seldschuken-Sultan
- Ahmad Schah Kadschar (1897–1930), Schah von Persien
- Ahmad Shah (1725–1775), Großmogul von Indien
- Ahmad Shah (1930–2019), malaysischer König, Sultan von Pahang
- Ahmad Shah Khan (1934–2024), afghanischer Thronfolger der Barakzai-Dynastie
- Ahmad, Abdullah Ismail (1937–2000), kurdisch-irakischer Politiker
- Ahmad, Aeham (* 1988), palästinensisch-syrischer Pianist
- Ahmad, Aijaz (1941–2022), pakistanischer Literaturwissenschaftler
- Ahmad, Ajib (1947–2011), malaysischer Politiker
- Ahmad, Azzam al- (* 1948), palästinensischer Politiker (Fatah)
- Ahmad, Baldin (* 1954), kurdischer Maler und Künstler
- Ahmad, Bashir (1940–2009), schottischer Politiker
- Ahmad, Darin (* 1979), syrische Künstlerin, Dichterin und Schriftstellerin
- Ahmad, Eqbal († 1999), pakistanischer Politologe und Schriftsteller
- Ahmad, Evin (* 1990), schwedische Schauspielerin und SchriftstellerinEvin Ahmad (* 1990)

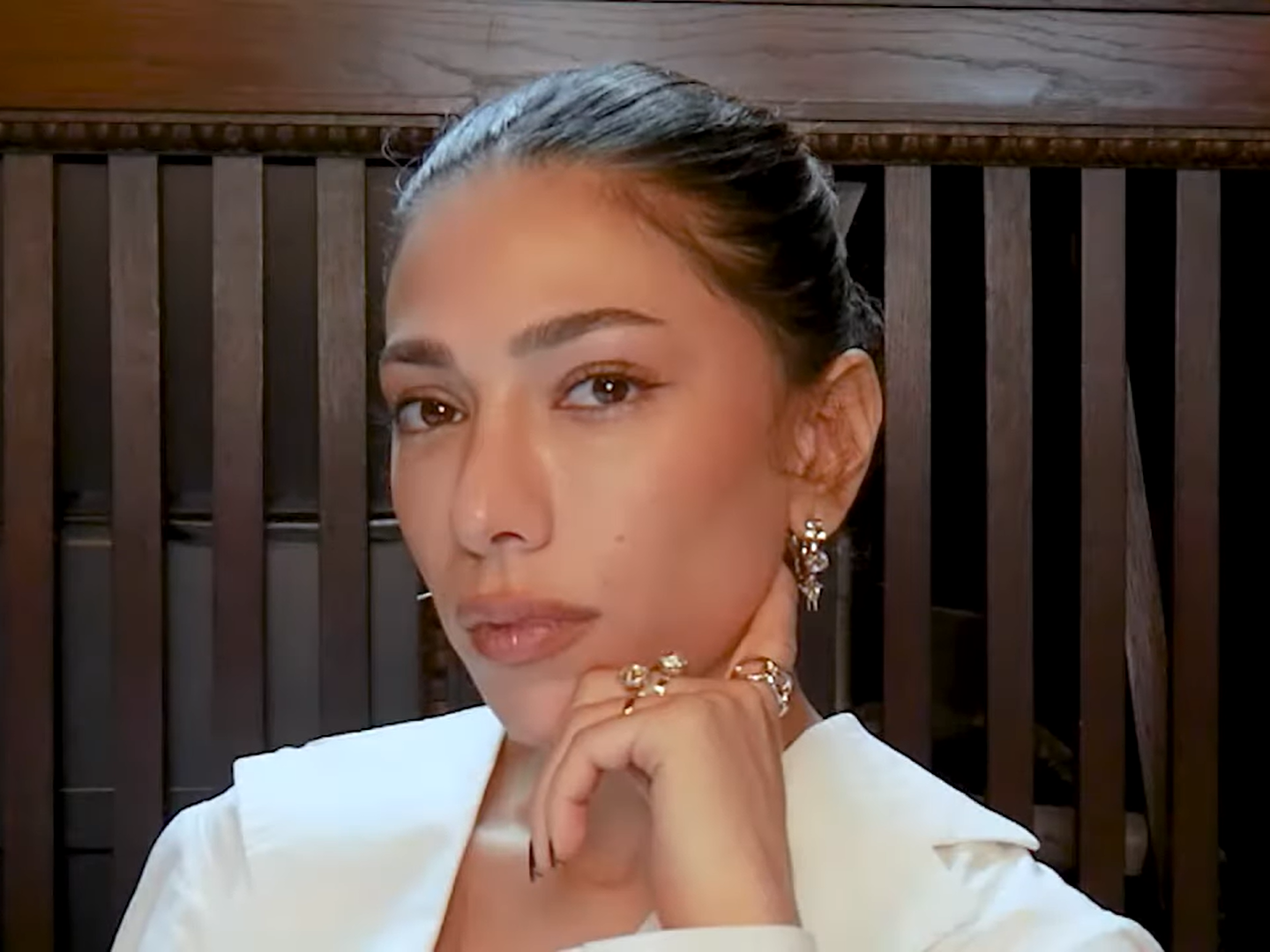
Evin Ahmad (* 1990)

- Ahmad, Faiz (1946–1986), afghanischer Politiker, Gründer der maoistischen Afghanistan Liberation Organization
- Ahmad, Fandi (* 1962), singapurischer Fußball-Nationalspieler
- Ahmad, Fareed (* 1994), afghanischer Cricketspieler
- Ahmad, Hafiz (* 1998), singapurischer Fußballspieler
- Ahmad, Husin (* 1944), bruneiischer Militär und Diplomat
- Ahmad, Jaafar bin, malaysischer Zentralbankgouverneur in Namibia und Luftfahrtmanager
- Ahmad, Jamil (1931–2014), pakistanischer Schriftsteller
- Ahmad, Kajal (* 1967), irakische kurdische Autorin und Journalistin
- Ahmad, Khondakar Mostaq († 1996), bangladeschischer Politiker
- Ahmad, Khurshid (1932–2025), pakistanischer muslimischer missionarischer und politischer Aktivist und Ökonom
- Ahmad, Mahmud, General in der Armee des Mahdi Muhammad Ahmad in Sudan
- Ahmad, Mirza Baschir ud-Din Mahmud (1889–1965), Khalifat ul-Massih (spirituelles Oberhaupt) der Ahmadiyya Muslim Jamaat
- Ahmad, Mirza Masroor (* 1950), pakistanischer islamischer Theologe, Khalifat ul-Massih (spirituelles Oberhaupt) der Ahmadiyya Muslim JamaatMirza Masroor Ahmad (* 1950)

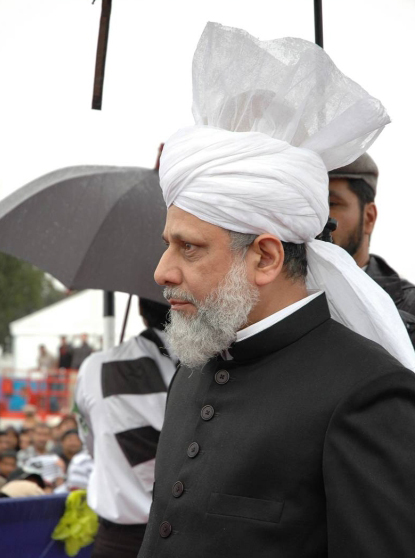
Mirza Masroor Ahmad (* 1950)

- Ahmad, Mirza Nasir (1909–1982), indisch-pakistanischer 3. Kalif der Ahmadiyya Muslim Jamaat
- Ahmad, Mirza Tahir (1928–2003), 4. Khalifat ul-Massih (spirituelles Oberhaupt) der Ahmadiyya Muslim Jamaat
- Ahmad, Muhammad (1844–1885), islamisch-politischer FührerMuhammad Ahmad (1844–1885)

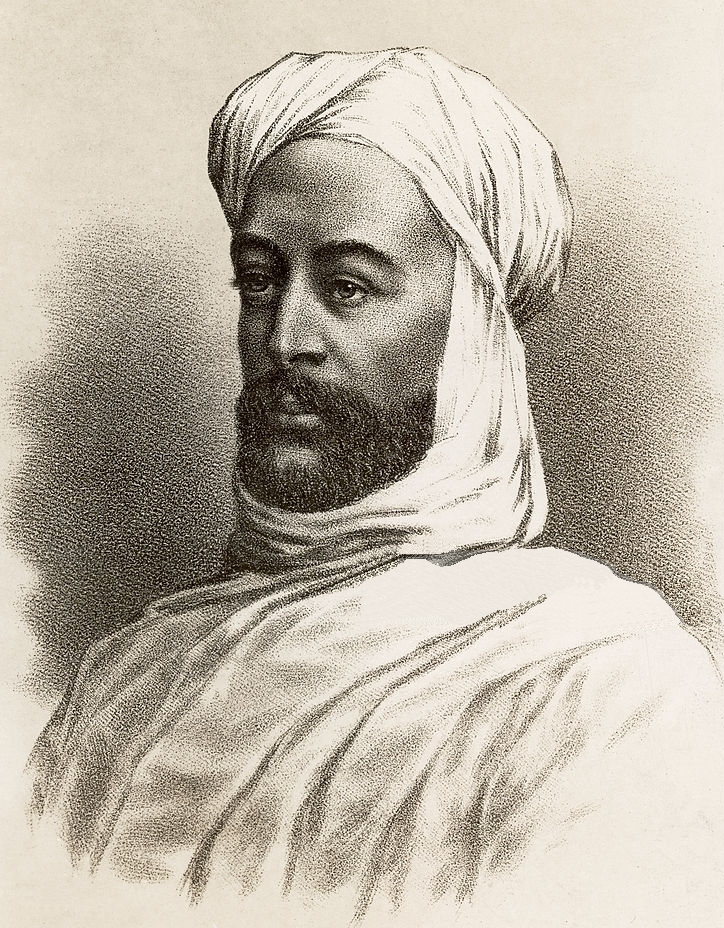
Muhammad Ahmad (1844–1885)

- Ahmad, Muhammad Amin Muhammad (* 1936), kurdischer Politiker
- Ahmad, Muhammad Isa (* 1998), bruneiischer Schwimmer
- Ahmad, Musa (* 1997), niederländischer Cricketspieler
- Ahmad, Nasir (1932–1993), pakistanischer Hockeyspieler und Olympiasieger
- Ahmad, Noor (* 2005), afghanischer Cricketspieler
- Ahmad, Omair (* 1974), indischer Politikberater, Journalist und Schriftsteller
- Ahmad, Qazi Hussain (1938–2013), politischer und religiöser Führer in Pakistan
- Ahmad, Rana (* 1985), Frauenrechtlerin, Atheistin und Ex-Muslimin
- Ahmad, Roshak (* 1986), syrische Online-Journalistin und Dokumentarfilmerin
- Ahmad, Saghir (* 1982), pakistanischer Leichtathlet
- Ahmad, Said (1920–2007), usbekischer sowjetischer Schriftsteller und Dramatiker
- Ahmad, Salman (* 1963), US-amerikanischer Rock-Gitarrist
- Ahmad, Sardar Schir (* 1885), afghanischer Diplomat und Politiker
- Ahmad, Saya (* 1984), österreichische Politikerin (SPÖ), Bezirksvorsteherin von Wien-Alsergrund
- Ahmad, Sayed (* 1995), Schauspieler
- Ahmad, Shahnon (1933–2017), malaysischer Schriftsteller
- Ahmad, Shariz (* 2003), niederländischer Cricketspieler
- Ahmad, Shaykh, letzter Khan der zerfallenden Goldenen Horde (1481–1502)
- Ahmad, Sheikh Rasheed (* 1950), pakistanischer Politiker und Führer der Awami Muslim League
- Ahmad, Sultanuddin (1902–1977), pakistanischer Diplomat
- Aḥmad, Taimūr Pascha (1871–1930), ägyptischer Gelehrter
- Ahmad, Tajuddin (1925–1975), bangladeschischer Staatsmann
- Ahmad, Tariq, Baron Ahmad of Wimbledon (* 1968), britischer Geschäftsmann und Politiker (Conservative Party)
- Ahmad, Tontowi (* 1987), indonesischer Badmintonspieler
- Ahmad, Waseem (* 1970), dänischer Basketballspieler
- Ahmad, Yahya (* 1954), malaysischer Radrennfahrer
- Ahmad, Yasmin (1958–2009), malaysische Filmregisseurin
- Ahmad, Zahra Mohamed (* 1952), somalische Anwältin und Frauenrechtlerin
- Ahmadaliyev, Murodjon (* 1994), usbekischer Boxer
- Əhmədbəyov, Zivər bəy (1873–1925), aserbaidschanischer Architekt
- Ahmadboyev, Ikrom (* 1993), usbekischer Sommerbiathlet
- Ahmadi, Atefeh (* 2000), iranische Skirennläuferin
- Ahmadi, Bagher (* 1996), österreichischer SchauspielerBagher Ahmadi (* 1996)

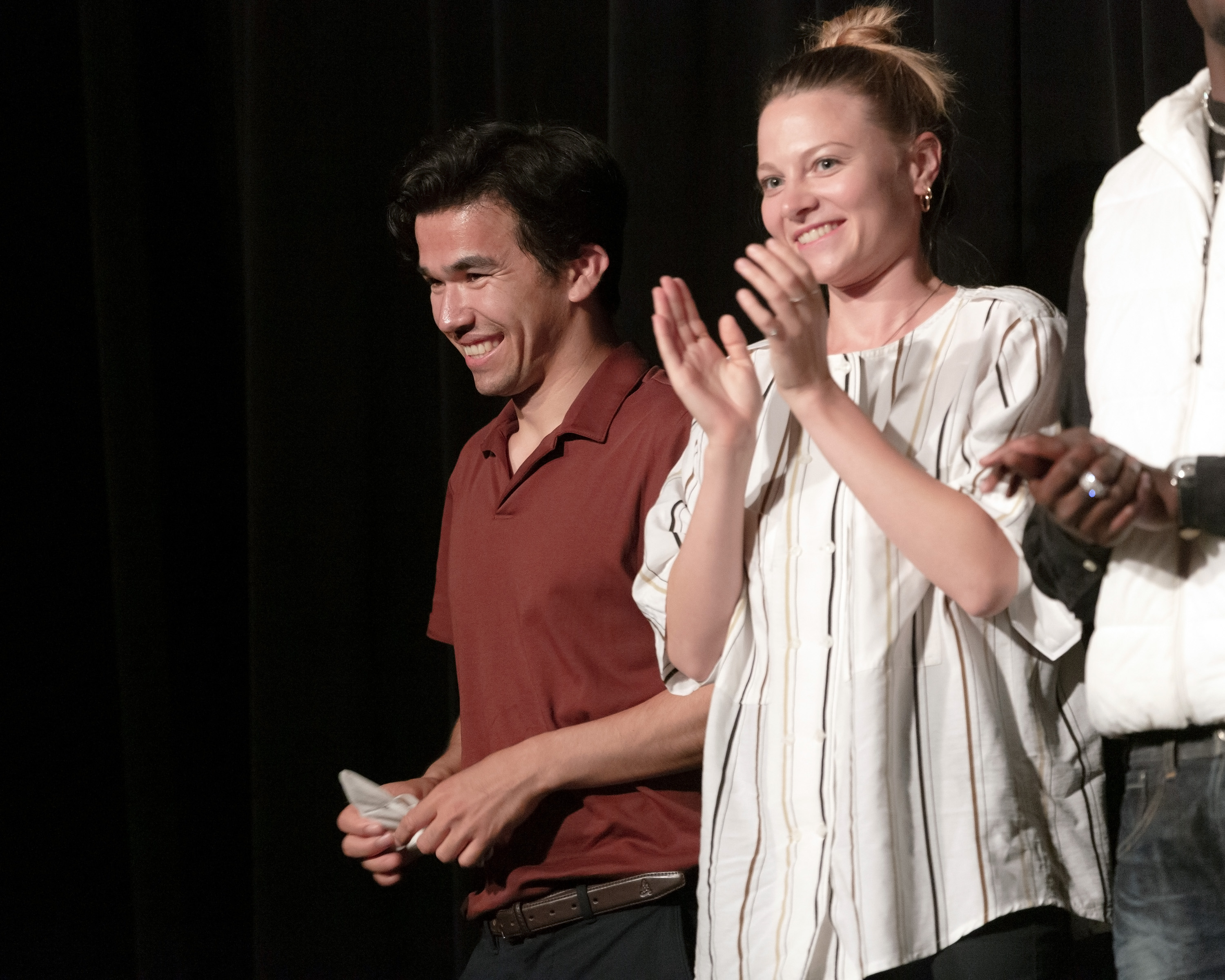
Bagher Ahmadi (* 1996)

- Ahmadi, Baz Mohammad, afghanischer Politiker und Gouverneur der Provinz Ghor
- Ahmadi, Farid (* 1988), afghanischer Fußballspieler
- Ahmadi, Gollaleh (* 1982), deutsch-iranische Politikerin (Bündnis 90/Die Grünen), MdA
- Ahmadi, Maryam (* 2007), iranische Leichtathletin
- Ahmadi, Mena (* 1997), deutsch-afghanische Fußballspielerin
- Ahmadi, Mohammad (* 1957), iranischer Diplomat
- Ahmadi, Moshtaq (* 1996), schwedisch-afghanischer Fußballspieler
- Ahmadi, Negin, kurdische Regisseurin
- Ahmadi, Pegah (* 1974), iranische Dichterin, Literaturkritikerin und Übersetzerin
- Ahmadi, Rahman (* 1980), iranischer Fußballtorhüter
- Ahmadi, Salem al (* 1969), saudi-arabischer Hochspringer
- Ahmadi, Sandjar (* 1992), afghanischer Fußballspieler
- Ahmadi, Sobhan (* 2001), iranischer Mittelstreckenläufer
- Ahmadi, Wahid (* 1953), iranischer Diplomat
- Ahmadi, Yadi (1952–2001), kurdischer Schriftsteller und Journalist
- Ahmadi, Zahra (* 1982), britische Schauspielerin
- Ahmadijew, Ildar (* 2000), tadschikischer Sprinter
- Ahmadil al-Kurdi, Fürst von Maragha
- Ahmadineschad, Mahmud (* 1956), iranischer PolitikerMahmud Ahmadineschad (* 1956)

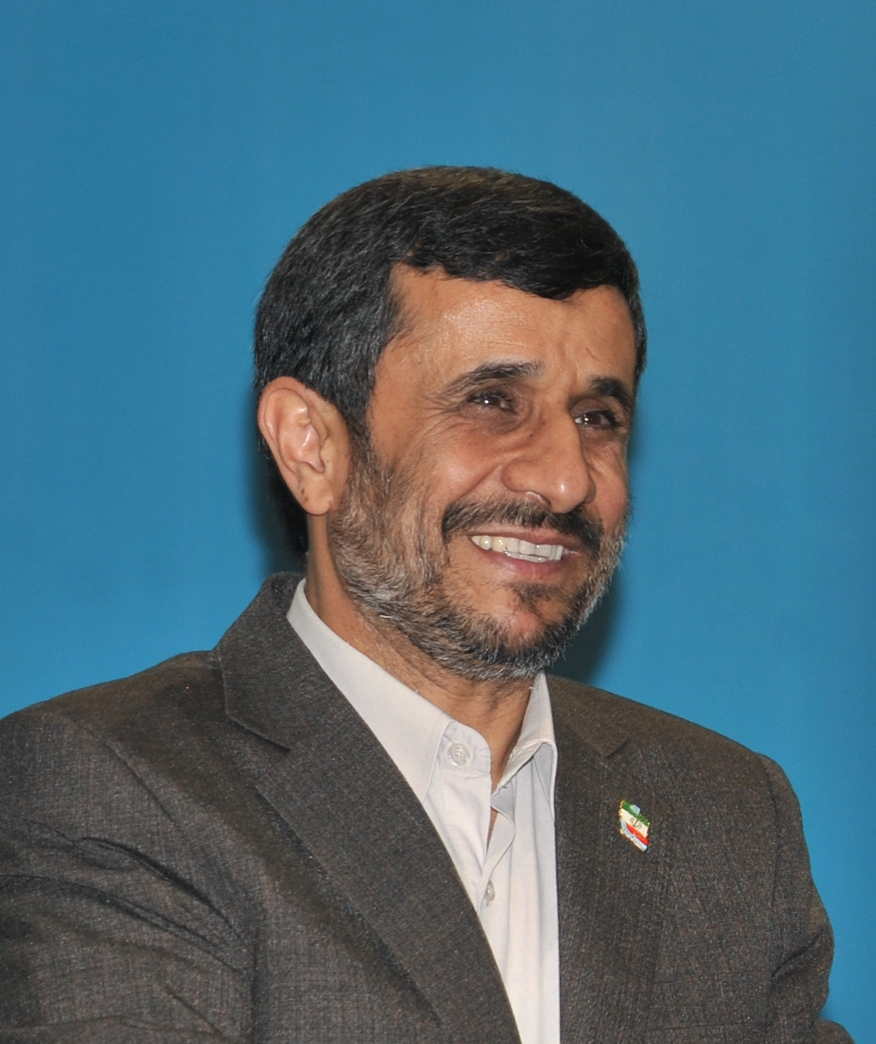
Mahmud Ahmadineschad (* 1956)

- Ahmadjonova, Surayyo (* 1992), usbekische Badmintonspielerin
- Əhmədli, Sona (* 1988), aserbaidschanische Ringerin
- Əhmədov, Emin (* 1986), aserbaidschanischer Ringer
- Əhmədov, Riad (1956–1992), aserbaidschanischer Offizier und stellvertretender Leiter der Nachrichtendienst-Abteilung des Verteidigungsministeriums von Aserbaidschan Anfang der 1990er Jahre
- Əhmədov, Tərlan (* 1971), aserbaidschanischer Fußballspieler
- Ahmadshah, Abdullah (1946–2025), malaysischer Yang di-Pertua Negeri Sabah (zeremonielles Staatsoberhaupt von Sabah)
- Ahmady, Ajmal (* 1978), afghanischer Diplomat und Politiker
- Ahmadzadeh, Ali (* 1986), iranischer Filmregisseur
- Ahmadzai, Ahmad Schah (* 1944), afghanischer Politiker
- Ahmadzai, Shahpur (1925–1978), afghanischer General
- Åhman, Arne (1925–2022), schwedischer Leichtathlet
- Åhman, David (* 2001), schwedischer BeachvolleyballspielerDavid Åhman (* 2001)

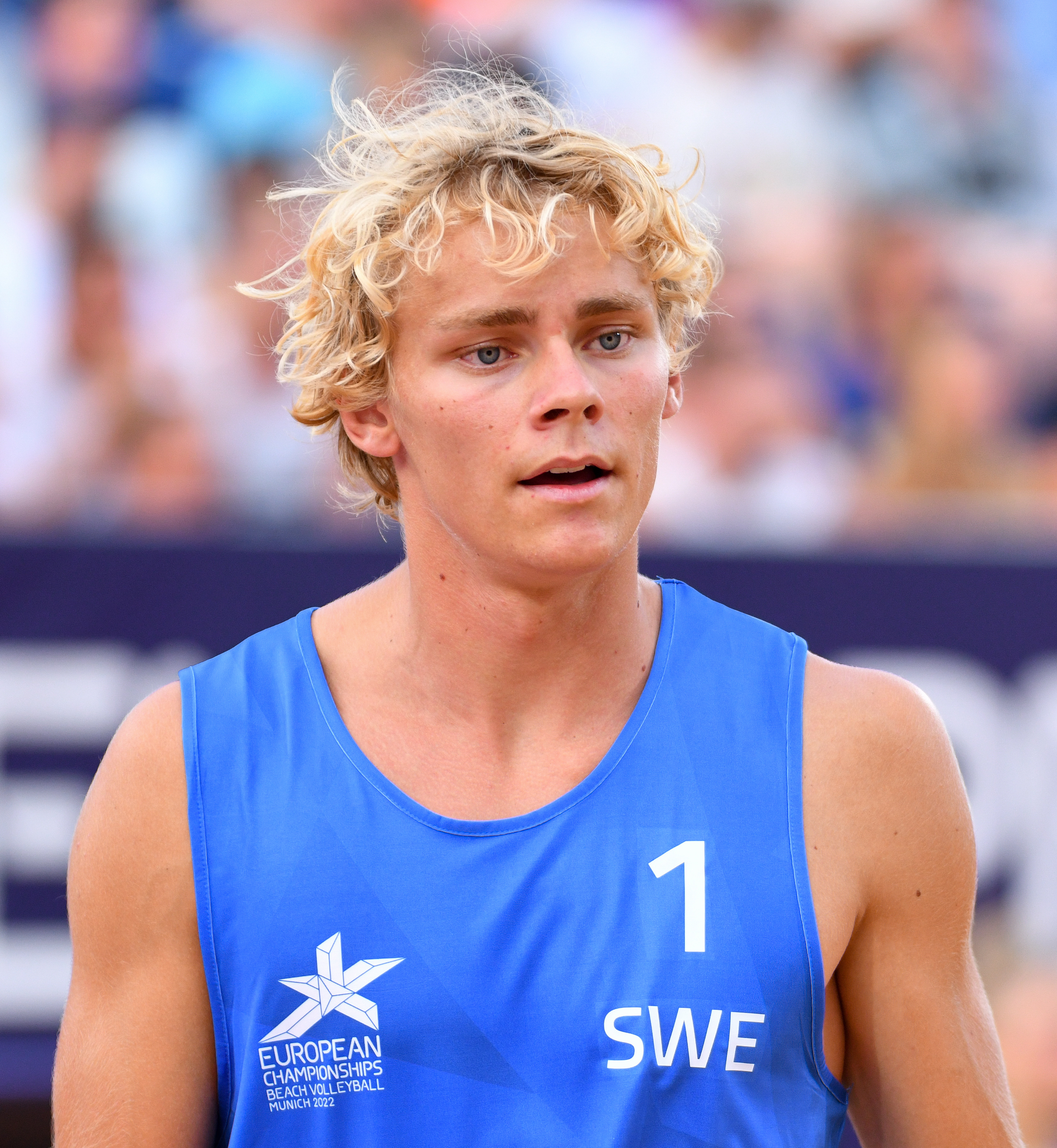
David Åhman (* 2001)

- Åhman, Harry (1912–1992), schwedischer Fernschachmeister
- Åhman, Mona (* 1956), schwedische Fußballspielerin
- Åhman, Ronald (* 1957), schwedischer Fußballspieler
- Åhman-Persson, Robert (* 1987), schwedischer Fußballspieler
- Åhman-Svensson, Karin (* 1957), schwedische Fußballspielerin
- Ahmann, Andrea (* 1968), deutsche Volleyball- und Beachvolleyballspielerin
- Ahmann, Erhard (1941–2005), deutscher Fußballspieler und -trainer
- Ahmann, Jochem (* 1957), deutscher Künstler und Designer
- Ahmann, Jörg (* 1966), deutscher Volleyball- und Beachvolleyballspieler
- Ahmann, Karin Renate (* 1943), deutsche Juristin und Richterin am Bundesfinanzhof
- Ahmann, M. Luke, US-amerikanischer Offizier, Generalleutnant der US Air Force
- Ahmann, Mika (* 2005), deutscher Volleyballspieler
- Ahmann, Philipp (* 1974), deutscher Dirigent
- Ahmann, Rolf (* 1955), deutscher Historiker
- Ahmann-Leighton, Crissy (* 1970), US-amerikanische Schwimmerin
- Ahmar, Abdallah ibn Husain al- (1933–2007), jemenitischer Politiker, Parlamentspräsident
- Ahmar, Ali Mohsen al- (* 1945), jemenitischer Militärangehöriger
- Ahmar, Sadiq al- (1956–2023), jemenitischer Politiker und Milizführer
- Ahmatović, Emir (* 1987), deutscher Boxer
- Ahmavaara, Arvi (1886–1957), finnischer Politiker, Mitglied des Reichstags

#### Ahme
- Ahme, Annette (* 1957), deutsche Historikerin und Politikerin (AL)
- Ahmed Abu Jummaisa, islamisch-politischer Führer im Sudan
- Ahmed Abu Khatallah (* 1971), mutmaßlicher islamistischer Terrorist
- Ahmed Ali Al-Imam (1945–2012), sudanesischer Politiker und Persönlichkeit des Islam
- Ahmed Ali, Saeed (* 1982), Straßenradrennfahrer aus den Vereinigten Arabischen Emiraten
- Ahmed Arifi Pascha (* 1830), osmanischer Staatsmann und Politiker
- Ahmed Asmi Efendi, osmanischer Diplomat
- Ahmed Bey bin Muhammad Sharif (1786–1851), osmanischer Dey in Algerien
- Ahmed bin Fahd bin Salman (* 1986), saudi-arabischer Königsenkel und Politiker
- Ahmed Cevad Pascha (1851–1900), General der osmanischen Armee und Staatsmann
- Ahmed Cevdet Pascha (1822–1895), osmanischer Staatsmann, Historiker und Rechtsgelehrter
- Ahmed Dini Ahmed (1932–2004), dschibutischer Politiker
- Ahmed el Hussein, Lubna, sudanesische Journalistin und Frauenrechtlerin
- Ahmed Esad Pascha (1828–1875), osmanischer Staatsmann und Großwesir des Osmanischen Reiches
- Ahmed Eyüb Pascha (1833–1893), osmanische Militärperson
- Ahmed Fethi Pascha (1801–1858), osmanischer Militär, Diplomat und Gründer des Archäologischen Museums Istanbul
- Ahmed Hamdi Pascha (1826–1885), osmanischer Staatsmann
- Ahmed Hikmet (1870–1927), osmanischer bzw. türkischer Dichter und Schriftsteller
- Ahmed I. (1590–1617), osmanischer SultanAhmed I. (1590–1617)

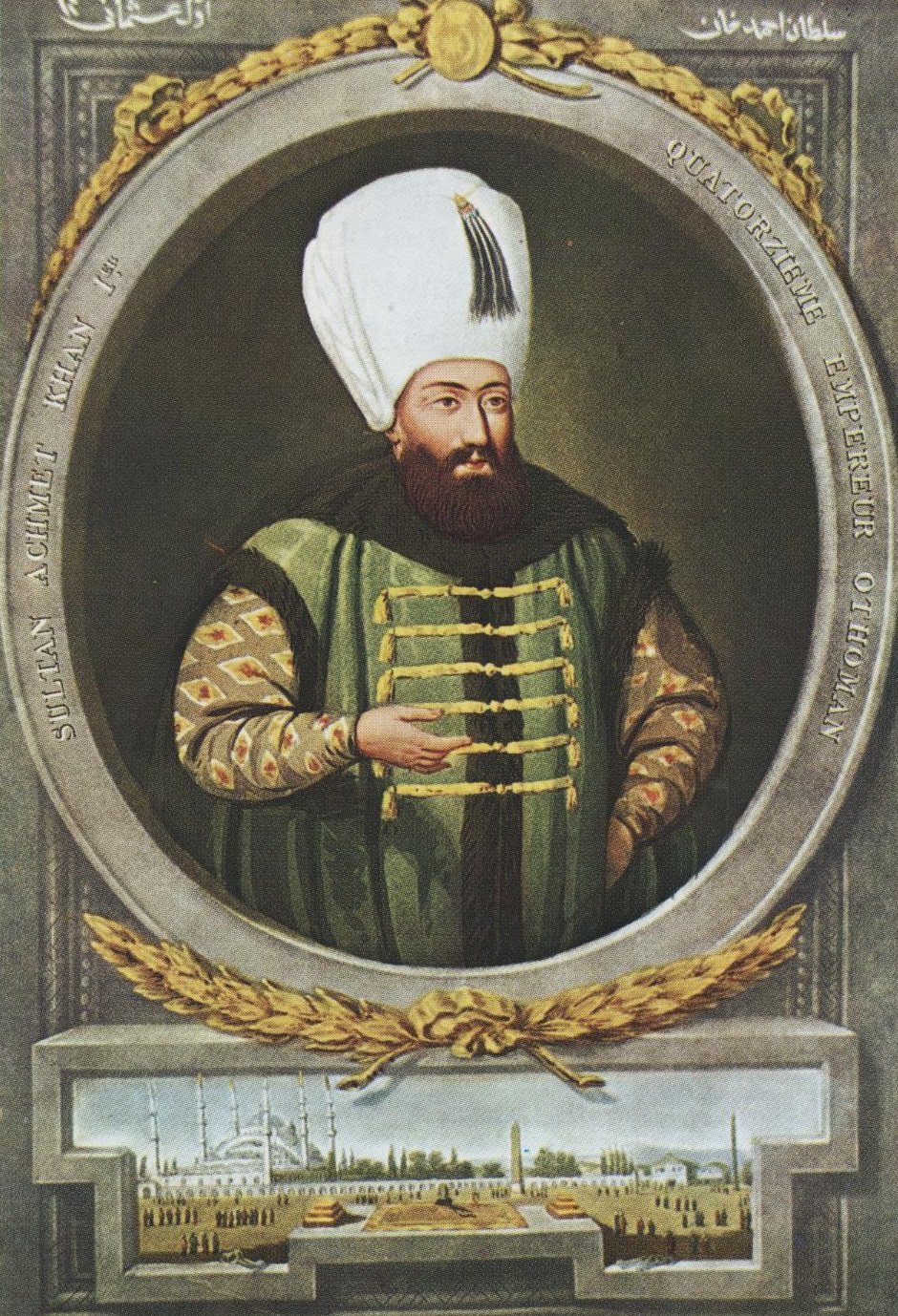
Ahmed I. (1590–1617)

- Ahmed ibn Abd al-Aziz (* 1942), saudi-arabischer Politiker
- Ahmed İbrahim Resmî († 1783), türkischer Chronist und Beamter
- Ahmed II. († 1695), Sultan des Osmanischen Reiches
- Ahmed III. (1673–1736), Sultan des Osmanischen Reiches (1703–1730)Ahmed III. (1673–1736)

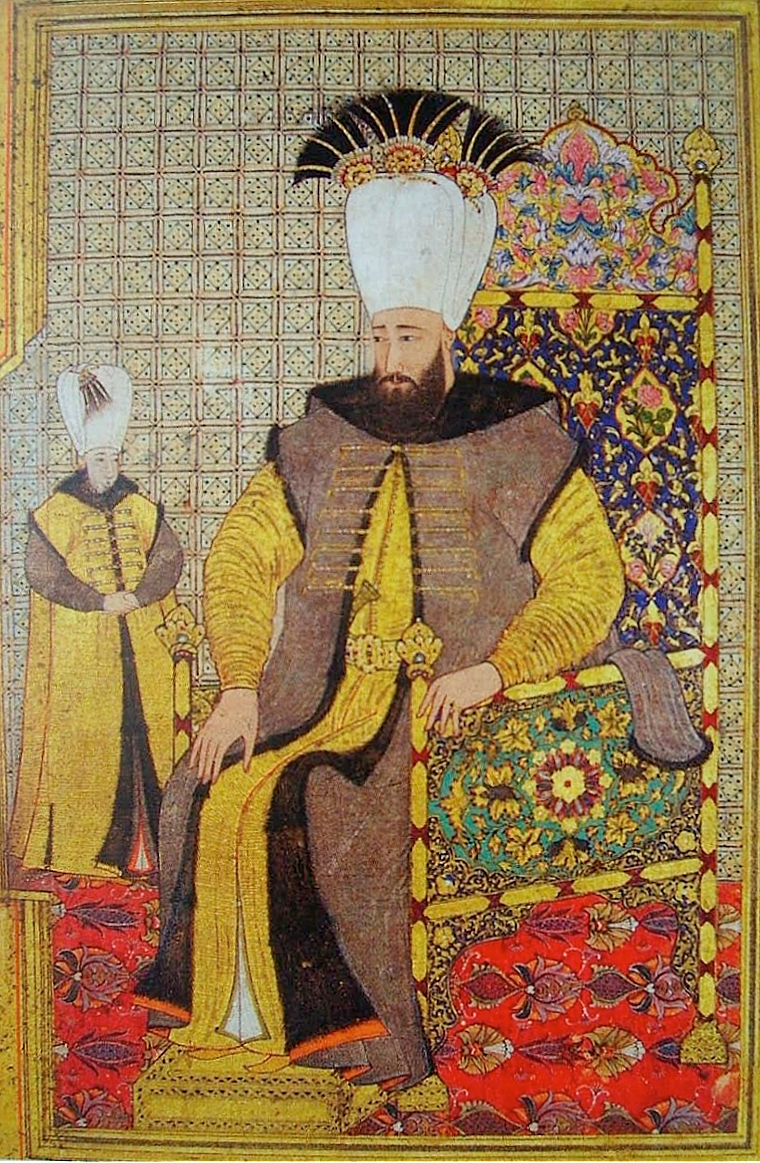
Ahmed III. (1673–1736)

- Ahmed İzzet Pascha (1864–1937), osmanischer Staatsmann, Großwesir
- Ahmed Karahisari († 1556), osmanischer Kalligraf
- Ahmed Khaled, Hanan (* 1963), ägyptische Leichtathletin
- Ahmed Midhat Efendi (1844–1912), osmanischer Journalist, Autor, Übersetzer und Verleger der Tanzimatzeit
- Ahmed Muhtar Pascha (1839–1919), türkischer General, Oberbefehlshaber in der Herzegowina
- Ahmed Naser Al-Raisi, emiratischer General
- Ahmed Nihad (1883–1954), osmanischer Prinz
- Ahmed Ould Bouceif (1934–1979), mauretanischer Politiker
- Ahmed Rızâ (1858–1930), osmanischer Politiker
- Ahmed Salim Ould Sidi (* 1939), mauretanischer Premierminister
- Ahmed Shah I. († 1443), Sultan von Gujarat
- Ahmed Tevfik Pascha (1845–1936), osmanischer Großwesir
- Ahmed Vefik Pascha (1823–1891), türkischer Staatsmann
- Ahmed Yehia, Aiten (* 2001), ägyptische Hochspringerin
- Ahmed, Abdelrahman (* 1988), ägyptischer Taekwondoin
- Ahmed, Abdiweli Sheikh (* 1959), somalischer Geschäftsmann, Ökonom und Politiker
- Ahmed, Abdullahi Yusuf (1934–2012), Übergangspräsident Somalias
- Ahmed, Abiy (* 1976), äthiopischer PolitikerAbiy Ahmed (* 1976)

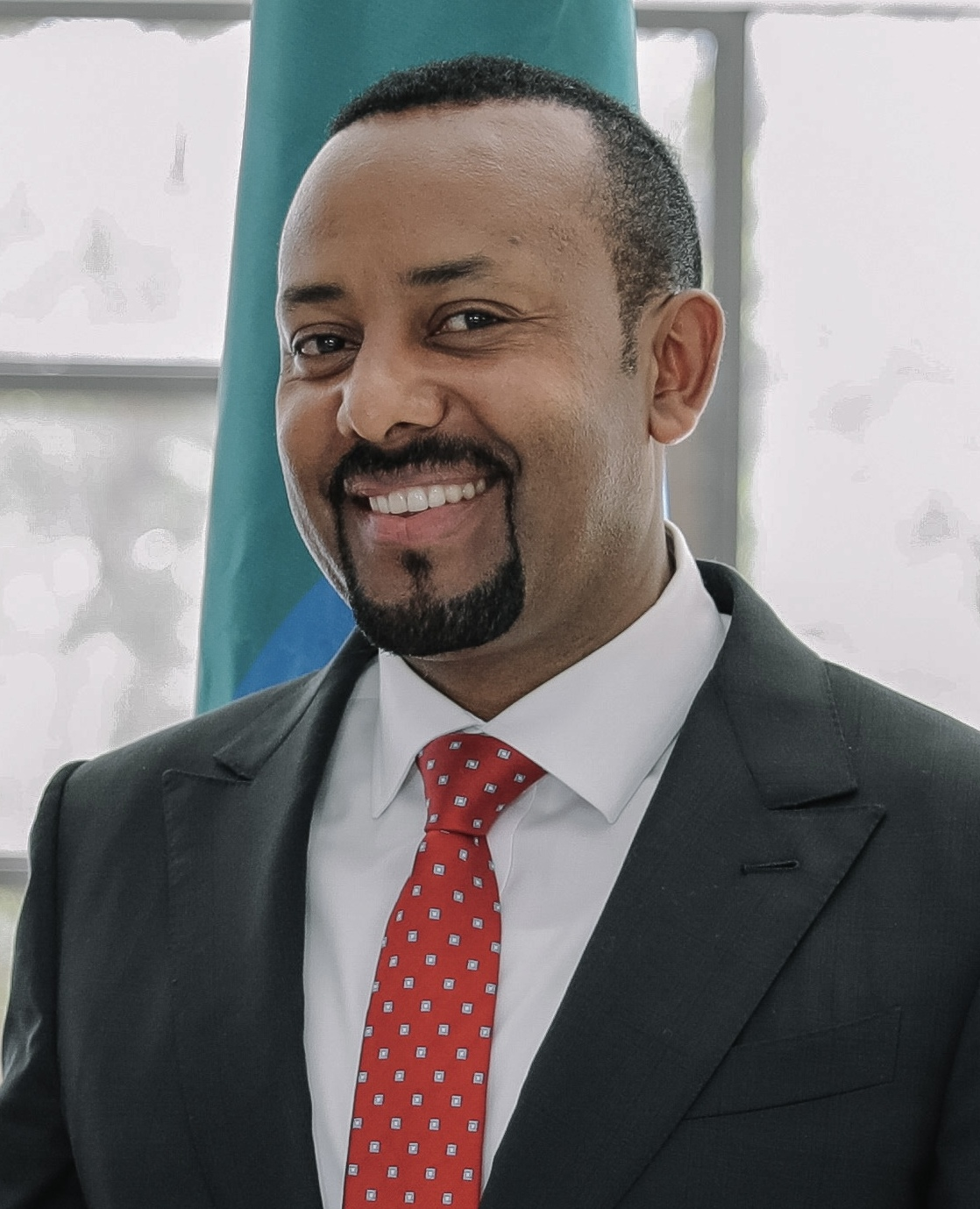
Abiy Ahmed (* 1976)

- Ahmed, Abrar (* 1998), pakistanischer Cricketspieler
- Ahmed, Abubakar Shariff († 2014), kenianischer radikalislamischer Geistlicher
- Ahmed, Adnan (* 1984), englisch-pakistanischer Fußballspieler
- Ahmed, Akbar (* 1943), US-amerikanisch-pakistanischer Islamwissenschaftler
- Ahmed, Ali (* 2000), kanadisch-äthiopischer Fußballspieler
- Ahmed, Ali Abdulla Mohamed Saeed Al, Diplomat der Vereinigten Arabischen Emirate
- Ahmed, Aneesa, maledivische Frauenrechtsaktivistin
- Ahmed, Ashfaq (1925–2004), pakistanischer Schriftsteller, Rundfunksprecher und Philosoph
- Ahmed, Atiq (1962–2023), indischer Krimineller und Politiker
- Ahmed, Ayan (* 2000), schwedische Schauspielerin
- Ahmed, Aziz (1906–1982), pakistanischer Politiker
- Ahmed, Badreldin Abdalla Mohamed (* 1960), sudanesischer Diplomat
- Ahmed, Fakhruddin (* 1940), Ökonom, Bürokrat und ehemaliger Chef der Staatsbank von Bangladesch
- Ahmed, Fakhruddin Ali (1905–1977), indischer Politiker und Staatspräsident
- Ahmed, Fayza (1934–1983), ägyptische Sängerin und Schauspielerin
- Ahmed, Fazna, First Lady der Malediven
- Ahmed, Habon (* 2001), dschibutische Langstreckenläuferin
- Ahmed, Hafiz Uddin (* 1939), bangladeschischer Politiker
- Ahmed, Harimia, erste Rechtsanwältin, Ministerin in den Komoren
- Ahmed, Homam (* 1999), katarischer Fußballspieler
- Ahmed, Hussain Rasheed (* 1957), maledivischer Scheich, Koranlehrer und Politiker
- Ahmed, Iajuddin (1931–2012), bangladeschischer Politiker und ehemaliges Staatsoberhaupt
- Ahmed, Ibrahim (1914–2000), kurdischer Autor, Schriftsteller und Übersetzer
- Ahmed, Iftikhar (* 1990), pakistanischer Cricketspieler
- Ahmed, Israr (* 1997), pakistanischer Squashspieler
- Ahmed, Issah (* 1982), ghanaischer Fußballspieler
- Ahmed, Junayna (* 2003), bangladeschische Schwimmerin
- Ahmed, Kazi Zafar (1939–2015), bangladeschischer Politiker
- Ahmed, Khadar Ayderus (* 1981), somalischer, in Finnland lebender Drehbuchautor und Filmregisseur
- Ahmed, Khidir Abdelkarim (1947–2012), sudanesischer Archäologe
- Ahmed, Leila (* 1940), ägyptisch-US-amerikanische Hochschullehrerin und Autorin
- Ahmed, Liban (* 1986), djibuoutischer Fußballschiedsrichterassistent
- Ahmed, Lina (* 1997), ägyptische Hürdenläuferin
- Ahmed, Maqsood (* 1957), pakistanischer Squashspieler
- Ahmed, Maram Mahmoud (* 2002), ägyptische Sprinterin
- Ahmed, Mohamed (1917–1984), komorischer Politiker
- Ahmed, Mohammed (* 1991), kanadischer Langstreckenläufer
- Ahmed, Mohammed Nasser, jemenitischer Politiker
- Ahmed, Moulaye (* 1987), mauretanischer Fußballspieler
- Ahmed, Mouna-Hodan (* 1972), dschibutische Autorin
- Ahmed, Mubarak Mohammed (* 2003), nigerianischer Fußballspieler
- Ahmed, Muniruddin (1934–2019), pakistanischer Islamwissenschaftler und Schriftsteller
- Ahmed, Nafeez Mosaddeq (* 1978), britischer Autor und Blogger
- Ahmed, Nasum (* 1994), bangladeschischer Cricketspieler
- Ahmed, Nazir, Baron Ahmed (* 1958), britischer Politiker (Labour) und Mitglied des House of Lords
- Ahmed, Ougoureh Kifleh (* 1955), dschibutischer Politiker
- Ahmed, Owais, US-amerikanischer Schauspieler
- Ahmed, Rafi (* 1948), indisch-amerikanischer Immunologe
- Ahmed, Rehab (* 1991), ägyptische paralympische Gewichtheberin
- Ahmed, Riaz (* 1941), pakistanischer Hockeyspieler
- Ahmed, Riz (* 1982), britischer Schauspieler, MC und MusikerRiz Ahmed (* 1982)

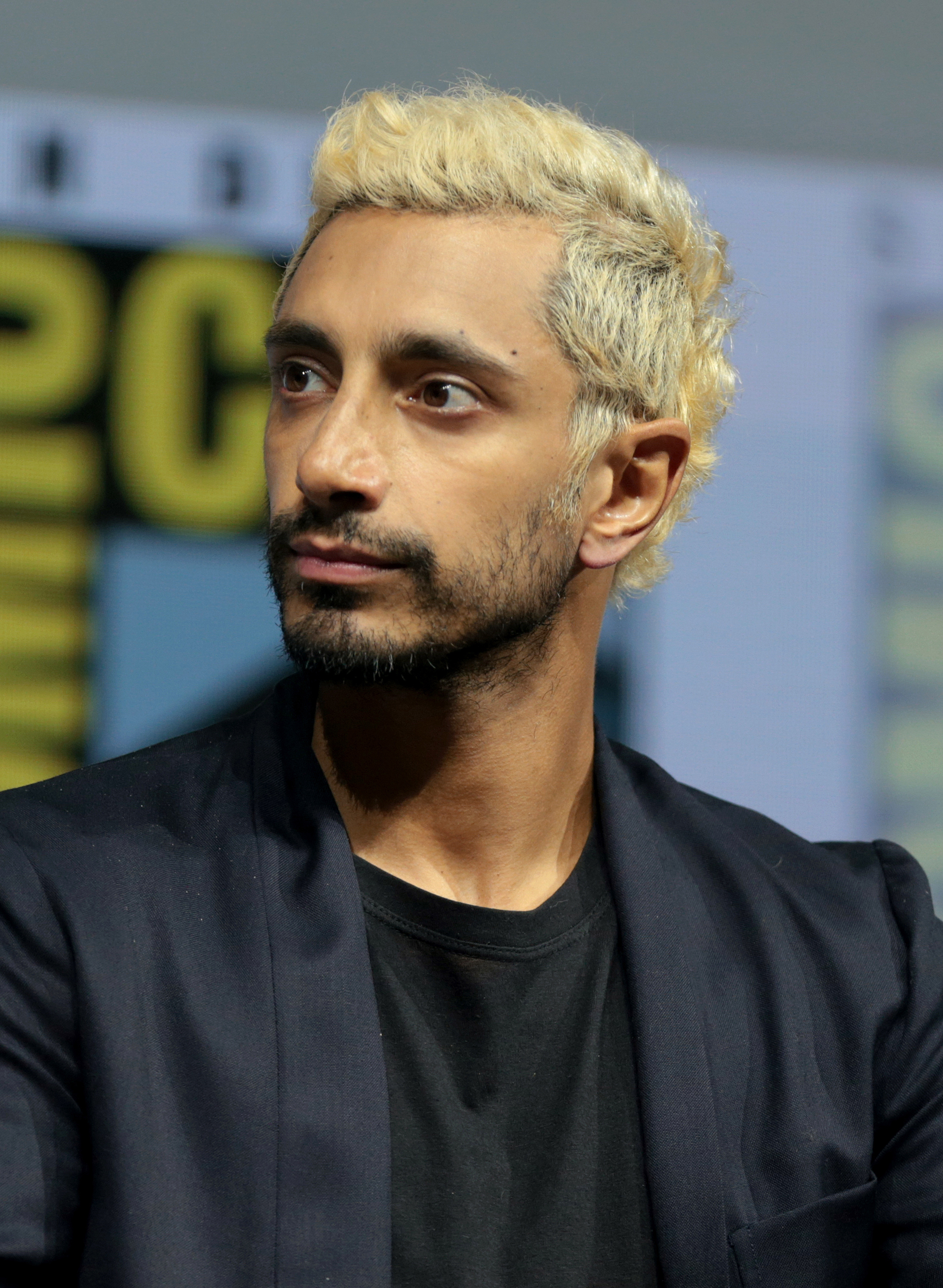
Riz Ahmed (* 1982)

- Ahmed, Ruhal (* 1981), britischer Häftling in Guantanamo
- Ahmed, Rumana (* 1991), bangladeschische Cricketspielerin
- Ahmed, Saeed (1937–2024), pakistanischer Cricketspieler
- Ahmed, Saladin (* 1975), amerikanischer Fantasy-Autor
- Ahmed, Sara (* 1969), britisch-australische WissenschaftlerinSara Ahmed (* 1969)

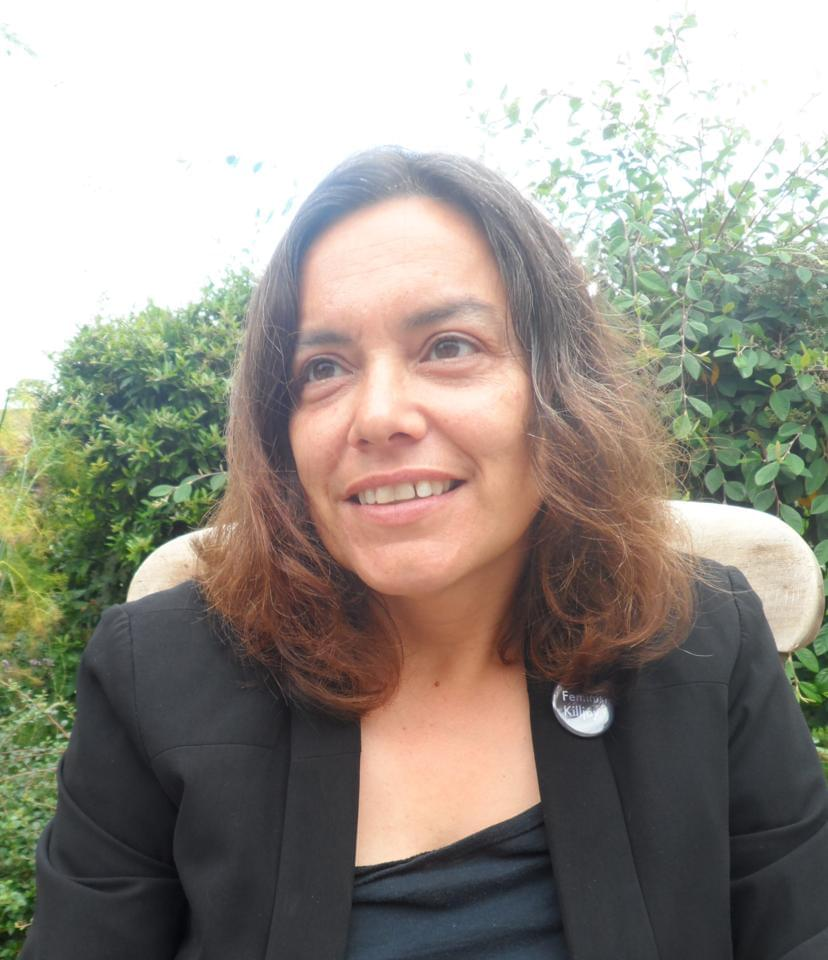
Sara Ahmed (* 1969)

- Ahmed, Sara (* 1998), ägyptische Gewichtheberin
- Ahmed, Sarfaraz (* 1987), pakistanischer Cricketspieler
- Ahmed, Shahabuddin (1930–2022), bangladeschischer ehemaliger oberster Richter und Staatspräsident
- Ahmed, Sharif Sheikh (* 1964), somalischer Politiker, Führungspersönlichkeit der Union islamischer Gerichte in Somalia
- Ahmed, Sufia (1932–2020), bangladeschische Wissenschaftlerin
- Ahmed, Taskin (* 1995), bangladeschischer Cricketspieler
- Ahmed, Waleed (* 1974), sudanesischer Fußballschiedsrichterassistent
- Ahmed, Waleed al- (* 1999), saudi-arabischer Fußballspieler
- Ahmed, Yazz (* 1983), bahrainisch-britische Jazzmusikerin (Trompete, Flügelhorn Komposition)
- Ahmed, Zaïnaba (* 1960), komorische Sängerin
- Ahmed, Zemzem (* 1984), äthiopische Hindernisläuferin
- Ahmed, Zubair, pakistanischer Badmintonspieler
- Ahmed-Chamanga, Mohamed (* 1952), komorischer Linguist und Politiker
- Ahmed-i Dāʻī, osmanischer Dichter
- Ahmed-Sheikh, Tasmina (* 1970), schottische Politikerin
- Ahmedani, Ahmet (* 1949), albanischer Fußballtorhüter
- Ahmedhodžić, Anel (* 1999), bosnisch-schwedischer FußballspielerAnel Ahmedhodžić (* 1999)

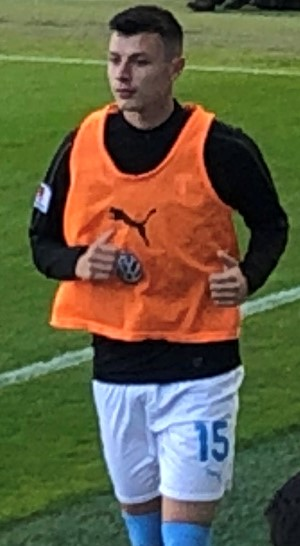
Anel Ahmedhodžić (* 1999)

- Ahmedou, Ahmed (* 1993), mauretanischer Fußballspieler
- Ahmedov, Odil (* 1987), usbekischer Fußballspieler
- Ahmedova, Semiray (* 1981), bulgarisch-luxemburgische Architektin und Politikerin
- Ahmedova, Umida (* 1955), usbekisch-sowjetische Dokumentarfilmerin und Fotografin
- Ahmedovski, Ipče (1966–1994), jugoslawischer bzw. mazedonischer Volkssänger
- Ahmedovski, Jašar (* 1964), serbisch-nordmazedonischer Sänger
- Ahmedow, Han (1936–2006), turkmenischer Politiker
- Ahmels, Herbert (* 1897), deutscher Lehrer und Autor
- Ahmels, Ingo (* 1959), deutscher Musiker, bildender Künstler, Klanginstallateur sowie Publizist und Lehrer
- Ahmels, Volker (* 1961), deutscher Pianist
- Ahmet Haşim († 1933), türkischer Dichter
- Ahmet, Filiz (* 1981), türkische Schauspielerin
- Ahmet, İlhan (* 1968), griechischer Politiker der moslemischen Minderheit Westthrakiens
- Ahmet, Sadık (1947–1995), griechischer Politiker und Chirurg türkischer Abstammung
- Ahmetagic, Arman (* 1987), deutscher Rapper und Schauspieler
- Ahmetaj, Alvi (* 1998), albanischer Fußballspieler
- Ahmetaj, Arben (* 1969), albanischer Politiker und Minister
- Ahmeti, Ali (* 1959), mazedonischer Politiker (BDI)
- Ahmeti, Lirim (* 1990), österreichisch-albanischer Kickboxer
- Ahmeti, Luran (1974–2021), nordmazedonischer Schauspieler
- Ahmeti, Mimoza (* 1963), albanische Dichterin
- Ahmeti, Shpend (* 1978), kosovarischer Politiker
- Ahmeti, Vilson (* 1951), albanischer Ministerpräsident
- Ahmetoğlu, Serhat (* 2002), türkischer Fußballspieler
- Ahmetovic, Adis (* 1993), deutscher Politiker (SPD) und Mitglied des BundestagsAdis Ahmetovic (* 1993)

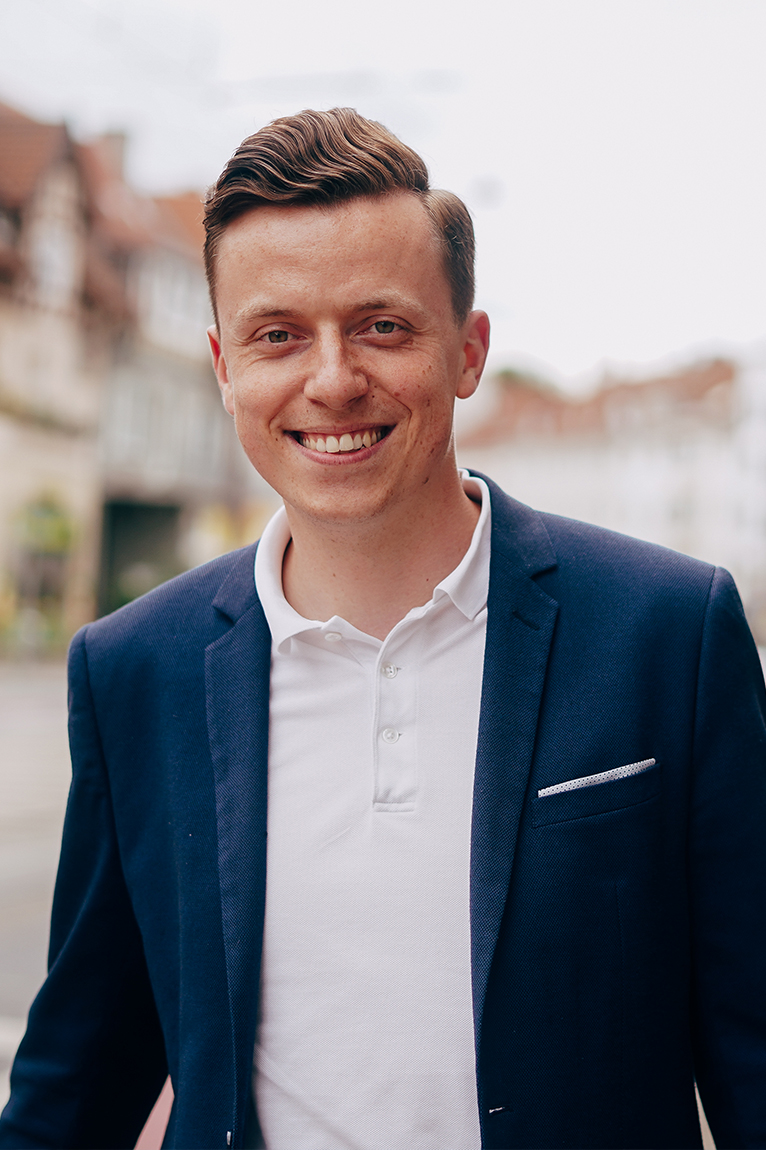
Adis Ahmetovic (* 1993)

- Ahmetović, Denial (* 1995), bosnischer Sänger
- Ahmetšina, Anželika (* 1989), estnische Fußballspielerin

#### Ahmi
- Ahmidan, Jamal (1970–2004), marokkanischer mutmaßlicher Terrorist

#### Ahmm
- Ahmmed, Masbah (* 1995), bangladeschischer Sprinter

#### Ahmo
- Ahmose, altägyptische Königin
- Ahmose, Hoherpriester in Heliopolis, Königssohn
- Ahmose, Tochter von Seqenenre
- Ahmose, altägyptischer Marineoffizier des Neuen Reiches
- Ahmose Aametju, Wesir im alten Ägypten zur Zeit des Neuen Reichs
- Ahmose Henuttamehu, altägyptische Königin
- Ahmose I. (* 1560 v. Chr.), altägyptischer König der 18. Dynastie
- Ahmose Inhapi, Gemahlin des Seqenenre
- Ahmose Meritamun I., altägyptische Prinzessin
- Ahmose Meritamun II., altägyptische Königin und Schwestergemahlin des Pharaos Amenophis I. (18. Dynastie)
- Ahmose Nefertari, Mutter des Amenophis I.Ahmose Nefertari

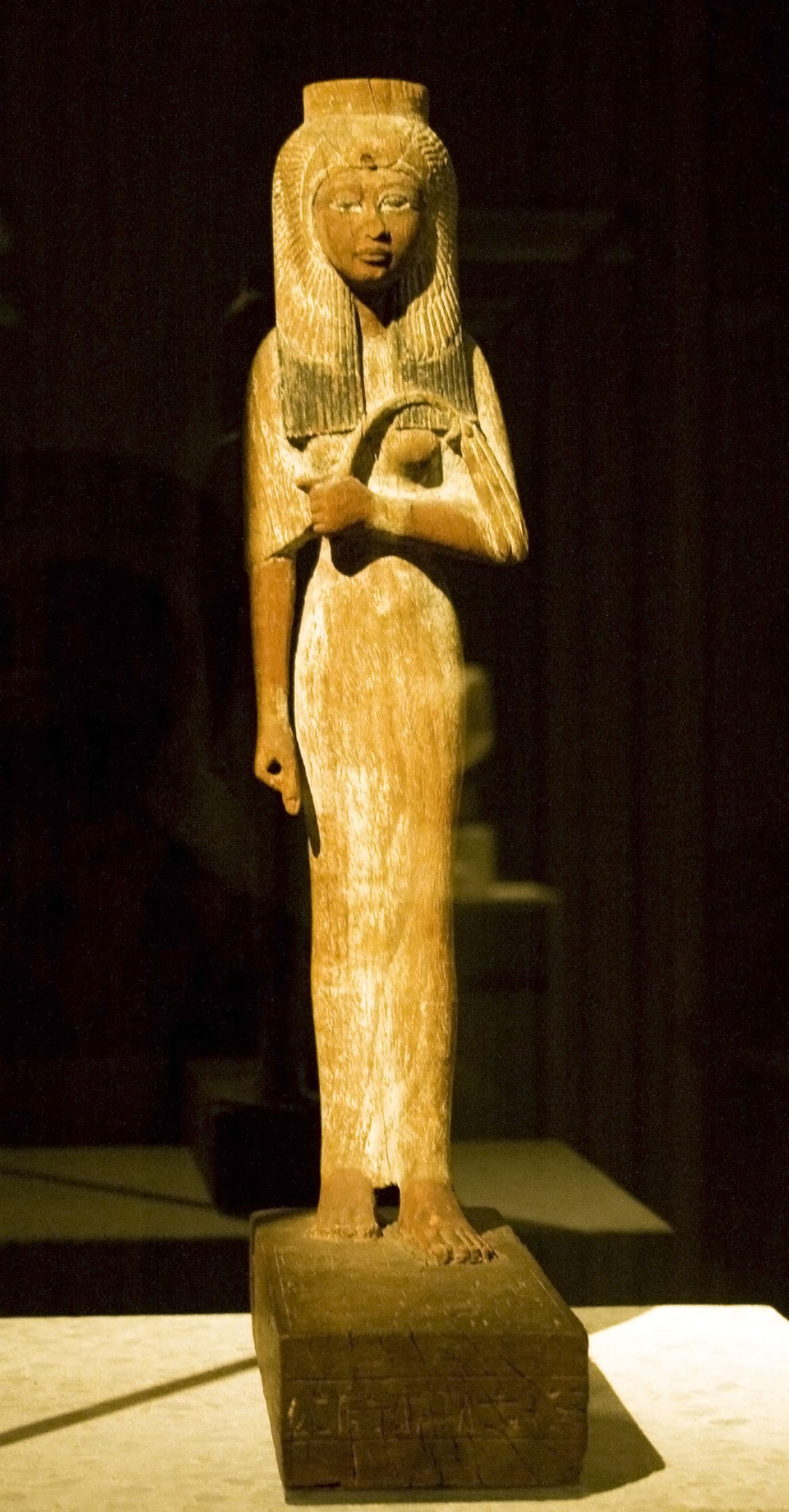
Ahmose Nefertari

- Ahmose Pennechbet, ägyptischer Beamter
- Ahmose Sapair, Gemahl der Ahmose Merit-Amun
- Ahmose-sa-Neith, ägyptischer Beamter

### Ahn
- Ahn Hyun-min (* 1986), südkoreanischer Eishockeyspieler
- Ahn, Albert (1867–1935), deutscher Verleger und Unternehmer
- Ahn, Ali, US-amerikanische Schauspielerin
- Ahn, Alyssa (* 2006), US-amerikanische Tennisspielerin
- Ahn, Byeong-keun (* 1962), südkoreanischer Judoka
- Ahn, Byeongso (1911–1979), südkoreanischer Violinist, Dirigent, Komponist und Pädagoge
- Ahn, Byung-keon (* 1988), südkoreanischer Fußballspieler
- Ahn, Byung-Mu (1922–1996), südkoreanischer evangelischer Theologe und Soziologe
- Ahn, Changho (1878–1938), koreanischer Unabhängigkeitsaktivist
- Ahn, Cheol-soo (* 1962), südkoreanischer Arzt, Softwareentwickler und Politiker
- Ahn, Dae-hee (* 1955), südkoreanischer Jurist und Politiker
- Ahn, Do-hyun (* 1961), südkoreanischer Schriftsteller
- Ahn, Eun-chun (* 1986), südkoreanische Squashspielerin
- Ahn, Eun-jin (* 1991), südkoreanische Schauspielerin
- Ahn, Francis Xavier Myong-ok (* 1945), südkoreanischer Geistlicher und emeritierter römisch-katholischer Bischof von Masan
- Ahn, Franz Conrad Albert (1840–1910), deutscher Verleger
- Ahn, Gregor (* 1958), deutscher vergleichender Religionswissenschaftler
- Ahn, Hyeon-beom (* 1994), südkoreanischer Fußballspieler
- Ahn, Hyo-yeon (* 1978), südkoreanischer Fußballspieler
- Ahn, Hyun-suk (* 1984), südkoreanischer Badmintonspieler
- Ahn, Jae-chang (* 1972), südkoreanischer Badmintonspieler
- Ahn, Jae-hong (* 1986), südkoreanischer Schauspieler
- Ahn, Jae-hoon (* 1988), südkoreanischer Fußballspieler
- Ahn, Jae-hyung (* 1965), südkoreanischer Tischtennisspieler
- Ahn, Ji-hye (* 1987), südkoreanische Schauspielerin
- Ahn, Ji-hyun (* 1992), südkoreanische Schauspielerin
- Ahn, Jin-hui (* 1991), südkoreanischer Eishockeyspieler
- Ahn, Jin-soo (* 1973), südkoreanischer Skilangläufer
- Ahn, Johann Franz (1796–1865), deutscher Sprachlehrer und Erfinder der Ahn'schen Methode, fremde Sprachen zu erlernen
- Ahn, Johannes (* 1979), deutscher Schauspieler
- Ahn, Joon-soo (* 1998), südkoreanischer Fußballspieler
- Ahn, Jung-hwan (* 1976), südkoreanischer Fußballspieler
- Ahn, Jung-hyo (1941–2023), südkoreanischer Schriftsteller und Übersetzer
- Ahn, Kristie (* 1992), US-amerikanische Tennisspielerin
- Ahn, Luis von (* 1978), guatemaltekischer Informatiker und HochschullehrerLuis von Ahn (* 1978)

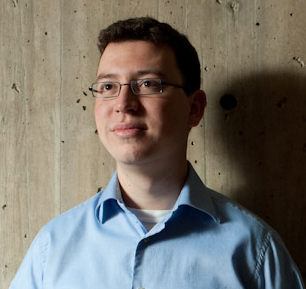
Luis von Ahn (* 1978)

- Ahn, Natalie G. (* 1957), US-amerikanische Chemikerin und Biochemikerin
- Ahn, Philip (1905–1978), US-amerikanischer Schauspieler
- Ahn, Priscilla (* 1984), amerikanische Sängerin und Songwriterin
- Ahn, Ralph (1926–2022), US-amerikanischer Schauspieler koreanischer Abstammung
- Ahn, Sang-soo (* 1952), südkoreanischer Grafiker
- Ahn, Seo-hyeon (* 2004), südkoreanische Schauspielerin
- Ahn, Seong-min (* 1999), südkoreanischer Fußballspieler
- Ahn, Seul-ki (* 1992), südkoreanische Langstreckenläuferin
- Ahn, Sung-ki (* 1952), südkoreanischer Schauspieler
- Ahn, Wiktor (* 1985), russischer Shorttracker
- Ahn, Wilhelm von (1879–1916), deutscher Schauspieler und Tenor
- Ahn, Yu-jin (* 1997), südkoreanische Tennisspielerin
- Ahna, Carl de (1847–1906), deutscher Mediziner und Politiker, MdR
- Ahna, Eleonore de (1838–1865), deutsche Opernsängerin (Sopran/Mezzosopran)
- Ahna, Heinrich de (1832–1892), österreichischer Violinist
- Ahna, Kerstin de (* 1935), deutsche Synchronsprecherin und Schauspielerin
- Ahndoril, Alexander (* 1967), schwedischer Schriftsteller und Dramatiker
- Ahndoril, Alexandra Coelho (* 1966), schwedische Schriftstellerin und Literaturkritikerin
- Ahne (* 1968), deutscher Schriftsteller und Lesebühnenautor
- Ahne, Manfred (* 1961), deutscher Eishockeyspieler
- Ahnefeld, Friedrich Wilhelm (1924–2012), deutscher Mediziner
- Ahnefeld, Wilfried (* 1948), deutscher Fußballspieler
- Ahnemann, Michael (1938–2004), US-amerikanischer Drehbuchautor und Dokumentarfilm-Regisseur
- Ahnemüller, Jens (* 1961), deutscher Politiker (AfD), MdL
- Ahnen, Doris (* 1964), deutsche Politikerin (SPD), MdL, Landesministerin in Rheinland-PfalzDoris Ahnen (* 1964)

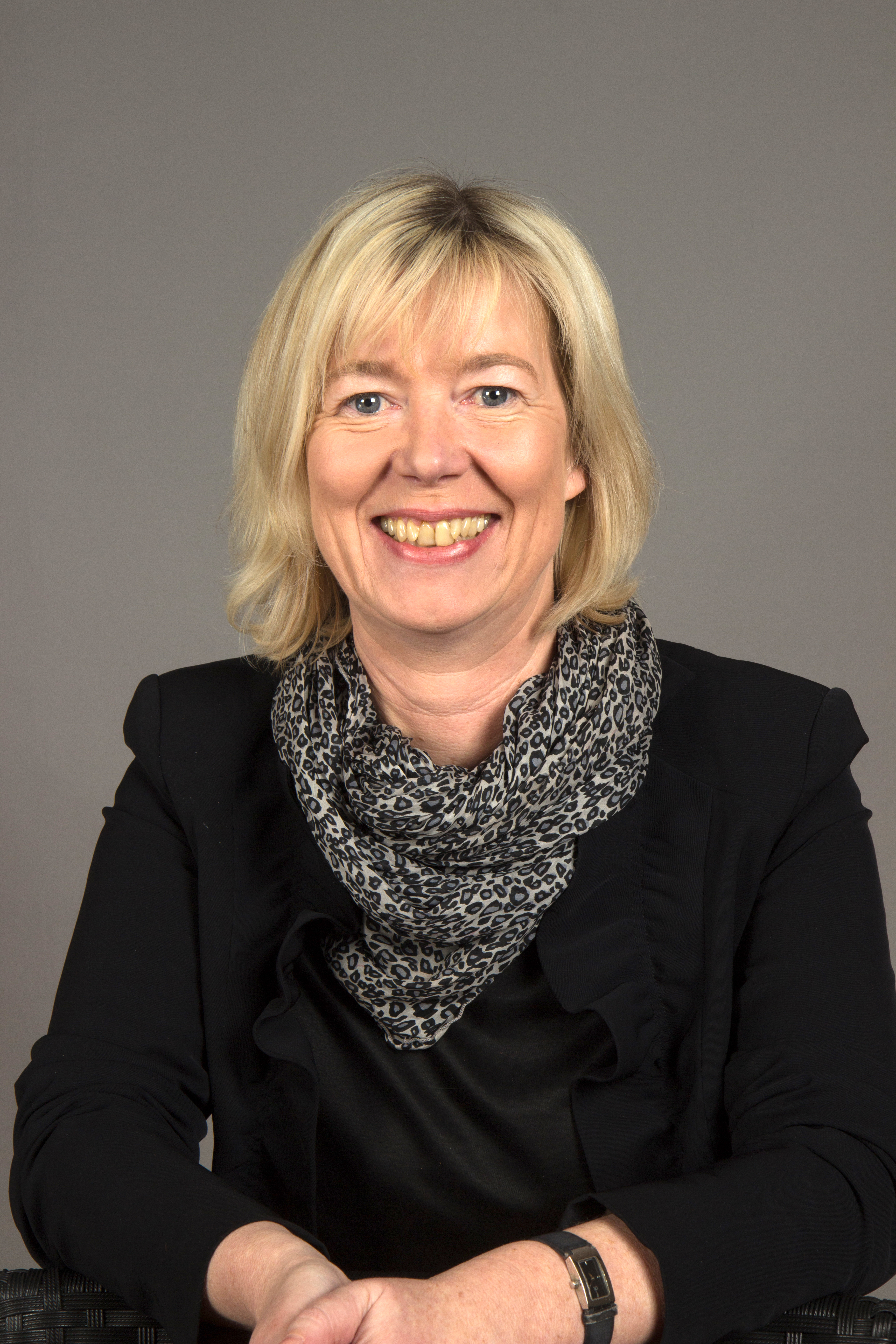
Doris Ahnen (* 1964)

- Ahner, Alfred (1890–1973), deutscher Maler und Zeichner
- Ahner, Bruno (1866–1942), deutscher Geiger und Konzertmeister
- Ahner, Dirk (* 1946), deutscher Ökonom und ehemaliger EU-Beamter
- Ahner, Dirk (* 1973), deutscher Drehbuch- und Kinderbuchautor
- Ahner, Hans (1921–1994), deutscher Journalist und Schriftsteller
- Ahner, Helmut (1928–2014), deutscher Schauspieler und Synchronsprecher
- Ahner, Philipp (* 1975), deutscher Musikpädagoge, Wissenschaftler und Musiker
- Ahnert, Christian Gottfried, sächsischer Politiker
- Ahnert, Elisabeth (1885–1966), deutsche Malerin
- Ahnert, Ernst (1859–1944), deutscher Lehrer und Stenograph
- Ahnert, Frank (1927–2017), deutscher Geograph und Hochschullehrer an der RWTH Aachen
- Ahnert, Gerlind (1934–2007), deutsche Moderatorin, Schauspielerin und Synchronsprecherin
- Ahnert, Hilmar (* 1936), deutscher Fußballspieler
- Ahnert, Lieselotte (* 1951), deutsche Psychologin und Hochschullehrerin
- Ahnert, Oswald (1843–1920), deutscher Jurist und Politiker (NLP), MdL (Königreich Sachsen)
- Ahnert, Paul Oswald (1897–1989), deutscher Astronom
- Ahnert-Rohlfs, Eva (1912–1954), deutsche Astronomin
- Ahnfeld, Lutz (* 1958), deutscher Politiker (SED), MdV
- Ahnfeldt, Bennet (* 1981), deutscher Basketballspieler und Spielerberater
- Ahnfeldt, Gerhard (1916–1964), deutscher Zeichner und Maler
- Ahnfeldt-Mollerup, Claus Christian (1938–2009), dänischer Generalmajor
- Ahnfelt, Arvid (1845–1890), schwedischer Literaturhistoriker
- Ahnfelt, Astrid (1876–1962), schwedische Schriftstellerin
- Ahnfelt-Rønne, Hakon (1890–1927), dänischer Stummfilmschauspieler
- Ahnfelt-Rønne, Pia (1922–2006), dänische Schauspielerin
- Ahnger, Arthur (1886–1940), finnischer Segler
- Ahnhem, Stefan (* 1966), schwedischer Schriftsteller und DrehbuchautorStefan Ahnhem (* 1966)

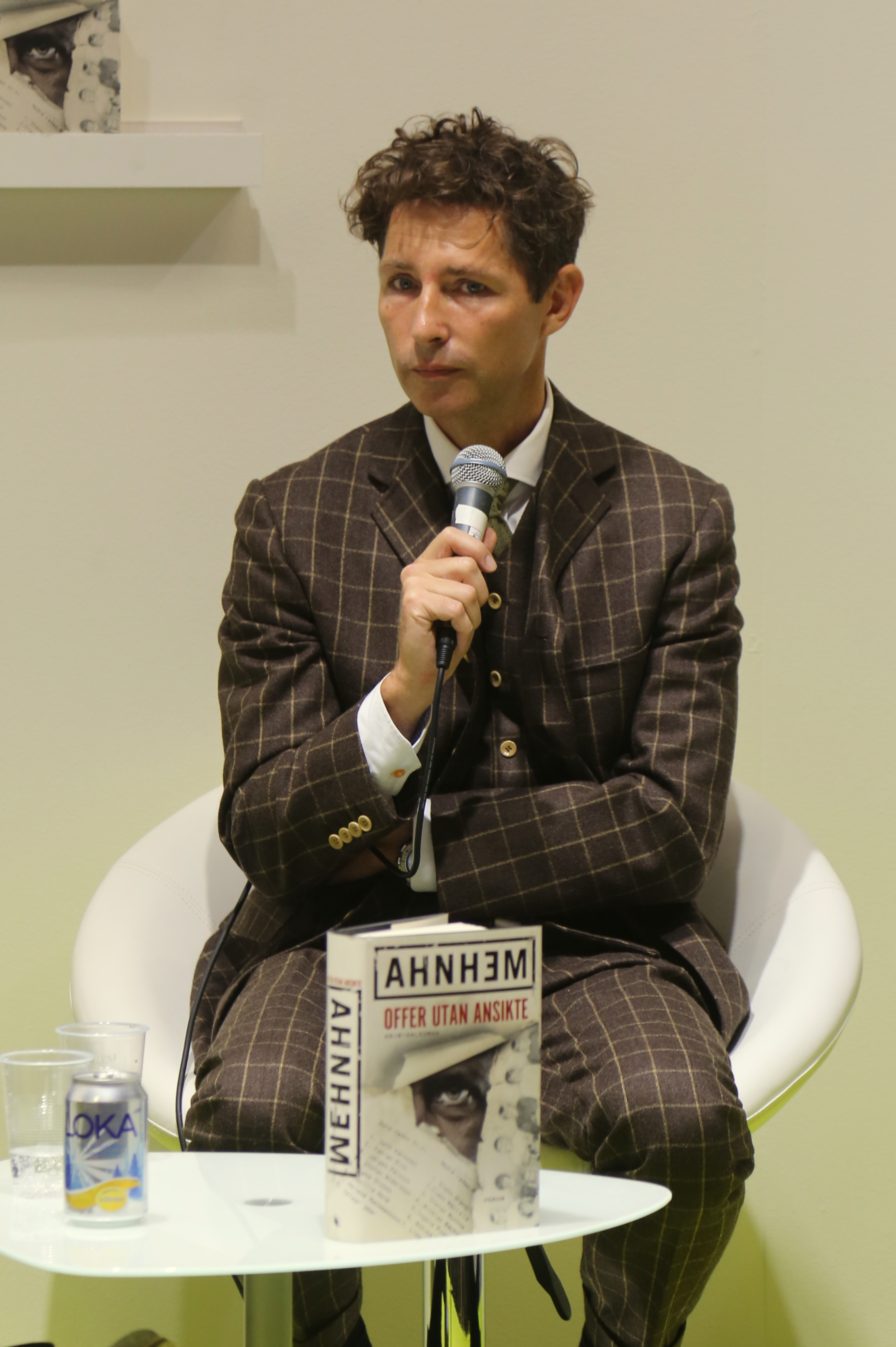
Stefan Ahnhem (* 1966)

- Ahnlund, Knut (1923–2012), schwedischer Autor
- Ahnlund, Nils (1889–1957), schwedischer Historiker
- Ahnsehl, Sascha (* 1986), deutscher Basketballspieler
- Ahnsjö, Claes-Håkan (* 1942), schwedischer Opernsänger (Tenor)

### Aho
- Aho, Alfred V. (* 1941), kanadischer Informatiker
- Aho, Alpo (1934–1983), finnischer Bandyspieler
- Aho, Aukusti (1867–1934), finnischer Politiker
- Aho, Eero (* 1968), finnischer Schauspieler
- Aho, Esko (* 1954), finnischer Staatsmann und ehemaliger Premierminister (1991–1994) von Finnland
- Aho, Juhani (1861–1921), finnischer Schriftsteller und JournalistJuhani Aho (1861–1921)

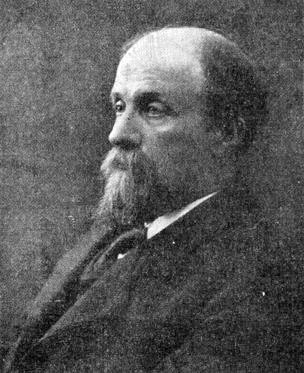
Juhani Aho (1861–1921)

- Aho, Jyrki (* 1974), finnischer Eishockeyspieler
- Aho, Kalevi (* 1949), finnischer Komponist
- Aho, Paavo (1891–1918), finnischer Kugelstoßer
- Aho, Sebastian (* 1996), schwedischer Eishockeyspieler
- Aho, Sebastian (* 1997), finnischer Eishockeyspieler
- Aho, Sindre (* 1997), norwegischer Handballspieler
- Aho, Susan (* 1974), finnische Musikerin
- Ahoi Polloi, deutscher Cartoonist und Blogger
- Ahokas, Juha (* 1969), finnischer Ringer
- Ahola, Eero (* 1999), finnischer Kugelstoßer
- Ahola, Eira (1910–1982), finnisch-deutsche Textilkünstlerin
- Ahola, Jarkko (* 1977), finnischer Musiker
- Ahola, Jouko (* 1970), finnischer Bodybuilder und SchauspielerJouko Ahola (* 1970)

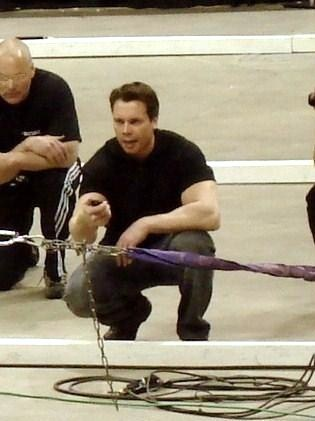
Jouko Ahola (* 1970)

- Ahola, Mika (1974–2012), finnischer Endurosportler
- Ahola, Pentti (1929–2012), finnischer Jazzmusiker
- Ahola, Peter (* 1968), finnischer Eishockeyspieler, funktionär und -scout
- Ahola, Sylvester (1902–1995), US-amerikanischer Jazztrompeter
- Aholou, Jean-Eudes (* 1994), ivorischer Fußballspieler
- Ahomadégbé, Justin (1917–2002), beninischer Politiker, Präsident von Dahomey
- ʻAhomeʻe, Halaevalu Mataʻaho (1926–2017), tongaische Königin
- Ahonen, Ari (* 1981), finnischer Eishockeytorwart
- Ahonen, Janne (* 1977), finnischer Skispringer
- Ahonen, Mico (* 2001), finnischer Skispringer
- Ahonen, Pasi (* 1981), finnischer Skispringer
- Ahonen, Veli-Matti (* 1965), finnischer Skispringer
- Ahonen, Ville (* 1994), finnischer Skilangläufer
- Ahonto, Jonathan, togoischer Fußballschiedsrichterassistent
- Ahooja, Mikhaïl, kanadischer Filmschauspieler
- Ahooja-Patel, Krishna (1929–2018), indische Gewerkschafterin, Frauenrechtlerin, Publizistin und Pazifistin
- Ahoomey-Zunu, Kwesi (* 1958), togoischer Politiker und Premierminister
- Ahorlu, Stephen (* 1988), ghanaischer Fußballspieler
- Ahorn, Rudolf (1890–1914), deutscher Fußballspieler
- Ahorner, Karl (1889–1949), österreichischer Politiker (NSDAP)
- Ahorner, Ludwig (1930–2007), deutscher Erdbebengeologe
- Ahorner, Peter (* 1957), österreichischer Lyriker, Liedtexter, Librettist, Rezitator, Übersetzer und Sachbuchautor
- Ahoua, Raymond (* 1960), ivorischer Ordenspriester und Bischof von Grand-Bassam
- Ahouanan Djro, Paul-Siméon (1952–2024), ivorischer Geistlicher, römisch-katholischer Erzbischof von Bouaké
- Ahouanmènou, Michel (1916–1979), beninischer Politiker und Diplomat (Republik Dahomey)
- Ahouansou, Philipp (* 2001), deutscher HandballspielerPhilipp Ahouansou (* 2001)

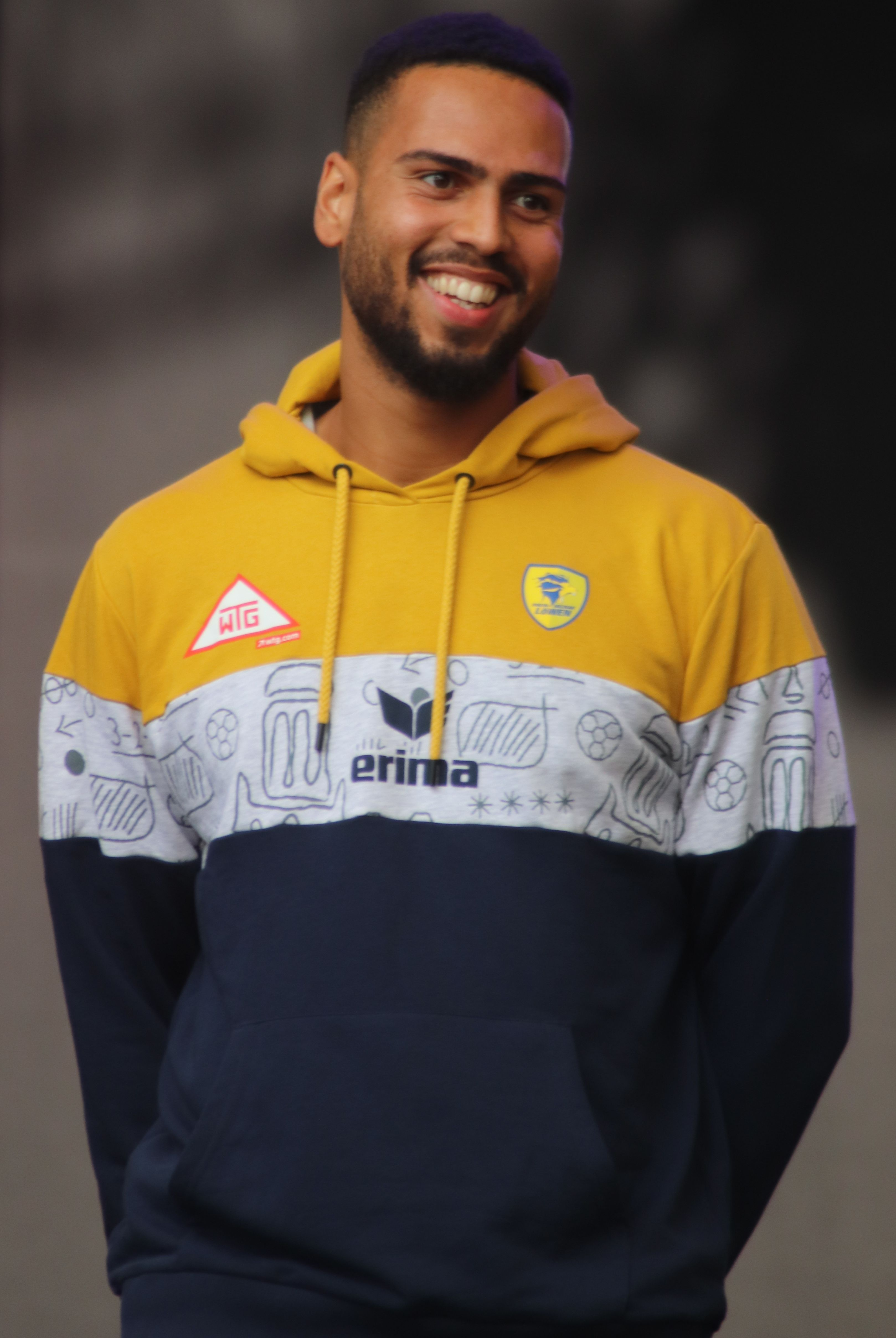
Philipp Ahouansou (* 2001)

- Ahouanwanou, Odile (* 1991), beninische Siebenkämpferin
- Ahouassou, Théodore, beninischer Fußballspieler
- Ahouda, Amine (* 1997), marokkanischer Tennisspieler
- Ahouda, Walid (* 2003), marokkanischer Tennisspieler
- Ahouéya, Jocelyn (* 1985), beninischer Fußballspieler
- Ahouéya, Léopold († 2006), beninischer Militär und Politiker
- Ahouré-Demps, Murielle (* 1987), ivorische Sprinterin
- Ahoussou, Ange (* 2003), ivorischer FußballspielerAnge Ahoussou (* 2003)

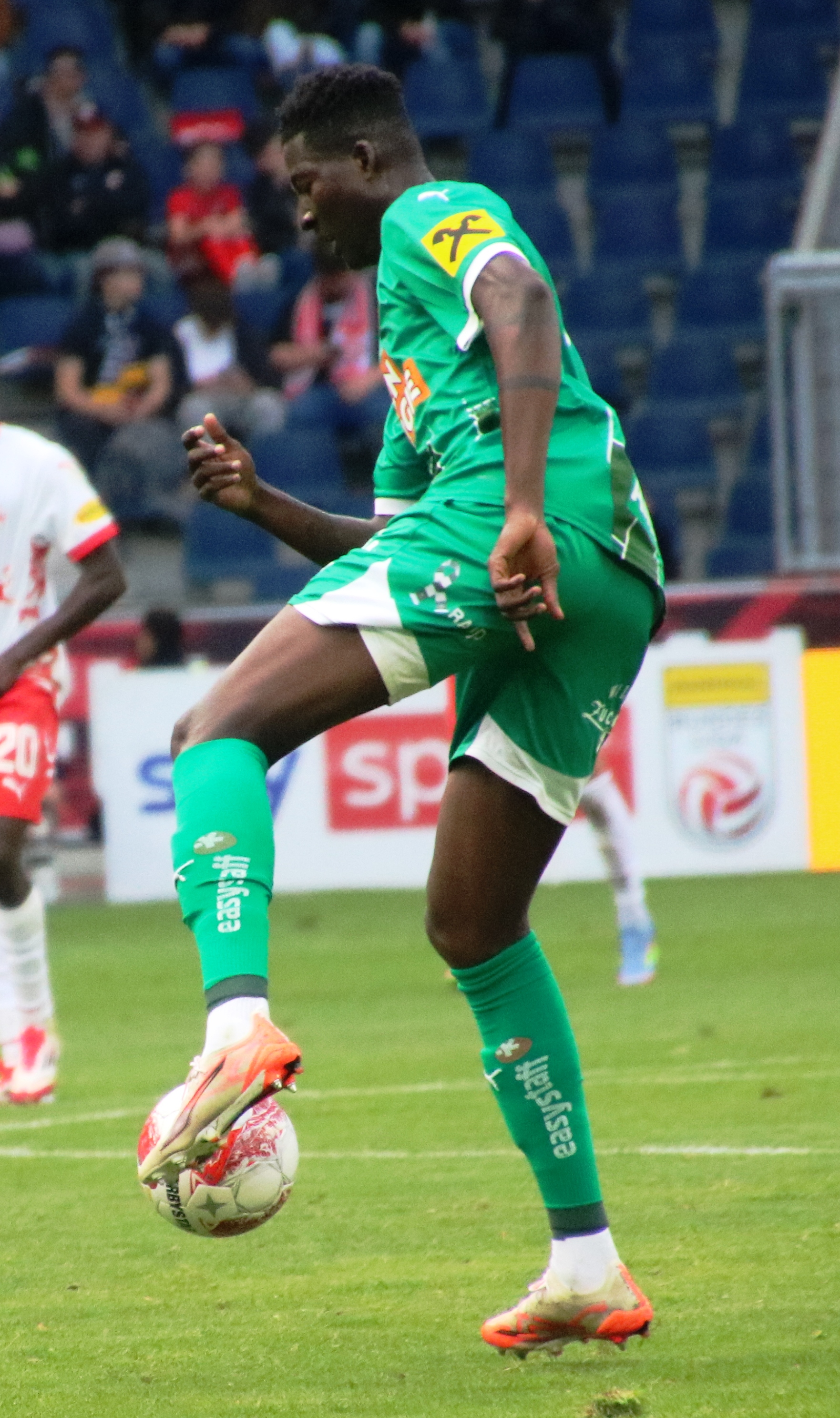
Ange Ahoussou (* 2003)

- Ahoussou-Kouadio, Jeannot (* 1951), ivorischer Politiker
- Ahoyo, Jean Roger (* 1941), beninischer Politiker, Autor und Hochschullehrer
- Ahoyo, Théophile (1931–2013), beninischer Diplomat
- Ahoyo, Véronique (1940–2008), beninische Diplomatin und Politikerin

### Ahr
- Ahr, Felix (* 1990), deutscher Volleyballspieler
- Ahr, George William (1904–1993), US-amerikanischer Geistlicher und Bischof von Trenton
- Ahr, Henrik, deutscher Maler und Bühnenbildner
- Ahr, Josef (1867–1931), deutscher Agrikulturchemiker
- Ahr, Nadine (* 1982), deutsche Journalistin
- Ahr, Philipp Arnold von (1577–1634), Landkomtur des Deutschen Ordens
- Ahr, Timo (* 1993), deutscher Politiker (SPD), MdL
- Ahr, Yannik (* 2000), deutscher Volleyball- und Beachvolleyballspieler
- Ahrabian, Sandra (* 1979), deutsche Fernsehmoderatorin und Model
- Ahrak, Abdullah al- (* 1997), katarischer Fußballspieler
- Ahraoui, Ali (* 1979), deutscher Boxer
- Ahrar, Ubaidullah (1404–1490), Scheich des Nakschibendi-Ordens
- Ahrbeck, Bernd (* 1949), deutscher Erziehungswissenschafter, Psychologe und Psychoanalytiker
- Ahrbeck, Christian (1774–1858), deutscher Maler und Miniaturist
- Ahrbeck, Georg Wilhelm (1771–1849), Königlich Großbritannischer Offizier, Hannoverscher Kriegsbauverwalter und Freimaurer
- Ahrbeck, Hans (1890–1981), deutscher Erziehungswissenschaftler und Hochschullehrer
- Ahrbeck, Wilhelm (1802–1883), Königlich Hannoverscher Beamter, Pädagoge und Kalligraph
- Ahrberg, Edda (* 1954), deutsche Theologin und Autorin
- Ahrberg, Fritz (1866–1959), deutscher Unternehmer
- Ahrbom, Nils (1905–1997), schwedischer Architekt
- Ahrem, Regine (* 1958), deutsche Hörspielautorin, Hörspielregisseurin und Dramaturgin
- Ahrem, Willi (1902–1967), deutscher Angehöriger der Wehrmacht und Judenretter
- Ahren, Barbara Magdalena (1950–2021), österreichische Filmschauspielerin
- Åhrén, Uno (1897–1977), schwedischer Architekt
- Ahren, Yizhak (* 1946), deutscher Psychologe und Hochschullehrer
- Ahrenberg, Johan Jacob (1847–1914), finnlandschwedischer Architekt und Schriftsteller
- Ahrenberg, Staffan (* 1957), schwedischer Verleger und Filmproduzent
- Ahrenberg, Theodor (1912–1989), schwedischer Unternehmer und Kunstsammler
- Ahrend, Jürgen (1930–2024), deutscher Orgelbauer
- Ahrend, Klaus-Michael (* 1971), deutscher Ökonom
- Ahrend, Lukas (* 2000), deutscher Fußballspieler
- Ahrends, Bruno (1878–1948), deutscher ArchitektBruno Ahrends (1878–1948)

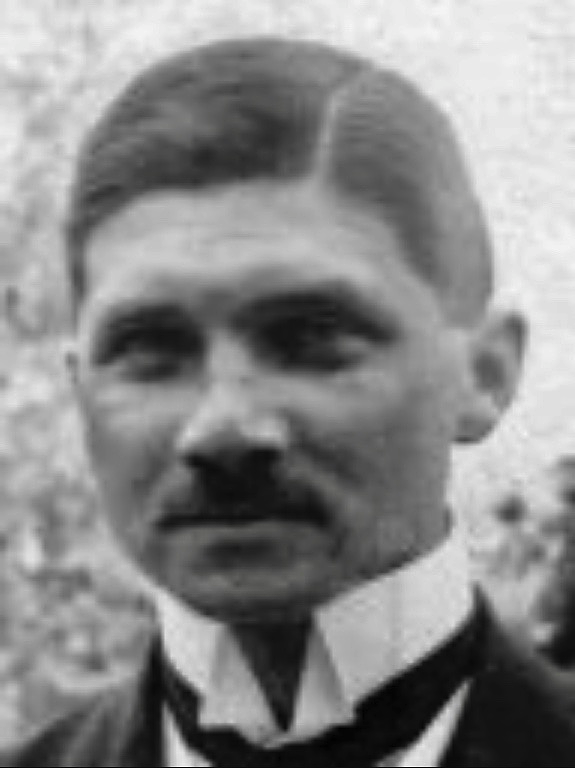
Bruno Ahrends (1878–1948)

- Ahrends, Günter (* 1937), deutscher Anglist und Theaterwissenschaftler
- Ahrends, Hans (1575–1655), deutscher Bürgermeister
- Ahrends, Jens (* 1960), deutscher Politiker (AfD), MdL Niedersachsen
- Ahrends, Martin (* 1951), deutscher Schriftsteller
- Ahrendsen, Herwig (* 1948), deutscher Handballspieler
- Ahrendt, Christian (* 1963), deutscher Politiker (FDP), MdB
- Ahrendt, Dieter (* 1936), deutscher Fußballspieler
- Ahrendt, Erich (1933–2009), deutscher Speerwerfer
- Ahrendt, Leslie Walter Allam (1903–1969), britischer Botaniker
- Ahrendt, Lothar (* 1936), deutscher Politiker (SED), Minister des Innern der DDR
- Ahrendt, Martina (* 1967), deutsche Juristin und Richterin am Bundesarbeitsgericht
- Ahrendt, Peter (1934–2013), deutscher Segler
- Ahrendt, Rainer (* 1950), deutscher Architekt und Fotograf
- Ahrendt, Walter (1901–1973), deutscher Architekt
- Ahrendt-Schulte, Ingrid (1942–2006), deutsche Historikerin
- Ahrendts, Angela (* 1960), US-amerikanische Managerin, Geschäftsführerin des Modeunternehmens Burberry
- Ahrendts, Carl (1881–1949), preußischer Verwaltungsjurist, Kreisdirektor und Landrat
- Ahrendts, Leopold (1825–1870), deutscher Zeichner, Maler, Lithograf und Fotograf
- Ahrenholz, Bernt (1953–2019), deutscher Sprachdidaktiker
- Ahrenholz, Brigitte (1952–2018), deutsche Olympiasiegerin im Rudern (DDR)
- Ahrenkiel, Christian Friedrich (1904–1993), deutscher Unternehmer
- Ahrenkiel, Thomas (* 1967), dänischer Nachrichtendienstler
- Ahrenkilde-Hansen, Pia (* 1963), dänische EU-Beamtin und Generaldirektorin
- Ahrens, Adolf (1869–1932), deutscher Lehrer, Heimatforscher, Schriftsteller und Museumsleiter
- Ahrens, Adolf (1879–1957), deutscher Kapitän und Politiker (DP), MdB
- Ahrens, Adolf (1898–1974), deutscher Unternehmer und Politiker
- Ahrens, Alexander (* 1966), deutscher Kommunalpolitiker, Bürgermeister von BautzenAlexander Ahrens (* 1966)

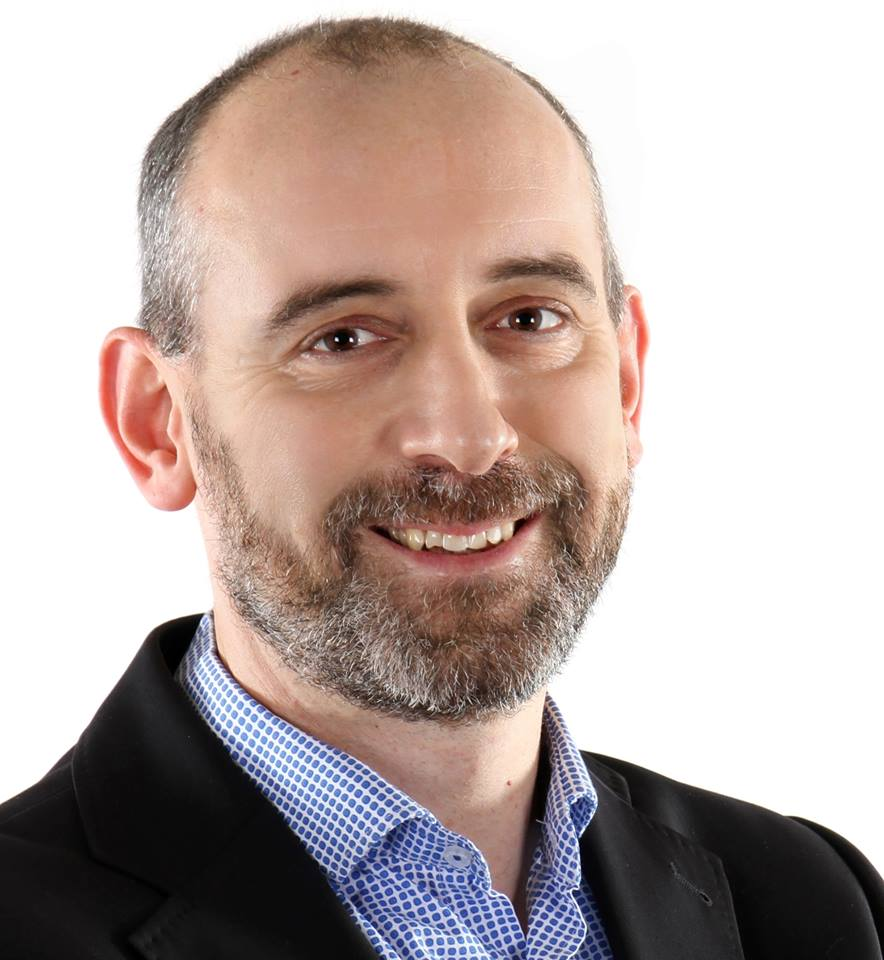
Alexander Ahrens (* 1966)

- Ahrens, Alfred (1899–1959), deutscher Politiker (SPD), MdL
- Ahrens, Angelika (* 1972), österreichische Fernsehjournalistin
- Ahrens, Anna (1865–1946), deutsche Schriftstellerin
- Ahrens, Anna (1871–1960), niederdeutsche Heimatdichterin
- Ahrens, Annette (* 1972), österreichische Kunsthistorikerin
- Ahrens, Anton Konrad Friedrich (1747–1811), Mitarbeiter am herzoglich-braunschweigischen Kunst- und Naturalienkabinett
- Ahrens, Arne (* 1975), deutscher Filmregisseur, Drehbuchautor und Filmproduzent
- Ahrens, August (1889–1974), deutscher Politiker (SPD), MdBB
- Ahrens, August (1896–1968), deutscher Politiker (SPD), MdHB
- Ahrens, Barbara (* 1969), deutsche Sprach- und Dolmetschwissenschaftlerin
- Ahrens, Bernhard (1905–1978), deutscher Politiker (SPD), MdL
- Ahrens, Björn (* 1981), deutscher Schauspieler
- Ahrens, Boye (* 1876), deutscher Maler und Illustrator
- Ahrens, Brigitte (* 1945), deutsche Schlagersängerin
- Ahrens, Carsten (1961–2023), deutscher Kunsthistoriker und Museumsleiter
- Ahrens, Cäsar (1868–1934), deutscher Chemiker
- Ahrens, Christian (* 1943), deutscher Musikwissenschaftler und Autor
- Ahrens, Christian (* 1976), US-amerikanischer Ruderer
- Ahrens, Claus (1925–1998), deutscher Prähistoriker
- Ahrens, Claus (* 1963), deutscher Jurist
- Ahrens, Dirk (* 1971), deutscher Biologe und Taxonom
- Ahrens, Eberhard (1892–1945), deutscher Sanitätsoffizier
- Ahrens, Eduard (1803–1863), deutsch-baltischer Sprachforscher und Geistlicher
- Ahrens, Elisabeth (1912–2012), deutsche Weberin
- Ahrens, Erik (* 1994), rechtsextremer Influencer und Aktivist
- Ahrens, Ernst-August (1860–1926), deutscher Verbandsfunktionär, Mitglied des Preußischen Abgeordnetenhauses
- Ahrens, Felix (* 1986), deutscher Filmregisseur und Drehbuchautor
- Ahrens, Felix Benjamin (1863–1910), deutscher Chemiker und Technologe
- Ahrens, Fitnat (* 1963), deutsch-türkische Autorin
- Ahrens, Frank (* 1963), deutscher Fußballspieler
- Ahrens, Franz (1858–1937), deutscher Architekt
- Ahrens, Gaby (* 1981), namibische Sportschützin
- Ahrens, Geert-Hinrich (* 1934), deutscher Diplomat
- Ahrens, Georg (1890–1967), deutscher Diplomat und Schriftsteller
- Ahrens, Georg (1896–1974), deutscher Politiker (NSDAP), MdHB, Hamburger Senator
- Ahrens, Georg (1947–2021), deutscher Bildhauer und Hochschullehrer
- Ahrens, Gerd-Axel (* 1948), deutscher Bauingenieur und Verkehrsplaner
- Ahrens, Gerhard (1932–2024), deutscher Fußballspieler
- Ahrens, Gerhard (* 1939), deutscher Wirtschaftshistoriker
- Ahrens, Gualterio Enrique (1906–1981), argentinischer Brigadegeneral und Botschafter
- Ahrens, Gustav (1860–1914), deutscher Bankier
- Ahrens, Hanna (1903–1985), deutsche Malerin
- Ahrens, Hanna (1938–2024), deutsche Pastorin und Schriftstellerin
- Ahrens, Hans (1869–1938), deutscher Schauspieler bei Bühne und Film
- Ahrens, Hans Detlef (1931–2020), deutscher Generalmajor der Bundeswehr
- Ahrens, Hans Georg (* 1944), deutscher Opernsänger (Bassbariton)
- Ahrens, Hans Jürgen (* 1941), deutscher Jurist, Vorstandsvorsitzender des AOK-Bundesverbandes
- Ahrens, Hans-Jürgen (* 1945), deutscher Rechtswissenschaftler und Hochschullehrer
- Ahrens, Hans-Werner (* 1948), deutscher Generalmajor der Luftwaffe
- Ahrens, Heide (* 1962), deutsche Wissenschaftsmanagerin
- Ahrens, Heinrich (1805–1863), deutscher Porträtmaler und Fotograf
- Ahrens, Heinrich (1808–1874), deutscher Rechtsphilosoph
- Ahrens, Heinrich (1845–1904), deutscher Steinbildhauer, Heraldiker, Sachbuchautor zur Geschichte Hannovers und Herausgeber
- Ahrens, Heinrich Ludolf (1809–1881), deutscher Philologe
- Ahrens, Heinrich Wilhelm (1903–2002), deutscher Kaufmann und Manager im Versicherungswesen
- Ahrens, Heinz (1935–2017), deutscher Industriemanager
- Ahrens, Heinz (* 1937), deutscher Musiker, Gitarrist, Arrangeur und Komponist sowie Buchautor
- Ahrens, Helmut (* 1950), deutscher Biograf und Journalist
- Ahrens, Henning (* 1964), deutscher Schriftsteller und ÜbersetzerHenning Ahrens (* 1964)

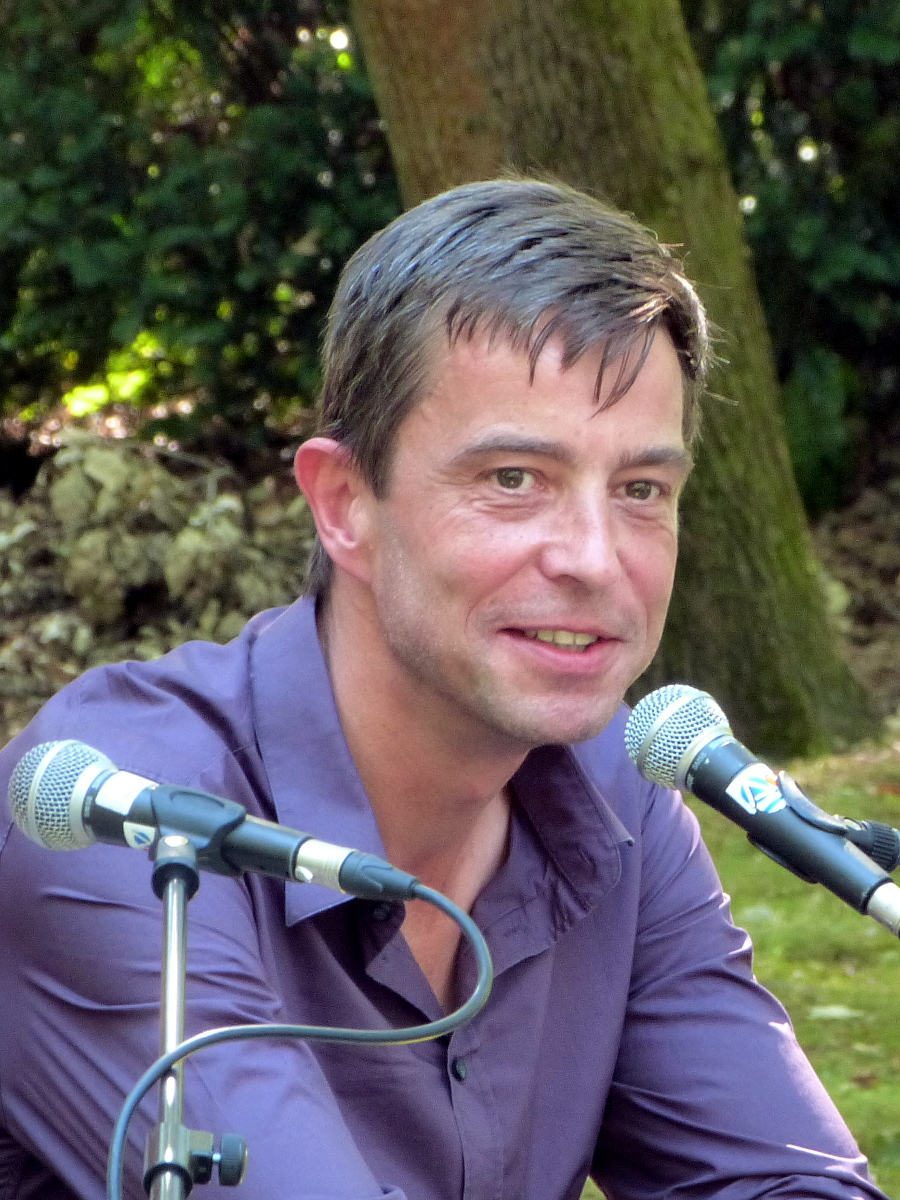
Henning Ahrens (* 1964)

- Ahrens, Hermann (1902–1975), deutscher Politiker (NSDAP, GB/BHE, GDP), MdL, MdB
- Ahrens, Hermann (1933–2016), deutscher Beamter
- Ahrens, Ingo (* 1971), deutscher Handballspieler
- Ahrens, Jehoshua (* 1978), deutscher orthodoxer Rabbiner
- Ahrens, Jens-Rainer (* 1938), deutscher Politiker (SPD), MdL
- Ahrens, Jörg (* 1967), deutscher Generalarzt des Heeres der Bundeswehr
- Ahrens, Joseph (1904–1997), deutscher Komponist und Organist
- Ahrens, Jürgen (* 1949), deutscher Schriftsteller, Texter, Journalist und Fotograf
- Ahrens, Jürgen Friedrich (1834–1914), deutscher Heimatdichter
- Ahrens, Karl (1924–2015), deutscher Politiker (SPD), MdB
- Ahrens, Kurt junior (* 1940), deutscher Rennfahrer
- Ahrens, Kurt senior (1908–1988), deutscher Motorrad- und Automobilrennfahrer und Kaufmann
- Ahrens, Lynn (* 1948), US-amerikanische Musicalautorin und Liedtexterin
- Ahrens, Mariella (* 1969), deutsche SchauspielerinMariella Ahrens (* 1969)

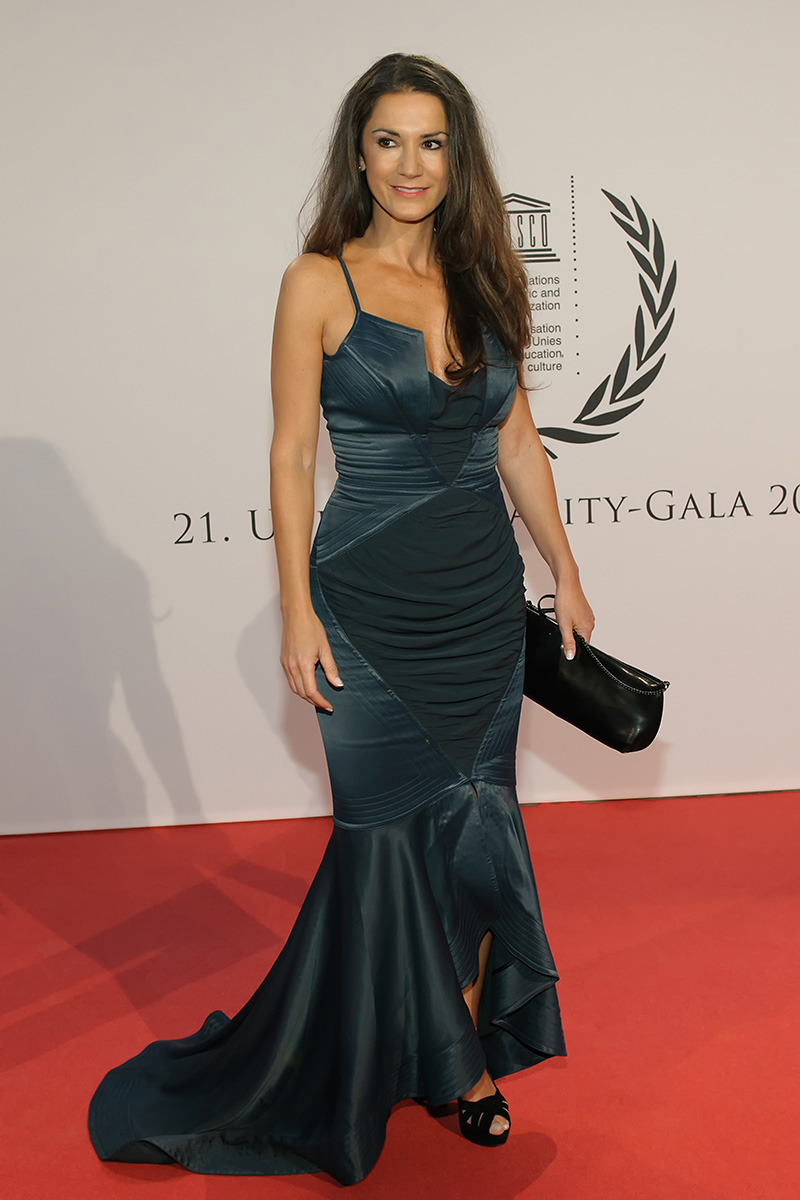
Mariella Ahrens (* 1969)

- Ahrens, Marika, deutsche Handballspielerin
- Ahrens, Marlene (1933–2020), chilenische Leichtathletin und Olympionikin
- Ahrens, Martin (* 1956), deutscher Jurist und Hochschullehrer
- Ahrens, Mathias (* 1963), deutscher Feldhockey-Trainer
- Ahrens, Mathilde (1805–1877), deutsche Theaterschauspielerin
- Ahrens, Matthias (* 1961), deutscher Biathlontrainer
- Ahrens, Monique (1939–2024), deutsche Schauspielerin und Fernsehansagerin
- Ahrens, Paul (* 2002), deutscher Schauspieler
- Ahrens, Peter-Paul (1950–2023), deutscher Politiker (SPD)
- Ahrens, Ralf (* 1963), deutscher Historiker
- Ahrens, Renata (1929–2023), deutsche Schmuckgestalterin und Kunsthandwerkerin
- Ahrens, Renate (* 1955), deutsche Schriftstellerin, Anglistin und Übersetzerin
- Ahrens, Rüdiger (* 1939), deutscher Anglist und Kulturwissenschaftler
- Ahrens, Rupert (* 1957), deutscher Manager, Präsident der GPRA, dem Verband der PR-Agenturen in Deutschland
- Ahrens, Sandra (* 1974), deutsche Politikerin (CDU), MdBB
- Ahrens, Sieglinde (* 1936), deutsche Organistin und Hochschullehrerin
- Ahrens, Steffen (* 1962), deutscher Bildhauer
- Ahrens, Stephan (* 1945), deutscher Arzt und Hochschullehrer
- Ahrens, Theodor (1940–2015), deutscher Missions-, Ökumene- und Religionswissenschaftler, Hochschullehrer
- Ahrens, Thomas (* 1948), deutscher Ruderer
- Ahrens, Thomas (* 1952), deutscher Schauspieler, Autor und Theaterregisseur
- Ahrens, Thomas (* 1965), deutscher KarambolagespielerThomas Ahrens (* 1965)

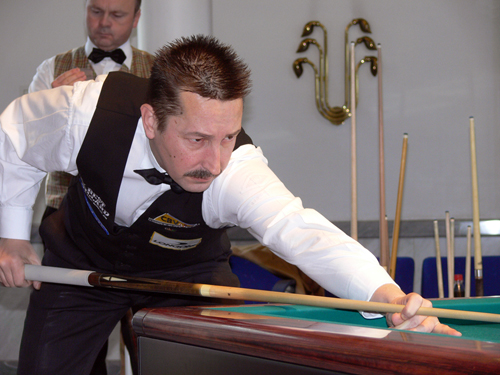
Thomas Ahrens (* 1965)

- Ahrens, Tobias (* 1993), deutscher Fußballspieler
- Ahrens, Walther (1910–1981), deutscher Mikrobiologe und Hygieniker
- Ahrens, Werner (* 1915), deutscher Journalist und Diplomat
- Ahrens, Wilhelm (1872–1927), deutscher Mathematiker und Schriftsteller
- Ahrens, Wilhelm (1878–1956), deutscher Buchdrucker, Krankenkassenfunktionär und Kommunalpolitiker (SPD)
- Ahrens, Wilhelm (1894–1968), deutscher Geologe
- Ahrens, Wilhelm (1898–1974), deutscher Uhrmacher, Redakteur, Amtsvorsteher und Politiker (SPD), MdBB
- Ahrens, Wilhelm (1911–1980), deutscher SS-Sturmbannführer
- Ahrens, Willy (* 1868), deutscher Unternehmer und Kommunalpolitiker
- Ahrens, Wolf-Eberhard (* 1939), deutscher Brigadegeneral der Bundeswehr
- Ahrens-Eipper, Sabine (* 1972), deutsche Psychologin, psychologische Psychotherapeutin und Autorin
- Ahrensborg Clausen, Frederik (1895–1964), dänischer Radrennfahrer
- Ahrensborg, Henning (1925–1951), dänischer Schauspieler
- Ahrensmeier, Nele (* 2011), deutsche KinderdarstellerinNele Ahrensmeier (* 2011)

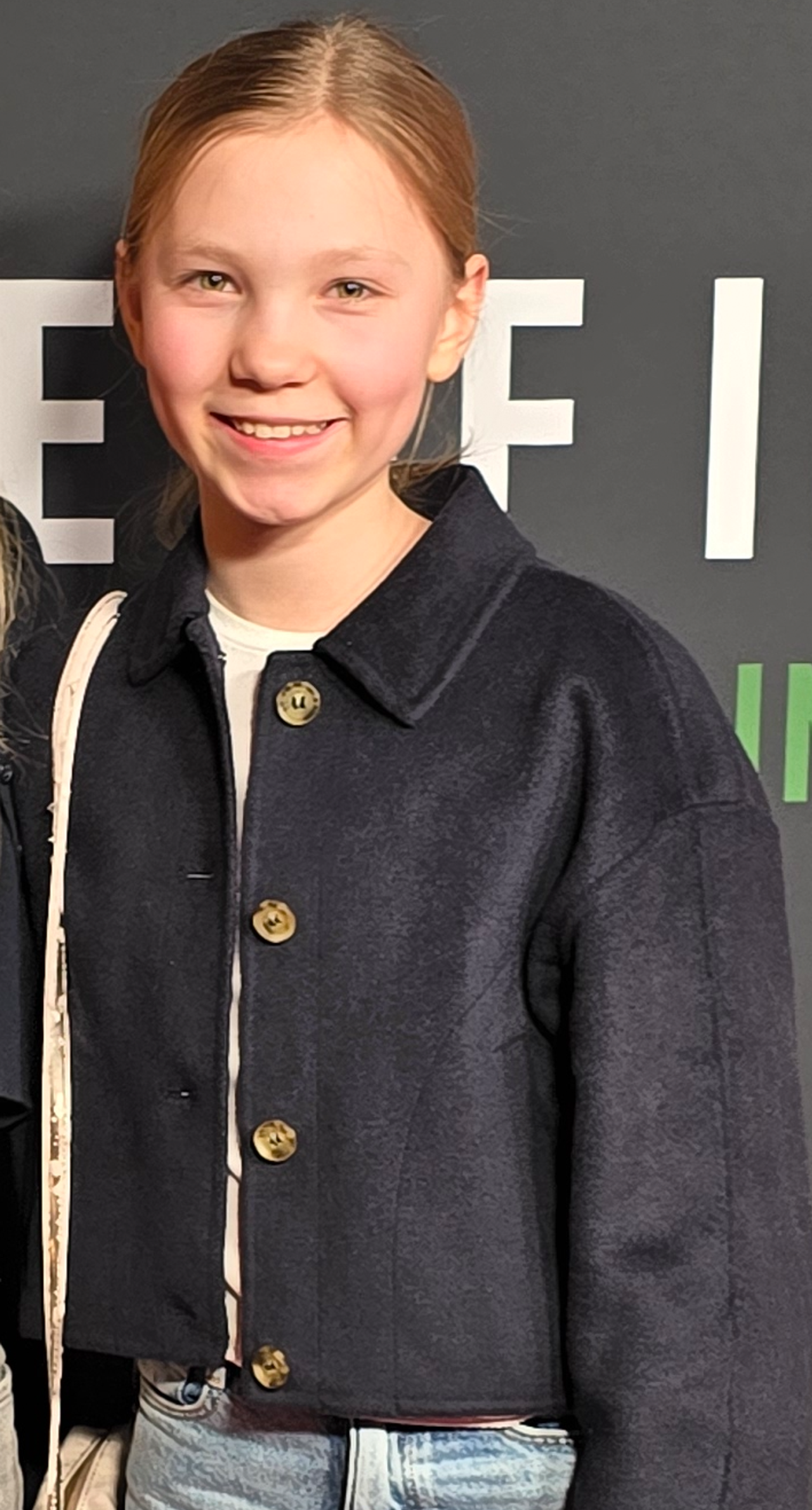
Nele Ahrensmeier (* 2011)

- Ahrer, Helga (* 1967), österreichische Politikerin (SPÖ), Abgeordnete zum Landtag Steiermark
- Ahrer, Jakob (1888–1962), österreichischer Politiker
- Ahrer, Josef (1908–1934), österreichischer Sozialdemokrat und Revolutionär
- Ahriman, Nader (* 1964), deutsch-iranischer Maler
- Ahrlé, André (* 1961), deutscher Unternehmer und Autorennfahrer
- Ahrlé, Ferry (1924–2018), deutscher Maler, Autor und Entertainer
- Ahrlé, René (1893–1976), deutscher Grafiker, Maler und Fotograf
- Ahrlin, Jerry (* 1978), schwedischer Skiläufer
- Ahrndt, Waltraud (1933–1999), deutsche Schriftstellerin und Übersetzerin
- Ahrndt, Wiebke (* 1963), deutsche Ethnologin und Hochschullehrerin
- Ahrne, Marianne (* 1940), schwedische Regisseurin, Drehbuchautorin, Filmeditorin und Schriftstellerin
- Ahrons, Barbara (1944–2024), deutsche Politikerin (CDU), MdHB
- Ahrweiler, Alexander Theodor († 1868), Justizrat und Notar
- Ahrweiler, Arthur W. (* 1951), deutscher Kameramann
- Ahrweiler, Hélène (* 1926), griechische Byzantinistin, UNICEF-Botschafterin
- Ahrweiler, Louise (1859–1897), schwedisch-deutsche Theaterschauspielerin
- Ahrweiler, Peter (1915–2004), deutscher Schauspieler und Theaterdirektor
- Ahrweiler, Petra (* 1963), deutsche Soziologin und Hochschullehrerin

### Ahs
- Ahsan, Aitzaz (* 1945), pakistanischer Politiker, Senator und Anwalt
- Ahsan, Fakhrul, bangladeschischer Offizier, Generalmajor
- Ahsan, Mohammad (* 1987), indonesischer Badmintonspieler
- Ahsbahs, Georg († 1923), deutscher Pferdezüchter, Ökonomierat und Autor
- Ahsbahs, Johann (1777–1848), deutscher Pferdehändler
- Ahsbas von der Lanze, Friedrich (1810–1879), österreichischer Offizier, zuletzt Generalmajor
- Ahsbas, Jürgen (1766–1849), deutscher Pferdehändler
- Ahsen, Anette von (* 1966), deutsche Ökonomin und Professorin für Betriebswirtschaftslehre (BWL)
- Ahsendorf, Falko (* 1943), deutscher Kameramann

### Aht
- Ahtiainen, Niina (* 1997), finnische Beachvolleyballspielerin
- Ahtila, Eija-Liisa (* 1959), finnische Filmemacherin und Videokünstlerin
- Ahtime, Laura, seychellische Politikerin
- Ahtinen, Olga (* 1997), finnische Fußballspielerin
- Ahtisaari, Eeva (* 1936), finnische Historikerin, Lehrerin, Autorin und First Lady (1994–2000)
- Ahtisaari, Martti (1937–2023), finnischer Diplomat und PolitikerMartti Ahtisaari (1937–2023)

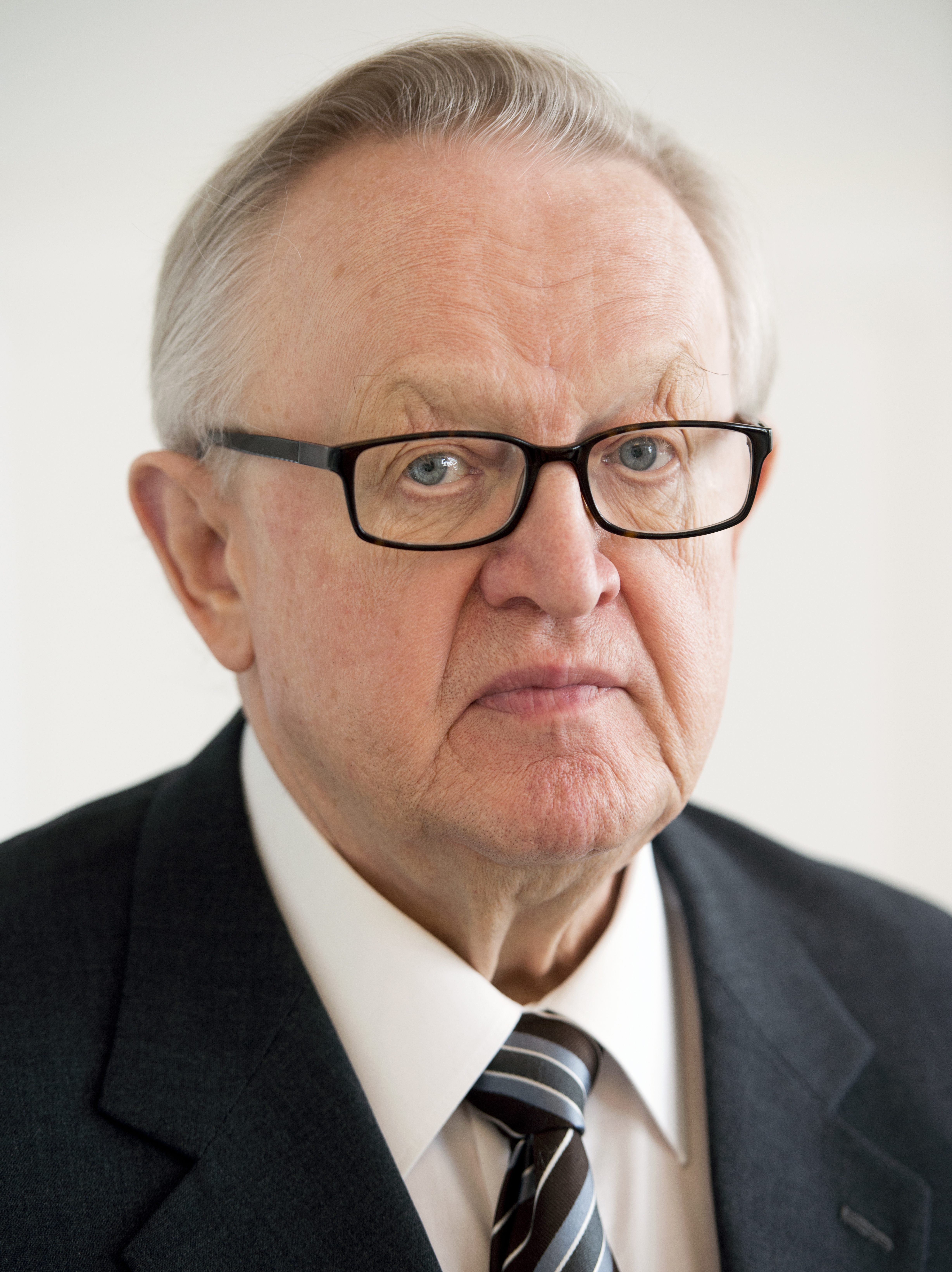
Martti Ahtisaari (1937–2023)

- Ahto, Sampo (* 1938), finnischer Offizier und Militärhistoriker
- Ahtosalo, Anniina (* 2003), finnische Radrennfahrerin

### Ahu
- Ahudemmeh († 575), Maphrian (Metropolit) der syrisch-orthodoxen Kirche
- Ahues, Carl (1883–1968), deutscher Schachspieler
- Ahues, Herbert (1922–2015), deutscher Schachkomponist und Schach-Autor
- Ahuis, Ferdinand (* 1942), deutscher evangelischer Theologe
- Ahuja, Neha (* 1981), indische Skirennläuferin
- Ahumada y Villalón, Agustín († 1760), spanischer Offizier und Kolonialverwalter
- Ahumada, Axel (* 1977), chilenischer Fußballspieler
- Ahumada, Daniel (* 1960), chilenischer Fußballspieler
- Ahumada, Eric (* 1994), chilenischer Fußballspieler
- Ahumada, Fabián (* 1996), chilenischer Fußballspieler
- Ahumada, Julio (1916–1984), argentinischer Bandoneonist, Tangokomponist und Bandleader
- Ahumada, Oscar (* 1982), argentinischer Fußballspieler
- Ahumada, Raphaël (* 2001), Schweizer Ruderer
- Ahumada, Sergio (* 1948), chilenischer Fußballspieler
- Ahumada, Tomás (* 2001), chilenischer Fußballspieler
- Ahunbay, Metin (1935–2014), türkischer Architekturhistoriker
- Ahunbay, Zeynep (* 1946), türkische Architektin, Spezialistin für Architekturrestaurierung und Architekturhistorikerin
- Aḫuni, König von Til-Barsip
- Ahuntchaín, Juan (* 1952), uruguayischer Fußballtrainer und Fußballspieler
- Ahurbasch, Anschalika (* 1970), belarussische Popsängerin

### Ahv
- Ahven, Eeva (1924–2009), estnische Sprachwissenschaftlerin
- Ahven, Kalju (1921–1946), estnischer Dichter
- Ahvenlahti, Olli (* 1949), finnischer Jazz-Pianist, Dirigent und Komponist

### Ahw
- Ahwoi, Kwamena (* 1951), ghanaischer Außenminister

### Ahy
- Ahye, Michelle-Lee (* 1992), Sprinterin aus Trinidad und Tobago
- Ahyi, Michiel (* 1998), niederländischer Volleyballspieler

### Ahz

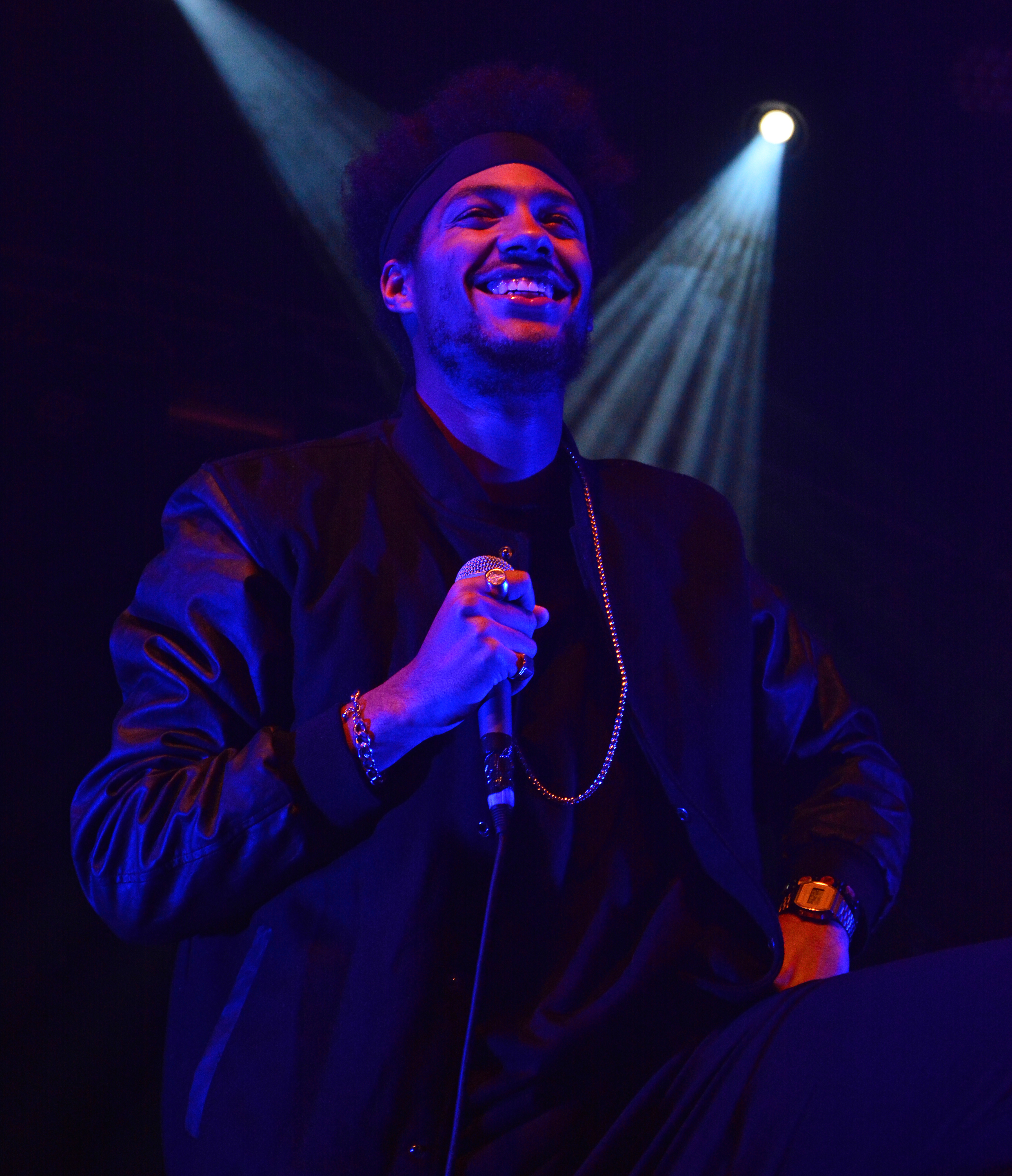
Ahzumjot (* 1989)

- Ahzumjot (* 1989), deutscher RapperAhzumjot (* 1989)